# Ishtar
Pour les articles homonymes, voir Ishtar (homonymie) et Istar (homonymie).
Inana
Ishtar (Ištar ; parfois Eshtar) est une déesse mésopotamienne d'origine sémitique, vénérée chez les Akkadiens, Babyloniens et Assyriens. Elle correspond à la déesse de la mythologie sumérienne Inana avec qui elle est confondue, une même déesse se trouvant manifestement derrière ces deux noms. Ses champs de compétences sont vastes et variés. C'est principalement une divinité astrale associée à la planète Vénus, une déesse de l'amour et de la guerre, et une divinité souveraine dont l'appui est nécessaire pour régner sur un royaume. Elle est également associée à la fertilité et à la mort. Ishtar a un positionnement ambigu entre l'ordre et le désordre, souligné avant tout dans la poésie, qui renvoie à la manière dont sa féminité est perçue par les lettrés mésopotamiens.
Tout au long de plus de trois millénaires d'histoire sumérienne puis mésopotamienne, Ishtar a été l'une des divinités les plus importantes de cette région et de loin la principale déesse des panthéons mésopotamiens, qui sont en général dominés par des dieux masculins. Son principal lieu de culte dans le sud mésopotamien est situé à Uruk, où sa présence est indentifiée dans les plus anciens textes connus, autour de 3300-3200 av. J.-C. Elle a également une place importante dans plusieurs villes majeures du sud : Kish, Nippur, Akkad et Babylone. Dans le nord, en Assyrie, Ishtar est également une déesse majeure : c'est la divinité tutélaire des villes de Ninive et d'Arbèles, et elle dispose d'un important culte à Assur.
Ishtar a également été adoptée dans plusieurs pays voisins, où elle a pu être assimilée à des déesses locales. Elle a également repris par syncrétisme les aspects de différentes déesses mésopotamiennes et a été vénérée dans plusieurs grands centres religieux, prenant parfois des traits variés selon la localité où son culte se trouvait. Pour cela, elle illustre bien la complexité des conceptions, des pratiques et des échanges religieux dans le Proche-Orient ancien, et beaucoup de ses aspects sont et resteront un sujet de discussion.

## Traits généraux

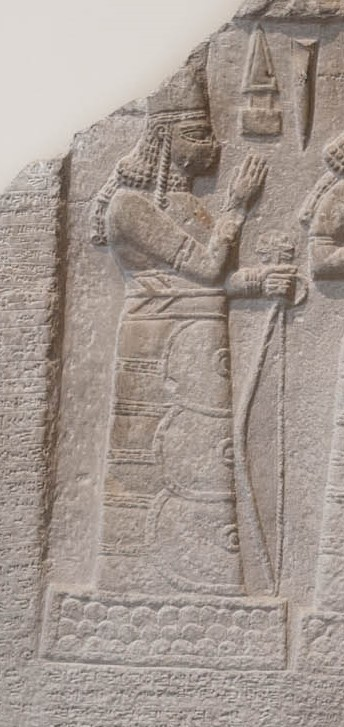
Représentation d'Ishtar portant un arc et associée au symbole de l'étoile, stèle de Shamash-res-usur, gouverneur assyrien, Musée de l'Orient ancien d'Istanbul.

### Noms
Le nom le plus courant de la déesse en sumérien est Inana (aussi transcrit Inanna ou Innana). Mais on trouve aussi Inin ou In(n)ina. En akkadien, Ishtar est le plus répandu, mais on trouvait des variantes en Haute-Mésopotamie, notamment Ashtar, Eshtar puis Issar à l'époque néo-assyrienne.
Il est en fait assez souvent difficile de connaître la prononciation exacte de son nom, car les signes phonétiques cunéiformes peuvent renvoyer à plusieurs sons voisins (en particulier plusieurs voyelles possibles pour un même signe syllabique), mais surtout parce que le nom de la déesse est souvent noté par un idéogramme, que les assyriologues désignent par convention comme MÙŠ ( en graphie normalisée d'époque néo-assyrienne), qui n'indique donc pas de prononciation.

### Fonctions et pouvoirs
On reconnaît en général trois domaines principaux dans lesquels s'expriment les pouvoirs d'Inana/Ishtar : c'est la déesse de l'amour et de la sexualité, c'est une déesse guerrière, et c'est une divinité astrale, la planète Vénus,.
Mais elle est concernée par bien d'autres domaines et pouvoirs, ce qui en fait une des divinités les plus complexes de la Mésopotamie antique, Thorkild Jacobsen l'ayant résumée comme la « variété infinie ». Elle est peut être associée à des domaines aussi variés que « la civilisation, la royauté, l'amour sexuel, la fertilité animale et végétale, la bataille, la guérison et éventuellement la mort », sa représentation variant beaucoup selon les endroits, les époques, et le médium/genre. 
En tant que déesse majeure du panthéon mésopotamien, elle est la divinité protectrice de plusieurs cités majeures (Uruk, Kish, Ninive, Arbèles) et ses différents aspects disposent de lieux de culte d'importances diverses dans de nombreuses villes (dont Nippur, Babylone, Assur), au point qu'il a pu être dit qu'elle était vénérée partout (en Mésopotamie). 
Un autre trait saillant de ses attributions, plus complexe à cerner, est lié aux paradoxes, avec notamment la faculté d'associer les opposés et même de provoquer leur inversion, de briser les interdits.

### Généalogie et cercle divin
Il n'y a pas eu de tradition figée sur les relations familiales d'Inana/Ishtar, qui ont donc pu varier selon les lieux et les époques. Suivant une tradition probablement originaire d'Uruk, elle est la fille du dieu céleste An/Anu, autre divinité tutélaire de la ville. Une autre tradition sumérienne importante en fait la fille du dieu-lune, Nanna/Sîn, et elle avait alors pour frère le dieu-soleil Utu/Shamash et pour sœur la déesse infernale Ereshkigal. Mais dans d'autres cas encore elle est présentée comme la fille d'Enlil ou comme celle d'Enki/Ea,.
Elle n'est pas non plus associée à un époux divin unique : certes dans la tradition sumérienne sa relation avec Dumuzi est forte, mais leur relation est ambiguë puisque la déesse est à l'origine de sa mort. Elle peut être parfois présentée comme l'amante ou même l'épouse d'autres dieux, par exemple An/Anu, notamment parce qu'elle est souvent assimilée aux épouses des dieux principaux de panthéons locaux. La poésie en fait plutôt une « croqueuse d'hommes », voire une prostituée, qui a donc de nombreux amants. Cela est notamment exposé dans l’Épopée de Gilgamesh, où le héros liste plusieurs de ses conquêtes, qu'elle a tous conduits à leur perte, expliquant pourquoi il ne veut pas devenir l'un d'eux.
Certains textes lui attribuent des enfants, en général sans dire qui en est le père : la déesse Nanaya et les dieux Lulal, Latarak et Shara. Nanaya (ou Nanâ) est couramment associée dans le culte à Inana/Ishtar, devenant en quelque sorte un dédoublement de sa fonction de déesse de l'amour. Dans la mythologie, elle dispose également d'un vizir, le dieu Ninshubur.

### Symboles et iconographie

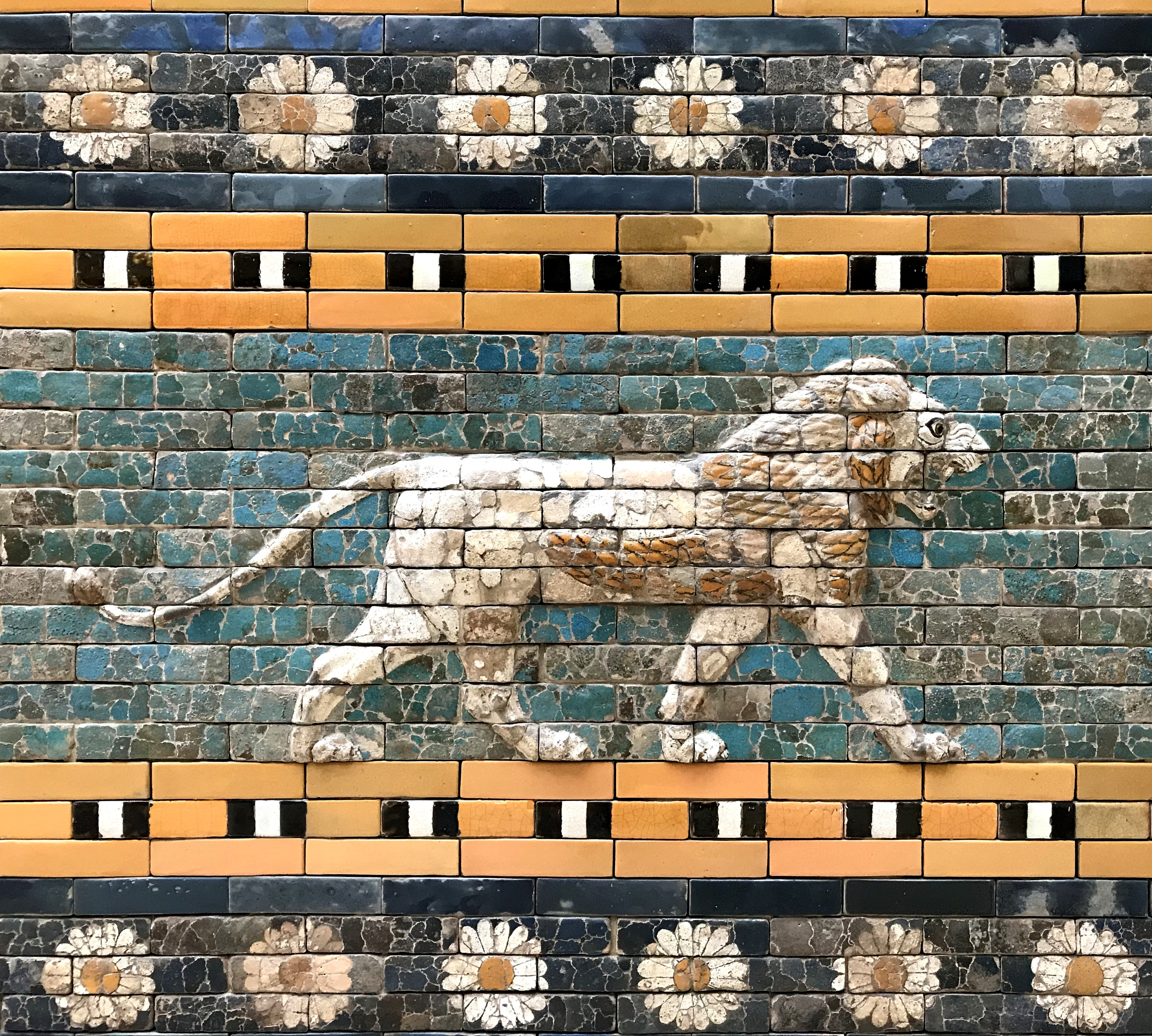
Un des lions représentés sur les briques glaçurées de la voie processionnelle de Babylone. Musée de Pergame.

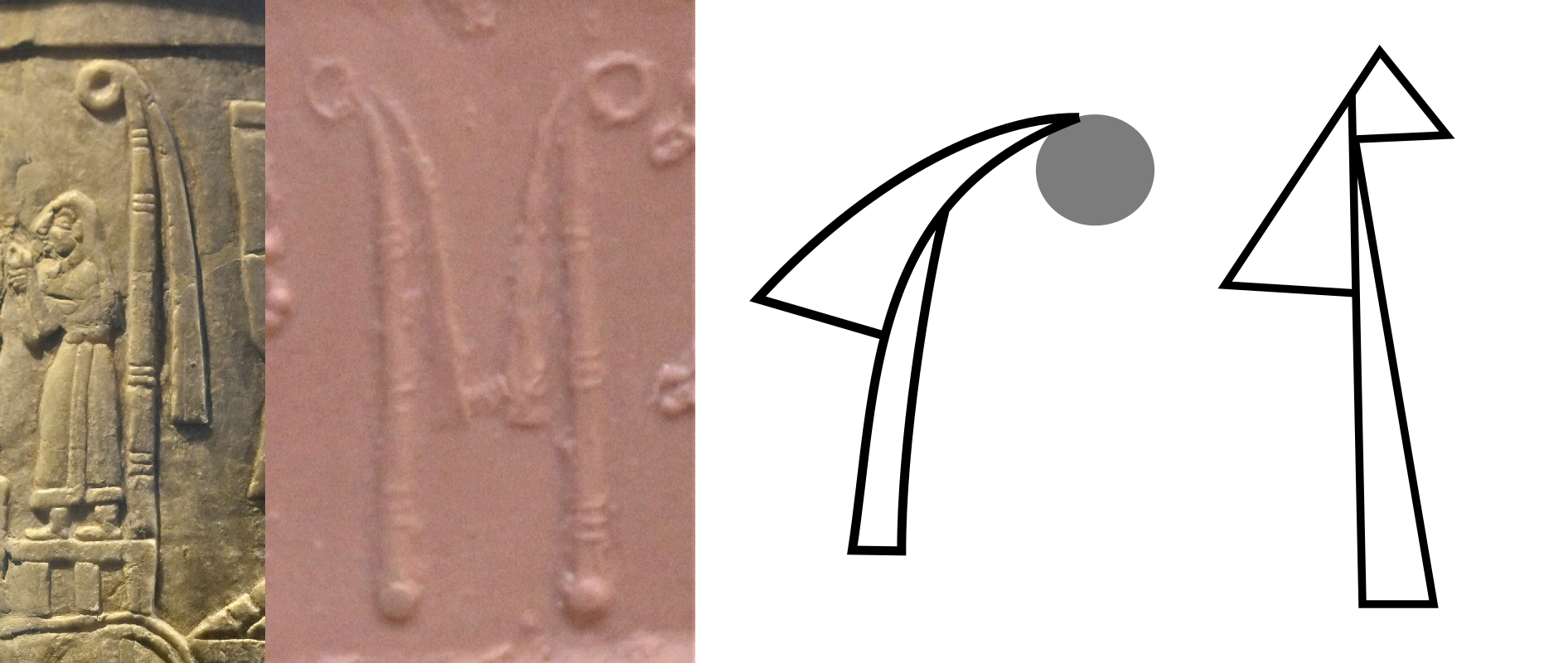
L'étendard divin de la déesse Inana, devenu le logogramme MÙŠ désignant la déesse, dans l'iconographie de la fin du De gauche à droite : sur le vase d'Uruk ; sur un sceau-cylindre ; sur deux tablettes proto-cunéiformes.

Le plus ancien symbole connu de la déesse est un étendard, une sorte de hampe en roseau dont le sommet est recourbé, qui apparaît dans son iconographie à Uruk (sceaux-cylindres, vase d'Uruk). C'est de cet objet que dérive le signe cunéiforme de la déesse, MÙŠ.
Inana/Ishtar a pour animal-attribut le lion. Son symbole le plus courant est une étoile ou une étoile inscrite dans un disque, symbolisant son rôle de divinité astrale,. Elle semble aussi être symbolisée par des rosettes, dont la forme rappelle celle de l'étoile. Ce motif peut néanmoins également symboliser d'autres divinités.
À partir de l'époque d'Akkad elle apparaît souvent sous l'aspect d'une divinité guerrière, avec des armes (arc, carquois, masse, crosse, hache). Il n'est en revanche pas assuré que les images de déesses nues provenant notamment des plaques en terre cuite représentent Inana/Ishtar.
Son nombre était le 15, ce qui correspond à la moitié du nombre 30 attribué à son père Nanna/Sîn (soit le nombre de jours dans un mois lunaire « idéal »). 
Elle semble aussi liée à la couleur rouge, ce qui a donné lieu à diverses interprétations, notamment celles liées à la couleur de Vénus dans le ciel au moment du coucher et du lever du soleil.

## Histoire
L'histoire de la déesse Inana/Ishtar, particulièrement riche et complexe, détermine manifestement sa personnalité qui l'est tout autant. C'est probablement une figure née de la réunion de plusieurs déesses par syncrétisme, sans que pour autant la personnalité de toutes ses composantes constituent forcément un tout cohérent. Avec le temps, elle tend à concentrer les personnalités de plusieurs autres déesses, au point de devenir la déesse par excellence en Mésopotamie.

### Les origines et la rencontre d'Inana et d'Ishtar
L'origine de la déesse Inana/Ishtar est impossible à déterminer avec certitude car elle se produit à des époques pour lesquelles la documentation écrite est absente, et la documentation archéologique trop limitée pour bien connaître l'univers religieux. Elle est généralement résumée par la rencontre de deux peuples faisant fusionner deux déesses : Inana est une déesse du pays de Sumer, tandis qu'Ishtar est d'origine sémitique,. Cela n'est pas propre à cette déesse, puisque les grands dieux mésopotamiens sont souvent connus sous un nom sumérien et un autre akkadien (Enki/Ea, Nanna/Sîn, Utu/Shamash, Ishkur/Adad, etc.). Cela se produit dans le contexte culturel spécifique des régions méridionales de la Mésopotamie du IVe millénaire av. J.-C. et du début du IIIe millénaire av. J.-C., qui voient coexister deux principaux groupes parlant des langues sans parenté, le sumérien, un isolat linguistique dominant au Sud, et l'akkadien, une langue sémitique dominante au Nord (les peuples sémitiques étant par ailleurs implantés dans le Nord mésopotamien et en Syrie). Ils évoluent en symbiose depuis longtemps et de nombreux échanges culturels ont eu lieu entre eux, qui rendent souvent vaines les tentatives d'essayer de distinguer ce qui est propre à l'un ou à l'autre, même si on peut déceler ce que J. Bottéro désigne comme des « sumérismes » et des « akkadismes » culturels.
En sumérien, Inana était interprété comme dérivant de nin.an.a(k), « Dame du Ciel » ou « Reine du Ciel ». Mais rien ne démontre qu'il s'agisse bien de l'origine du nom. Th. Jacobsen avait proposé que le nom signifie en fait « Dame des grappes de dattes », dans une interprétation naturaliste de la religion originelle de Sumer, proposition qui n'a pas vraiment rencontré d'écho,. Inana est en particulier la déesse tutélaire de la ville d'Uruk, qui est la plus importante du pays de Sumer à ces époques, et dont le rayonnement s'est étendu sur les régions voisines. C'est dans ce contexte qu'elle apparaît pour la première fois, dans les textes les plus anciens connus, datés de la fin du IVe millénaire av. J.-C., et c'est d'ailleurs la plus ancienne divinité sumérienne clairement attestée. Elle a déjà manifestement un aspect astral, lié à la planète Vénus, et semble être une déesse liée à la fertilité en même temps que celle octroyant la royauté à Uruk, peut-être dans une variante ancienne du thème du « Mariage sacré » entre le roi et la déesse, si on suit l'interprétation du vase d'Uruk qui veut qu'il représente les offrandes que lui fait le souverain d'Uruk.
Le nom Ishtar (peut-être plutôt Ashtar ou Eshtar à l'origine) a quant à lui assurément une origine sémitique, qui pourrait provenir de la racine ʾṭr « être riche », mais cela reste sujet à débat,. La forme originelle du nom semble masculine ou neutre (ʿaṯtar, ʿaštar), et sa forme féminine a donné en pays ouest-sémitique (Ougarit, Phénicie) le nom du pendant local d'Ishtar, Astarté. Un équivalent de ces déesses apparaît d'ailleurs sous le nom Aštar dans les textes archaïques du royaume syrien d'Ebla, au XXIVe siècle av. J.-C. Il s'agit là encore d'une déesse vue comme une manifestation de la planète Vénus. Il est couramment considéré que l'aspect guerrier est un attribut de la sémitique Ishtar, puisqu'il est surtout affirmé à partir du moment où une dynastie d'origine sémitique prend le pouvoir, la dynastie d'Akkad, au XXIVe siècle av. J.-C., avec l'apparition de la figure Ishtar-Annunītum (« Ishtar de la bataille »). Il a même été proposé que le syncrétisme entre Inana et Ishtar (et plus généralement celui des grandes divinités sumériennes et akkadiennes) ait été appuyé officiellement par le pouvoir à cette époque, notamment par le biais des poèmes d'Enheduana (à la fois princesse et grande prêtresse), mais ce scénario manque de preuves concrètes. Pour complexifier la situation, il faudrait rajouter une troisième déesse, nommée Inin ou Innina, d'origine sémitique et selon toute vraisemblance distincte d'Inana, qui serait plus précisément liée à l'aspect martial (son nom dériverait de la racine signifiant « bataille »), qui réapparaîtrait postérieurement avec l'épithète Annunītum (issue de la même racine).
De fait, dès les premiers temps il semble bien y avoir eu plusieurs variantes de cette figure divine, qui présente de plus un profil très complexe, réunissant plusieurs pouvoirs très différents. Ce qui rend tout scénario simplificateur peu probable : résumer la situation à la fusion de deux déesses différentes Inana et Ishtar est trop réducteur et ce sont probablement plus de deux déesses qui ont été syncrétisées,. Plusieurs scénarios complexes ont donc été avancés par les historiens qui se sont penchés sur la question. Pour T. Abusch, favorable à l'idée selon laquelle Inana/Ishtar serait le produit de la réunion de plusieurs déesses aux aspects similaires, il faudrait quand même chercher derrière tout cela une figure originelle qui aurait joué un rôle unificateur, qui serait une déesse chthonienne de la vie et de la mort, qui aurait une vaste gamme de pouvoirs liés notamment à la fertilité et à la sexualité, et dont la personnalité aurait évolué pour devenir une divinité des polarités, réunissant en elle d'autres couples d'opposés (amour et guerre, ordre et désordre, normes et subversions, etc.). Pour d'autres (G. Selz et J. G. Westenholz notamment), l'assimilation de la déesse à la planète Vénus serait son aspect le plus important, qui expliquerait l'agrégation des caractères de différentes déesses dont le seul point commun serait le lien avec cet astre. De plus, l'aspect bipolaire de la divinité découlerait du mouvement de cet astre, qui apparaît deux fois dans le ciel, le matin et le soir. Inana/Ishtar serait ainsi avant tout la « Dame du Ciel », une déesse ayant notamment la faculté de réunir ce qui s'oppose,.

### La principale déesse de la Mésopotamie

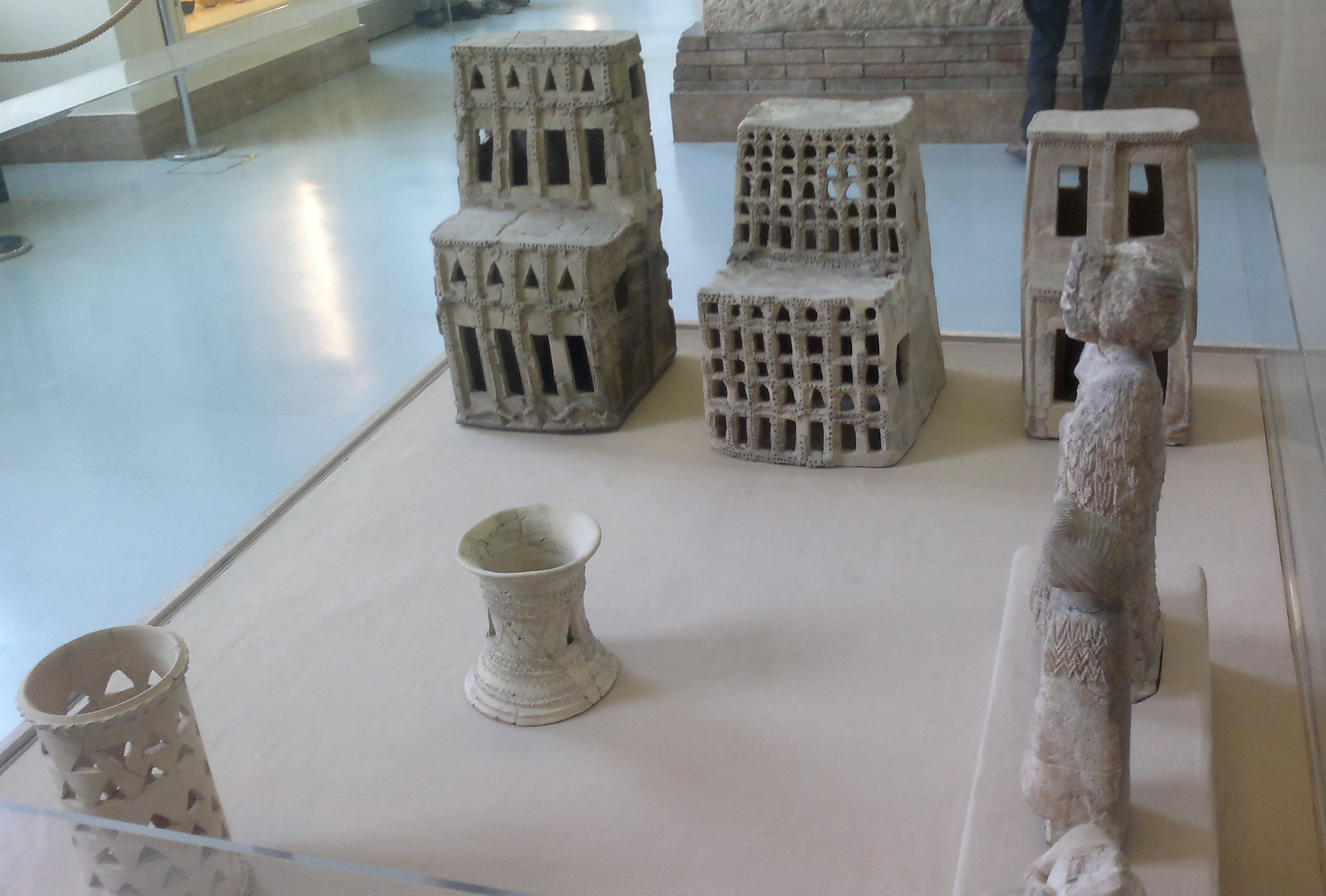
Objets de culte (encensoirs, autels en forme de maison, statuettes) mis au jour dans les niveaux archaïques du temple d'Ishtar à Assur, milieu du, musée de Pergame.

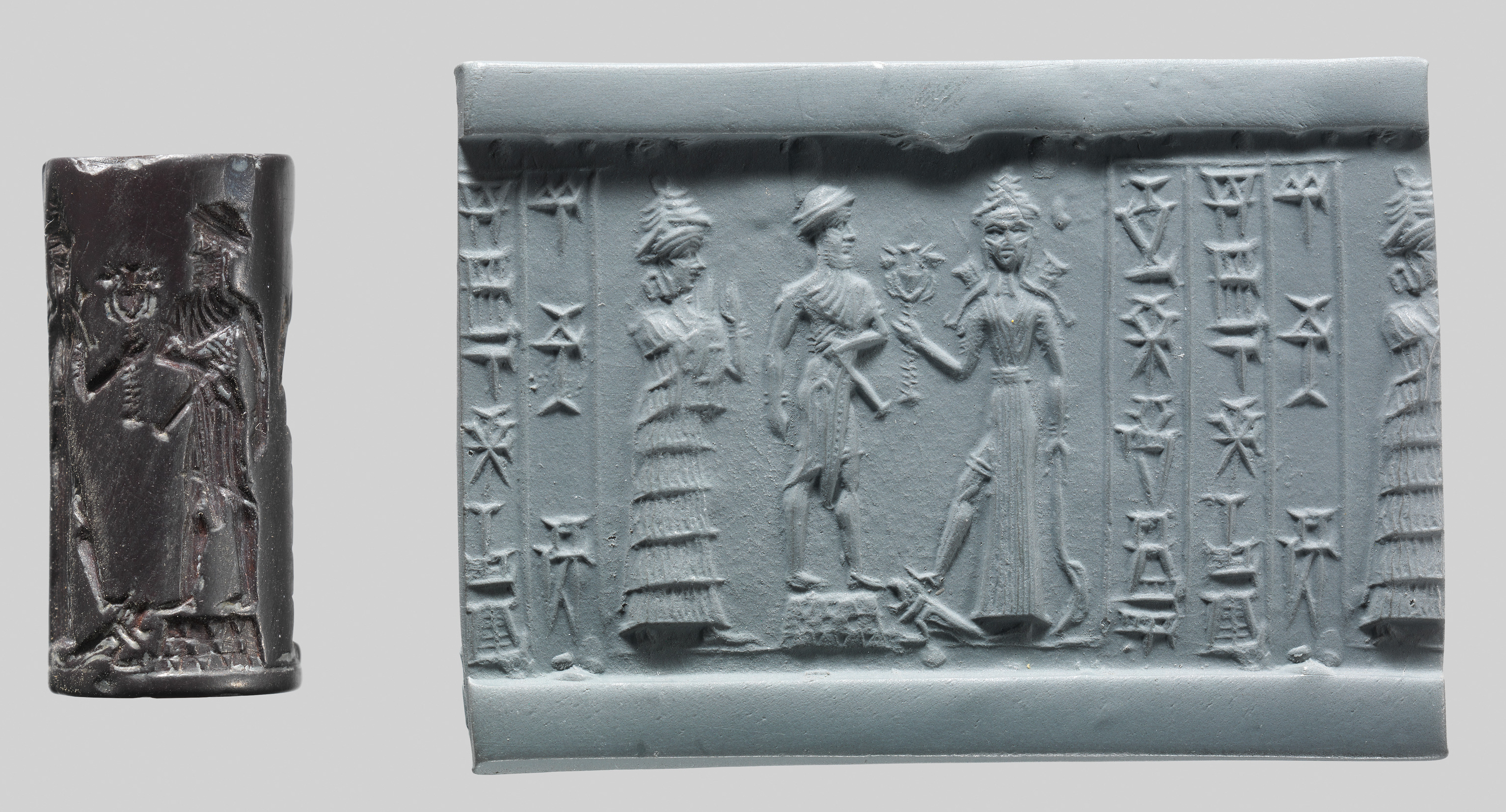
Sceau-cylindre avec empreinte représentant une scène de présentation d'un fidèle devant Ishtar, période paléo-babylonienne. Metropolitan Museum of Art.

Quelles que soient ses origines, Inana/Ishtar est, dès les périodes archaïques, les premières à pouvoir offrir un panorama d'ensemble du monde religieux mésopotamien, la principale déesse de la Mésopotamie. Cela pourrait résulter du rayonnement d'Uruk et du culte d'Inana à la fin du IVe millénaire av. J.-C., qui aurait progressivement incité à identifier les principales déesses locales à la déesse de cette cité. Il est possible qu'à cette période Inana d'Uruk ait été la destinataire d'un culte commun aux principales cités du pays de Sumer. 
Inana apparaît en tout cas dès le milieu du IIIe millénaire av. J.-C. dans les listes divines parmi les principales divinités de Sumer : en sixième position dans celle d'Abu Salabikh, et en troisième position (après Anu et Enlil) dans celle de Shuruppak. Inana/Ishtar dispose en tout cas de plusieurs lieux de culte dans le Sud et le Nord, et est déjà la déesse principale de plusieurs villes majeures : Uruk, mais aussi Kish, la principale entité politique du pays de langue akkadienne, et aussi de Zabalam ; elle est importante dans les grandes cités de Lagash et Nippur. Elle est une divinité majeure à Akkad et en quelque sorte la divinité tutélaire de la dynastie de l'empire d'Akkad, et occupe sans doute déjà la même position à Ninive et Assur ainsi qu'à Mari où son temple a livré un matériel archéologique impressionnant. Dans la théologie, elle apparaît souvent avec le statut de pourvoyeuse de la royauté.

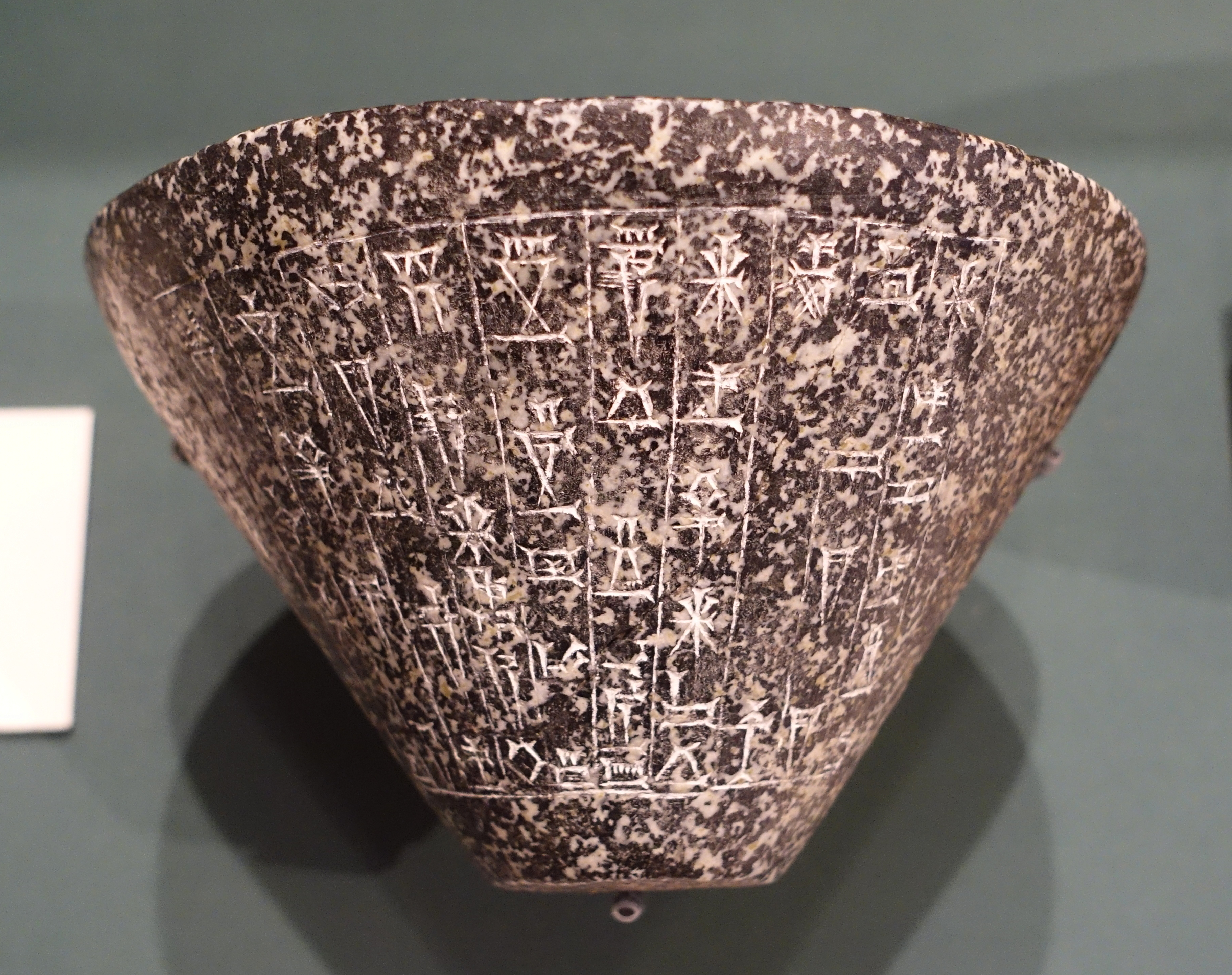
Vase en pierre inscrit, dédié à Inana de Zabalam sous le règne de Rîm-Sîn de Larsa (1822–-1763). Musée de l'Institut oriental de Chicago.

Le statut d'Ishtar s'affirme dans les siècles suivants. Au début du IIe millénaire av. J.-C., son nom akkadien sert pour former un terme synonyme de « déesse », ištaru (pl. ištarātu) ou ištartu. Ishtar est donc non seulement la principale déesse de Mésopotamie, mais elle est devenue la déesse mésopotamienne par excellence, occultant la plupart des autres figures féminines du panthéon, qui sont parfois présentées comme des manifestations d'Inana/Ishtar,. Cette concentration contraste avec le fait que les autres grandes déesses du panthéon sumérien (Ninhursag, Nisaba, Nammu, Ereshkigal, etc.) voyaient leur rôle décliner, Ishtar, celle qui était déjà la plus importante, restant la seule figure féminine des panthéons mésopotamiens à occuper un rôle de premier plan (avec, dans une moindre mesure, la déesse-guérisseuse Gula), et devenant l'incarnation de la déesse voire de la femme dans la tradition mythologique mésopotamienne à partir de cette période. Au XVIIe siècle av. J.-C., le roi Ammi-ditana de Babylone consacre un hymne à la gloire d'Ishtar qui figure parmi les plus belles pièces du genre en Mésopotamie ancienne, dont voici le début :
Célébrez la Déesse, la plus auguste des Déesses !

Honorée soit la Dame des peuples, la plus grande des dieux !

Célébrez Ishtar, la plus auguste des déesses,

Honorée soit la Souveraine des femmes, la plus grande des dieux !

- Elle est joyeuse et revêtue d'amour.

Pleine de séduction, de vénusté, de volupté !

Ishtar-joyeuse revêtue d'amour,

Pleine de séduction, de vénusté, de volupté !

- Ses lèvres sont tout miel ! Sa bouche est vivante !

À Son aspect, la joie éclate !

Elle est majestueuse, tête couverte de joyaux :

Splendides sont Ses formes ; Ses yeux, perçants et vigilants !

- C'est la déesse à qui l'on peut demander conseil

Le sort de toutes choses, Elle le tient en mains !

De Sa contemplation naît l'allégresse,

La joie de vivre, la gloire, la chance, le succès !

- Elle aime la bonne entente, l'amour mutuel, le bonheur,

Elle détient la bienveillance !

La jeune fille qu'Elle appelle a trouvé en Elle une mère :

Elle la désigne dans la foule, Elle articule son nom !

- Qui ? Qui donc peut égaler Sa grandeur ?
— Hymne d'Ammi-ditana de Babylone à Ishtar, traduction de J. Bottéro.
Ishtar reste la principale déesse des royaumes mésopotamiens du Ier millénaire av. J.-C.. En Assyrie, deux de ses hypostases, Ishtar de Ninive et Ishtar d'Arbèles, sont vues comme les protectrices du souverain et de son royaume, tout en étant manifestement perçues chacune comme une divinité à part entière indépendante de l'autre,. À Babylone, Ishtar dispose d'importants lieux de culte dans la ville même et de nombreux autres dans les grandes villes du royaume, à commencer par Uruk.

## Les différentes facettes d'Inana/Ishtar
Ishtar est une déesse multi-dimensionnelle, aux attributs et fonctions diverses, qui lui confèrent une « personnalité » aux contours flous, complexes, souvent difficiles à démêler et à interpréter pour les chercheurs modernes. Parmi ses qualités les plus courantes, elle est une déesse de l'amour, surtout sous son aspect charnel, et également une déesse des conflits, liée à la guerre. Ishtar est assimilée à la planète Vénus, l'étoile du matin, et a donc un aspect céleste. Étant une des principales déesses de la Mésopotamie, on lui a également attribué à plusieurs reprises un grand rôle dans la détermination des souverains qui devaient régner sur Terre. S'y agrègent d'autres pouvoirs liés à la fertilité/fécondité, parfois à la guérison. Les mythes la relient aussi à la civilisation et la vie urbaine, et à la mort. Réunissant en elle diverses fonctions potentiellement opposées et contradictoire (à commencer par l'amour et la guerre), étant facteur d'ordre et de désordre, incarnant les normes aussi bien que la marginalité, elle a été vue comme une déesse bipolaire, paradoxale, réunissant ce qui s'oppose.

### Vénus: une divinité astrale

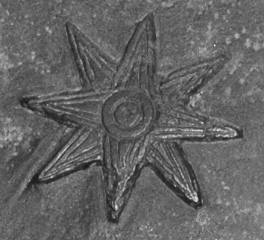
L'étoile à huit branches, symbole d'Ishtar, détail d'un kudurru de Meli-Shipak.

Ishtar est une divinité astrale, identifiée à la planète Vénus (Delebat en akkadien, ou bien simplement « Ishtar »), étoile du matin et du soir,. La déesse est d'ailleurs souvent symbolisée par une étoile à huit branches, représentant sans doute cet astre. Représentée par le deuxième astre le plus brillant dans la ciel nocturne après la Lune, Ishtar occupe une place majeure dans l'espace céleste. Comme cela a été évoqué son nom sumérien signifie « Dame du Ciel », et il se retrouve en akkadien dans l'épithète « Reine/Dame du Ciel » (šarrat/bēlit šamê) aux côtés d'autres appellations similaires comme « Reine des Cieux et des Étoiles » (šarrat šamāmi u kakkabê) ; dans le mythe de sa descente aux Enfers, elle se proclame « Reine du Ciel, de là où le soleil se lève ». En tant que planète Vénus, la déesse est parfois appelée dans les textes sumériens d'un autre nom, Ninsianna, la « Dame, lumière du Ciel », qui semble être à l'origine une déesse indépendante dont la personnalité a été absorbée par Inana. Elle apparaît sous cet aspect astral dans des prières dédiées aux « divinités de la nuit », un ensemble d'astres divinisés intervenant dans des rituels d'exorcisme ou de divination. Il semble également que certaines des prières qui lui étaient adressées l'étaient lorsqu'elle était visible dans le ciel depuis des toits ou des endroits élevés.
Un beau poème est dédié à l'aspect astral de la déesse par le roi Iddin-Dagan d'Isin (Iddin-Dagan A) :
Du haut du ciel, ma maîtresse regarde avec complaisance tous les pays, les 'têtes noires' (les hommes), les peuples pullulant comme des brebis.

On défile devant la splendide Innana, jusque sous ses yeux.

Innana, la maîtresse du ciel crépusculaire, est la plus grande.

Jeune femme Innana, on fait ton éloge.

La maîtresse du ciel crépusculaire est la plus grande jusqu'aux confins du ciel. (...)

Dans le ciel de la nuit tombante, l'étoile resplendissante, la grande lumière qui [illumine] le ciel pur,

la maîtresse du ciel crépusculaire [descendit] du ciel parmi les héros.

Dans tous les pays, les peuples lèvent les yeux vers elle.

Elle purifie l'homme, elle fait resplendir la femme.
— Hymne Iddin-Dagan A, traduction de Pascal Attinger
Le récit de l'Exaltation d'Ishtar relate comment le dieu céleste Anu l'élève parmi les autres divinités du Ciel, à savoir le Soleil et la Lune, et la surnomme « Ishtar des étoiles » (Ishtar-kakkabi), nom utilisé à plusieurs reprises dans la documentation cunéiforme pour évoquer l'aspect astral de la déesse :
Pour Sîn et pour Shamash, (par) le jour et la nuit, il y eut deux parts égales ; […]

À cette place, Ishtar, hausse-toi

à la royauté de tous.

O Innin, sois, toi, la plus brillante d'entre eux,

et qu'ils t'appellent « Ishtar-des-étoiles » !

Que, souverainement, à côté d'eux, 

se change ta place en la plus haute.

Que, lors de la garde même de Sîn et de Shamash, 

rayonnante soit ta splendeur ;

que l'éclatant flamboiement de ta torche

au milieu du ciel s'allume !

Comme parmi les dieux, tu n'as personne qui t'approche,

que les peuples t'admirent !
— Exaltation d'Ishtar, traduction de René Labat
Son lien avec cet astre apparaissant dans le ciel deux fois par jour à deux endroits différents (à l'est et à l'ouest) a fait qu'elle a (apparemment) été adorée sous ses deux aspects à Uruk à la fin du IVe millénaire av. J.-C., avec les épithètes húd « matin » et sig « soir ». Ce pourrait être son aspect originel, la source de sa personnalité complexe et « bipolaire ». En tout cas, au Ier millénaire av. J.-C., il est courant que Vénus soit considérée comme « bi-sexuée », masculine au matin et féminine au soir, ou l'inverse suivant les traditions. Elle occupe une place importante dans l'astrologie. Les apparitions et disparitions de l'étoile dans le ciel pourraient être à l'origine du mythe de sa descente et de sa sortie des Enfers. L'invisibilité partielle de la planète Vénus était aussi interprétée comme un voyage aux Enfers en compagnie du dieu solaire Shamash, son frère.

### La déesse de l'amour et de la sexualité

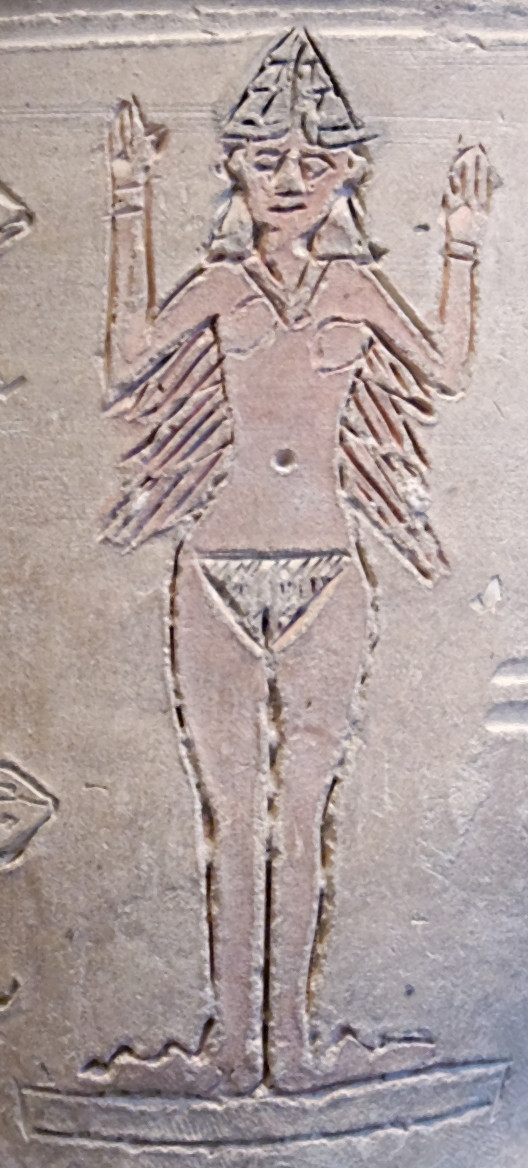
Déesse nue, possiblement Inana/Ishtar dans sa fonction de déesse de l'amour et de la sexualité, détail d'un vase exhumé à Larsa (« vase d'Ishtar »), début du, musée du Louvre.

Inana pourrait avoir pour principal champ de compétence la fertilité, la force vitale en général, d'où découle son rôle dans l'amour et la sexualité humaine. Quoi qu'il en soit elle s'affirme dans les textes de la fin du IIIe millénaire av. J.-C. comme une déesse liée à l'amour puis de plus en plus à la sexualité, et non pas la fécondité. Suivant la mentalité mésopotamienne  qui ne sépare pas le profane et le sacré et voit le divin derrière toute activité humaine, il peut même être considéré que c'est à travers elle que se produit tout acte sexuel : « ce n'était pas la femme qui procurait du plaisir à son bien-aimé - ni la prostituée à son client - mais la déesse Ištar elle-même » (D. Charpin). Parmi les autres divinités liées à l'amour et la sexualité dont la personnalité était voisine de celle d'Inana/Ishtar, peut être mentionnée Nanaya ou Nanâ, dont le lieu de culte principal se trouvait également à Uruk. 
De nombreux hymnes et chansons d'amour en sumérien s'intéressent ainsi à sa relation avec son époux, le dieu-berger Dumuzi (Tammuz en pays sémitique), le couple divin devenant un modèle pour ce qui relève de l'intimité, de la séduction, de l'amour et de la sexualité. Cela rattache donc la déesse à la sphère du mariage, plus particulièrement à la sexualité entre les époux. Ces récits se présentent souvent sous la forme d'un jeu de séduction entre Inana, présentée comme une jeune fille de bonne famille très belle, séductrice et disposant de beaux atours, en émoi devant son promis, qui éveille en elle des sentiments enthousiastes et des désirs sexuels, et Dumuzi qui cherche à gagner son cœur en lui faisant la cour, et à l'épouser, en accord avec les conventions sociales. Cette union a un lien symbolique manifeste avec la fertilité, qui ressort de manière claire dans les écrits liés au thème du « Mariage sacré » qui s'appuie sur cette tradition mythologique et qui présentent Inana comme la garante du succès des récoltes et du croît des troupeaux. Pour autant, la tradition mythologique ne leur attribue pas d'enfants : cette union semble vouée à être infertile. La contrepartie à cet amour joyeux se trouve dans les récits consacrés à la descente d'Inana aux Enfers et à la mort de Dumuzi qui en découle, marquant (pour un temps) la fin de cette prospérité, et renvoyant sans doute au cycle des saisons,.
Qu'on m'érige mon lit garni de fleurs.

Qu'on y répande des herbes semblables au lapis-lazuli limpide.

Pour moi, qu'on amène l'homme de mon cœur. 

Qu'on m'amène mon Amausumgal-ana (autre nom de Dumuzi).

Qu'on place sa main dans ma main, qu'on place son cœur contre mon cœur. 

Lorsque la main est sur la tête, que le sommeil est plaisant !

Lorsque le cœur est pressé contre le cœur, que le plaisir est délicieux !
— Chant nuptial pour Inana et Dumuzi.
Le caractère sexuel d'Inana/Ishtar est progressivement plus prononcé. Elle est alors la patronne du désir sexuel, des relations sexuelles, de l'aspect physique de l'amour. Les textes la présentent comme un personnage très actif sur le plan sexuel, initiant ses relations avec les hommes, qui s'accompagnent généralement de joie et de prospérité pour les heureux élus. Son corps désirable est en particulier mis en avant, avec ses organes génitaux,. Dans le culte, elle est invoquée dans des prières visant à obtenir l'amour d'un être désiré, de même que dans des rituels visant à lutter contre l'impuissance sexuelle ou pour enfanter, et l'aspect sexuel de la déesse transparaît dans plusieurs des rituels d'Ishtar de Babylone datés de l'époque récente (voir plus bas). 

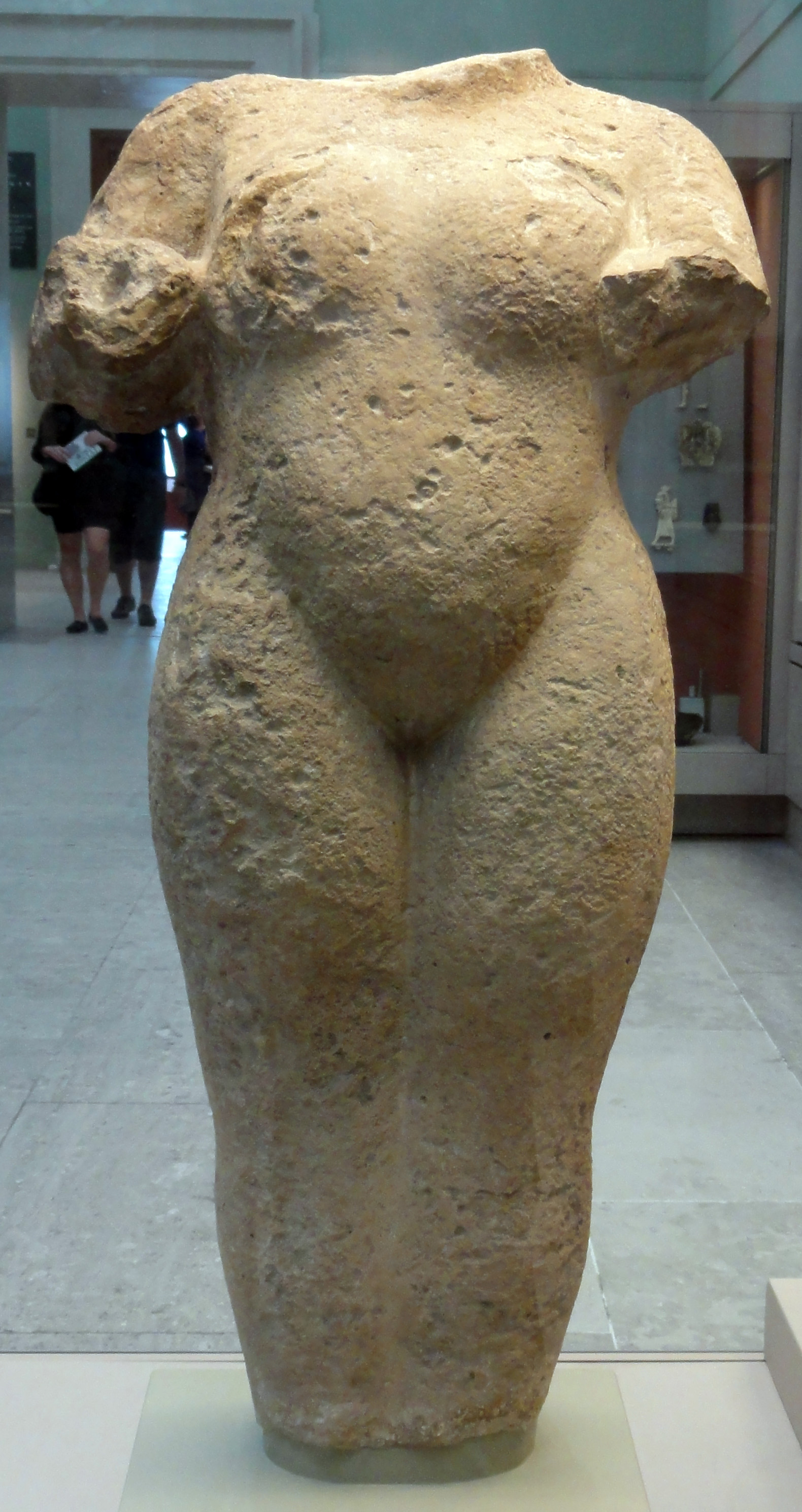
Statue fragmentaire de femme nue, mise au jour dans le temple d'Ishtar de Ninive, avec dédicace d'Assur-bel-kala (1073-1056 av. J.-C.). British Museum.

En revanche, il n'y a pas de représentation visuelle assurée d'Inana/Ishtar en tant que déesse de la sexualité, au contraire de celles la reliant à la fertilité et à la guerre. Aucune représentation de déesse nue n'est assurément identifiable comme une image d'Ishtar, en l'absence d'inscription ou d'autre élément d'identification,. De même, s'il est courant que les nombreuses représentations en terre cuite de femmes nues et de couples en pleins ébats soient rattachées dans la littérature moderne au culte d'Ishtar, cela n'est pas certain. Le sens exact de ces œuvres est débattu, d'autant plus qu'elles n'ont que rarement été mises au jour dans des temples d'Inana/Ishtar. Parmi ceux qui sont manifestement liés au culte d'Ishtar se trouve une statue fragmentaire de femme nue provenant du temple d'Ishtar de Ninive porte une inscription indiquant qu'elle fait partie d'une série de statues placées dans divers endroits du royaume « pour le plaisir », donc avec une finalité érotique. 
Dans ses temples, on lui dédiait des objets votifs manifestement en rapport avec la sexualité. Le temple d'Ishtar d'Assur a quant à lui livré dans ses niveaux attribués au règne de Tukulti-Ninurta Ier des petits éléments d'incrustation en plomb, représentant pour plusieurs des sujets en lien avec la sexualité (femmes nues, scène d'accouplement). Des figurines en faïence représentant des vulves et des pénis ont également été mises au jour dans cet édifice. Cela a manifestement un rapport avec le rôle de la déesse en tant que patronne de l'amour physique,,. La présence de représentations de telles représentations semble courante dans les lieux de culte de la déesse, puisque l'inventaire du trésor du temple de la déesse Ishtar de Lagaba mentionne une vulve en or et huit en argent. Ces objets renvoient à l'aspect sexuel de la déesse, ou du moins à sa féminité. Des inscriptions indiquent qu'au moins certains d'entre eux étaient offerts pour la lutte contre l’impuissance.

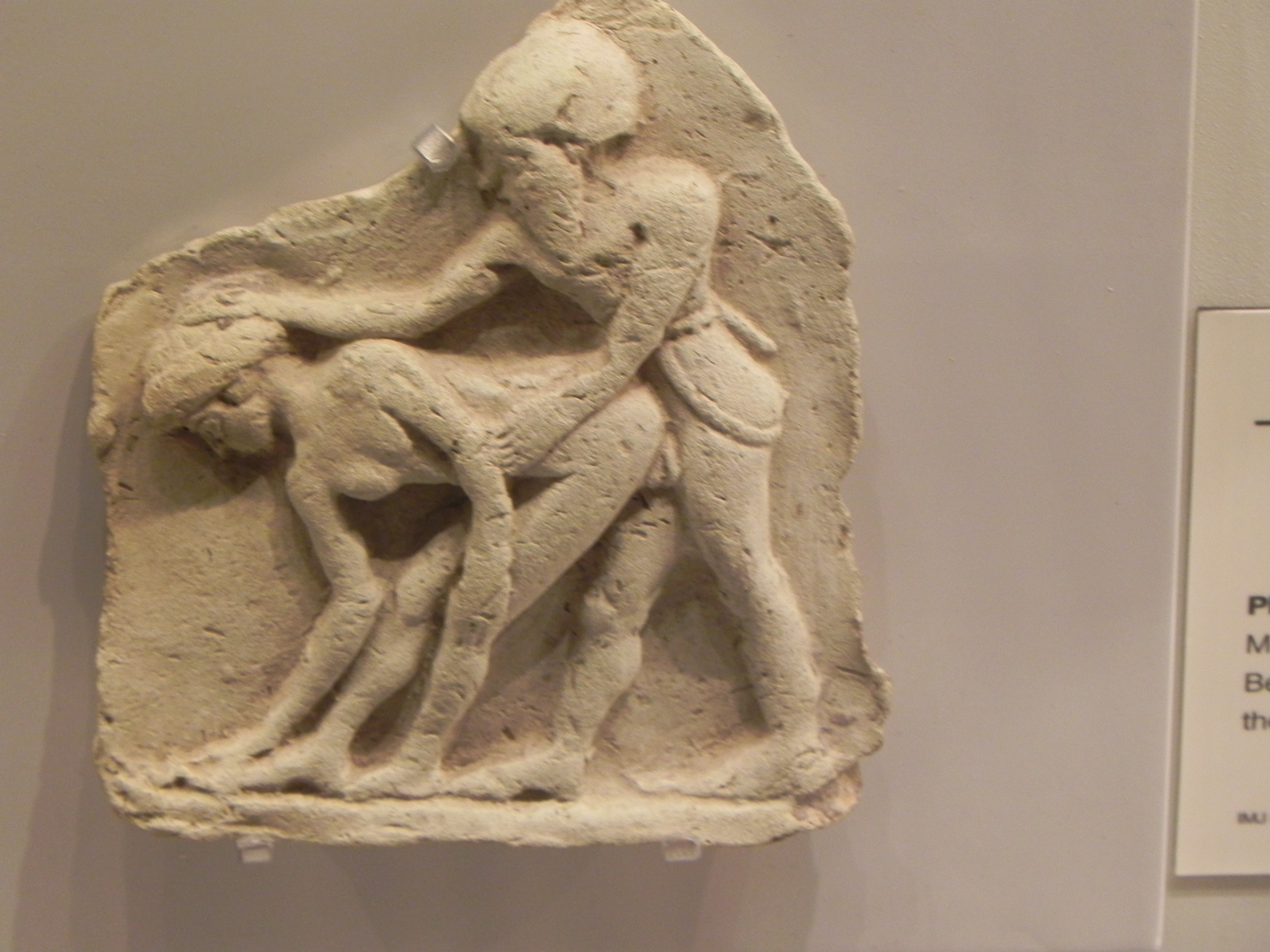
Plaque en terre cuite d'époque paléo-babylonienne représentant un couple faisant l'amour. Musée d'Israël.

Tout en étant invoquée dans le cadre de relations matrimoniales, Ishtar est également la patronne des prostituées (le plus souvent appelées en sumérien kar-kid, et en akkadien ḫarimtu, mais on trouve d'autres termes),,, ou plus exactement la prostituée par excellence. Un hymne en sumérien qui lui est dédié sous son aspect de « Dame du palais » (Nin-egala) assimile même la déesse à une prostituée : 
Prostituée, tu te rends au cabaret et, 

telle un fantôme qui se faufile par la fenêtre tu y rentres. […] 

Lorsque les valets ont laissé en liberté les troupeaux, 

lorsque les bœufs et les moutons ont été rentrés à l'étable, 

alors, ma Dame, telle une femme sans nom, 

tu portes un seul ornement. 

Les perles d'une prostituées sont autour de ton cou, 

et tu peux alors emporter n'importe quel homme présent au cabaret.
— Hymne à Nin-egala (ou Inana D).
Un poème grivois en akkadien (à fonction rituelle ?) relate par ailleurs comment la déesse (manifestement là encore dans un rôle de prostituée) est capable de satisfaire sexuellement des dizaines de jeunes hommes sans être épuisée : 
« Réunis pour moi les jeunes hommes de ta ville, 

et allons à l'ombre du mur de la ville. » 

Sept à son ventre, sept à ses reins, 

soixante et soixante peuvent jouir de son sexe. 

Les jeunes hommes s'épuisent, mais Ishtar ne s'épuisera pas : 

« Venez, jeunes hommes, sur mon plaisant sexe ! » 

Ainsi qu'elle le demandait, 

les jeunes hommes l'écoutèrent, et lui donnèrent ce qu'elle avait demandé.
— Hymne à Ishtar (ou « Ishtar ne s'épuisera pas »).
Plusieurs de ses temples, comme celui de Lagash, sont appelés « cabaret sacré » (sumérien éš-dam-kù), le « cabaret/taverne » jouant souvent le rôle de maison de passe, et la cité d'Uruk est qualifiée dans le mythe d'Erra comme la « ville des prostituées (ḫarimtu), courtisanes (kezertu) et filles de joie (šamḫatu), qu'Ishtar a privées d'époux, afin de les garder à merci », tandis que les prostituées sont appelées dans un texte rituel « filles d'Inana ». Parmi ces catégories de personnes se trouvent aussi les ištarītu, dont le nom dérive de celui de la déesse.
On a beaucoup débattu sur l’existence ou non d’une prostitution sacrée dans les temples de la déesse, à partir du témoignage de Hérodote sur une telle pratique en Assyrie et sur les différents aspects de la personnalité et du culte d’Ishtar liés à la sexualité et la prostitution. Il semblerait que les sanctuaires de la déesse soient bien associés, directement ou au moins indirectement, à de telles activités, puisqu’il y a des attestations de desservants de temples d’Ishtar percevant des revenus liés à la prostitution (il pourrait néanmoins s'agir d'offrandes versées par des prostituées à leur déesse tutélaire), et qu'un texte de Nuzi semble montrer qu’une fille est donnée par son père en gage au temple local de la déesse dans le but de servir comme prostituée. Il faudrait alors réinterpréter la littérature et les objets liés à la fonction sexuelle de la déesse comme liés à cet aspect de son culte et à sa valorisation. Mais cela reste encore très mal connu et débattu. Il conviendrait notamment d'éclairer la fonction exacte d'une partie des desservants d’Ishtar, certains comme les assinnu(m) et les kurgarrû(m), accomplissant lors des rituels des chants et des danses, étant peut-être des travestis (ou bien des hermaphrodites), d’autres comme les kezertus étaient des femmes servant apparemment de musiciennes mais ont aussi pu être des sortes de « courtisanes ».
Ce patronage et ce personnel indiquent qu'Ishtar devient parfois une divinité liée aux marges, avec un potentiel subversif. En témoigne le fait qu'elle n'est plus présentée comme une jeune promise se pâmant devant son promis et espérant son mariage en accord avec les bonnes mœurs, mais plutôt comme une croqueuse d'hommes, jamais associée durablement à un compagnon masculin, ses partenaires connaissant par ailleurs souvent un destin funeste. Un hymne hourro-hittite décrit ainsi la déesse sous son aspect de patronne de l'amour et du désir comme pouvant aussi bien être à l'origine de l'amour entre un homme et une femme (« Un homme et sa femme qui s'aiment et portent leur amour à son accomplissement : cela a été décidé par toi, Ishtar »), mais également des adultères, et évoque le fait que la déesse elle-même a causé la perte de nombre de ses amants (« Ishtar : tu as dévoré tes époux »). Dans l’Épopée de Gilgamesh, le héros rejette violemment les avances de la déesse en énumérant ses amants qui ont connu la perdition à cause d'elle. Dans les rituels surnommés « Love Lyrics » (voir plus bas), Ishtar de Babylone est quant à elle présentée comme une briseuse de couples, séduisant Marduk et provoquant le désarroi de l'épouse de celui-ci, Sarpanitu.

### Une déesse guerrière

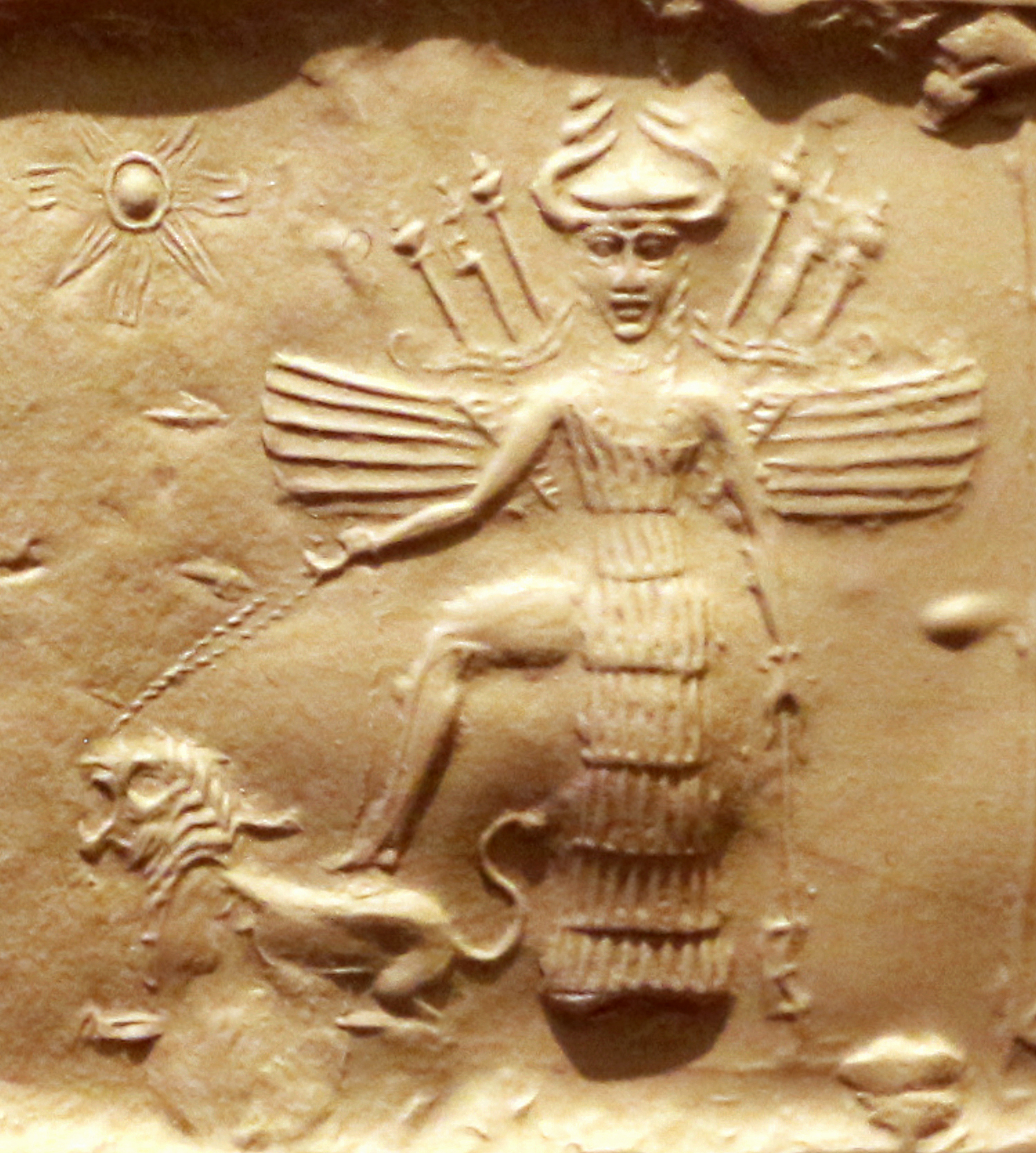
Détail d'une impression de sceau-cylindre de la période d'Akkad : la déesse Ishtar ailée et portant des armes sur son dos, accompagnée de ses attributs, un lion qu'elle tient en laisse et l'étoile à huit branches. Musée de l'Oriental Institute de Chicago.

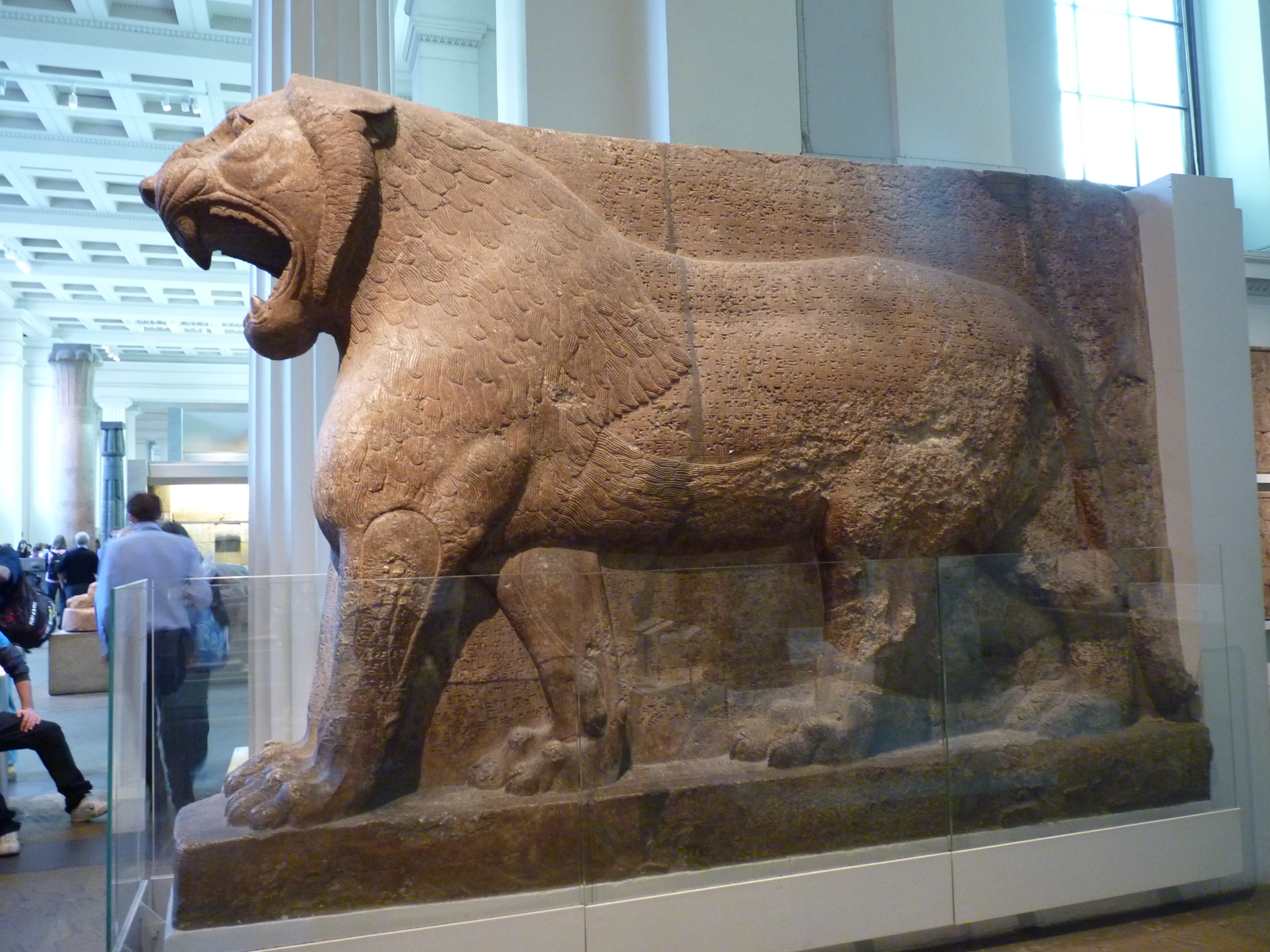
Un des lions colossaux gardant l'entrée du temple d'Ishtar sous son aspect šarrat niphi à Nimrud/Kalkhu. British Museum.

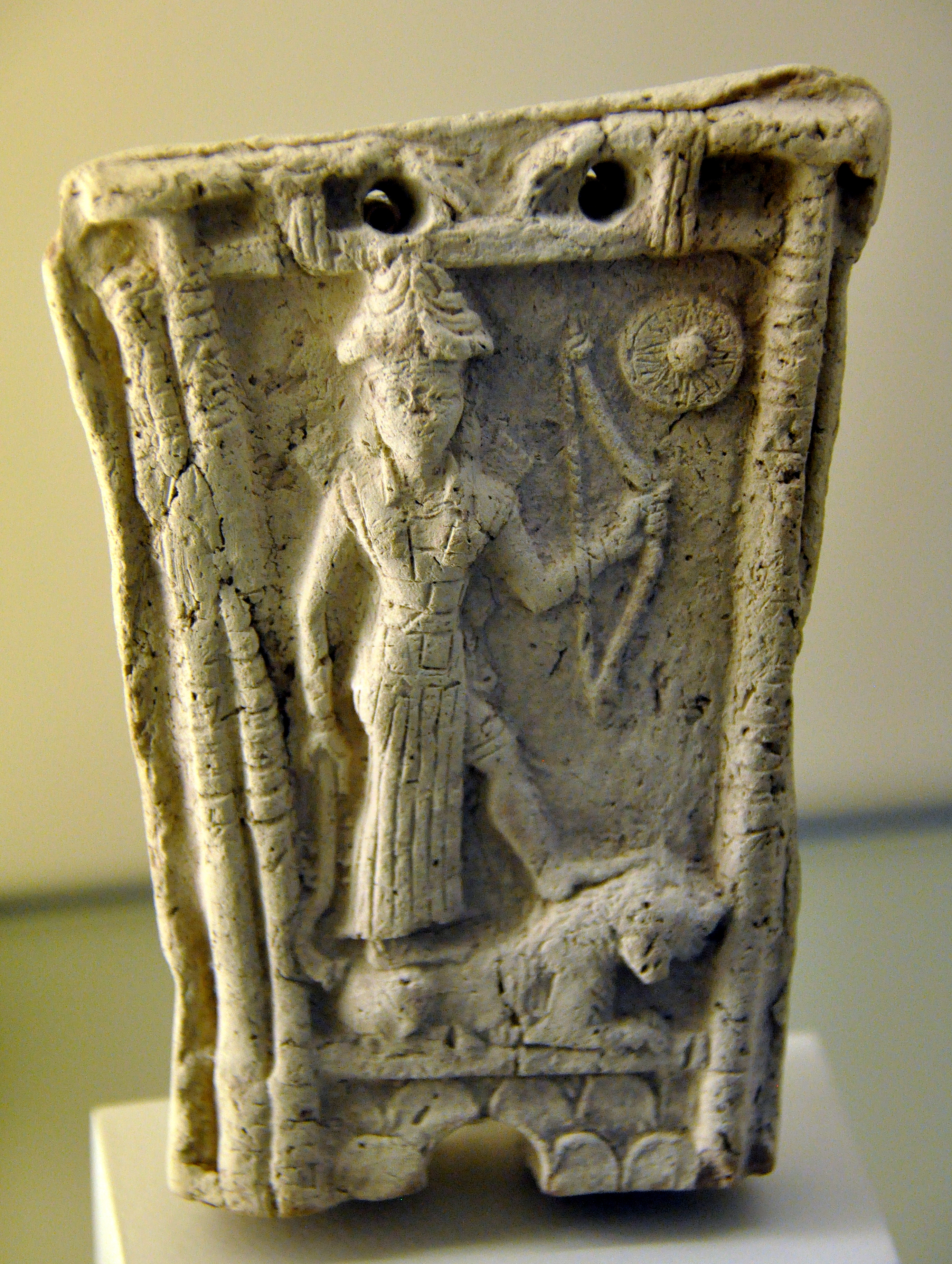
Plaque en terre cuite représentant Ishtar sous son aspect guerrier, armée d'un arc et d'une masse, se tenant sur un lion. Période paléo-babylonienne, Pergamon Museum.

Ishtar est une déesse liée à la guerre : elle prend alors les aspects d'une héroïne guerrière armée, agressive, également une figure protectrice pour ceux qui partent au combat. La question de savoir s'il faut chercher un lien entre sa fonction de déesse de l'amour et celle de déesse de la guerre a suscité de nombreuses spéculations : il pourrait s'agir d'une conséquence de sa volonté de protéger son être aimé, le souverain qui est lié à elle par un lien intime, matérialisé par le mariage sacré. Quoi qu'il en soit, dans cet aspect elle se présente souvent comme une Inana/Ishtar « virile », masculine, les valeurs martiales n'étant pas considérées comme féminines dans le Proche-Orient ancien comme ailleurs, la féminité de la déesse étant plus exprimée dans sa fonction de déesse de l'amour. C'est à cet aspect de la déesse que paraît plus particulièrement liée son association à son animal-symbole, le lion.
Cet aspect est couramment imputé à une origine sémitique, car il ne semblerait pas avoir concerné originellement la déesse Inana. Ce serait un développement particulièrement accentué durant l'époque d'Akkad par les souverains de cet empire, qui vénéraient Ishtar d'Akkad, ou « Ishtar de la bataille », Annunītum, qui devint plus tard une déesse indépendante, déesse principale de Sippar-Amnanum,. Ishtar apparaît dans la glyptique de la période d'Akkad sous un aspect martial et triomphal, portant des armes sur son dos et parfois ailée, et les hymnes attribués à Enheduana (Exaltation d'Inana, Inana et Ebih), princesse de cette même dynastie, mettent particulièrement en avant son aspect guerrier et combattant. Les représentations de la déesse en guerrière sont poursuivies par la suite. Cette fonction martiale est encore très prononcée dans les variantes assyriennes de la déesse, surtout Ishtar d'Arbèles. Elle était particulièrement appréciée des souverains par sa capacité à octroyer la victoire, et ce n'est pas anodin que cet aspect fut plus valorisé dans les royaumes les plus martiaux. 
D'une manière générale, les inscriptions royales mettent souvent en avant le fait qu'Inana/Ishtar est une divinité qui décide du sort des batailles et donc celle qui leur octroie la victoire, parfois en intervenant directement aux côtés de leurs troupes. Elle ordonne aux rois de partir au combat, leur remet les armes pour vaincre et les liens pour retenir les prisonniers capturés, les vaincus ayant été maudits par la déesse, ce qui conduit à leur défaite. Dans la documentation de Mari d'époque amorrite, la déesse est également une des divinités guidant les armées en campagne, et des troupes transportaient des statues la représentant. Le motif visuel d'Ishtar armée hérité de l'époque d'Akkad continue d'être employé dans l'art des périodes suivantes. La déesse est surtout représentée dans l'art comme une figure triomphale qui soutient les rois, en revanche elle prend rarement part à des combats personnellement. 
L'Exaltation d'Ishtar la présente comme la « Dame du combat », et la « déesse des joutes guerrières », qu'elle dirige comme un spectacle de marionnettes :
Ô Ishtar, fais l'assaut et le corps à corps

se ployer comme la corde à sauter !

Comme le tambour et la baguette, ô Dame du combat,

fais s'entrechoquer l'affrontement (des troupes) !

Ô déesse des joutes guerrières, conduis la bataille

comme un jeu de marionnettes !

Ô Innin, là où sont le choc des armes et le massacre,

joue, comme aux osselets, avec le chaos !

Ô Ishtar, lorsque, comme un violent ouragan, 

tu maintiens le dur nœud du combat,

lorsque, par la masse, la hache, le glaive et l'épieu,

tu rivalises par la force,

lorsque tu revêts la cuirasse furieuse,

que fasse rage le Déluge !
— Exaltation d'Ishtar, traduction de R. Labat

Les textes mythologiques dans lesquels elle participe elle-même à des combats sont pourtant plus l'exception que la règle. Dans Inana et Ebih, Ishtar prend elle-même les armes pour combattre la redoutable montagne Ebih, exploit égalant ceux du grand dieu guerrier Ninurta. Dans le Poème d'Agushaya, elle est présentée sous son jour le plus belliqueux, querelleur, que les autres dieux cherchent à canaliser. Ce texte proclame que « la fête d'Ishtar, c'est de guerroyer, d'entrechoquer les combattants, d'exciter les officiers, de déchaîner les troupes » et qu'« on l'a dotée de mâle courage, d'exploits et de vigueur ». Ce mythe semble faire référence dans sa dernière partie à des rituels de danses (gūštu) guerrières liées au culte d'Ishtar.

### Une faiseuse de rois

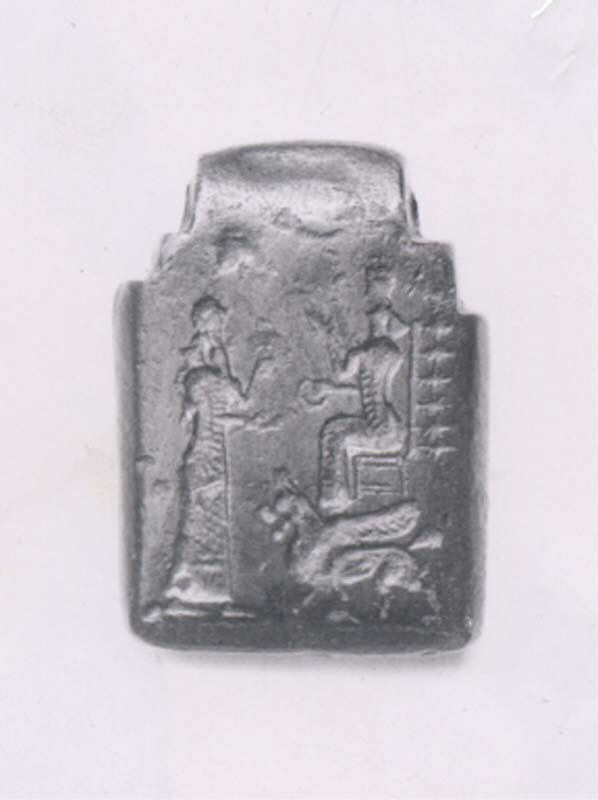
Amulette en bronze représentant la déesse Ishtar assise sur un trône supporté par un lion ailé, face à un fidèle. Période néo-assyrienne.

Inana/Ishtar est une déesse couramment associée à la royauté (elle est souvent désignée comme une « Dame » ou une « Reine »), et apparaît même à plusieurs reprises comme une pourvoyeuse de cette dignité, ce qui d'ordinaire est réservé aux dieux masculins. C'est dans ce domaine que se voit le mieux la combinaison de ses aspects de déesse de l'amour et de la guerre, puisqu'elle élève le roi en raison de son amour pour lui, et le défend face à ses ennemis, lui octroie la victoire.
On peut faire remonter cet aspect de la déesse au moins autour de 3100/3000 av. J.-C., puisqu'elle est associée à une figure royale masculine sur le vase d'Uruk. Ce rôle est en tout cas très affirmé dans les textes officiels de la seconde moitié du IIIe millénaire av. J.-C., qui sont les premiers à offrir des sources consistantes sur l'idéologie royale. Cela pourrait être dérivé de l'idéologie d'Uruk, mais aussi de celle de Kish, la déesse étant la divinité principale de ces deux cités, qui jouent un rôle premier dans la vie politique de cette période. Plusieurs souverains des cités-État de Sumer se présentaient alors comme choisis par la déesse, ou plus précisément comme aimés par elle. Ainsi d'E-anatum de Lagash, qui affirme dans une de ses inscriptions célébrant ses triomphes que « la déesse Inana, parce qu'elle l'aime, elle lui a octroyé la royauté sur Kish en plus de la souveraineté sur Lagash », et dans l'inscription de la stèle des vautours qu'il est l'« époux aimé d'Inana ». Cela se retrouve également à l'époque des rois d'Akkad, qui ont particulièrement affirmé leur lien avec Inana : Naram-Sîn se présente à son tour comme l'aimé et l'époux de la déesse. Un moule en pierre retrouvé dans un état fragmentaire représente le roi et la déesse assis à côté sur un podium, la déesse tenant d'une main le bras du souverain, de l'autre une corde retenant par le nez quatre captifs, symbolisant le lien unissant le roi et la déesse et le fait que celle-ci lui octroie la victoire.
Sous les souverains de la troisième dynastie d'Ur, cette théorie politique culmine dans les textes liés au thème du Mariage sacré, qui a peut-être également donné lieu à une cérémonie : dans ces récits, le souverain, assimilé au dieu Dumuzi, devient l'époux d'Inana, et l'amour qu'il reçoit de la déesse puis son union physique avec elle (et donc la démonstration de sa virilité) le légitiment et assurent la prospérité du royaume (les mythes auxquels ces rites font référence étant avant tout liés à la thématique de la fertilité).
La relation entre la déesse et le roi prend donc un caractère sexuel affirmé dans ces textes, en particulier dans un chant déclamé par la déesse relatant son union charnelle du roi Shulgi (qui prend progressivement la place de Dumuzi dans le récit) et comment elle le conforte dans sa fonction souveraine.
Lorsque sur le lit il m'aura caressée,

Alors je caresserai mon seigneur, 

je décréterai un sort agréable pour lui !

Je caresserai Shulgi, le fidèle berger, 

je décréterai un noble destin pour lui !

Je caresserai ses reins, 

et je lui décréterai comme destin le pastorat du pays ! […]

Dans la bataille, je serai ta guide, 

Au combat, je porterai ton arme telle un écuyer,

À l'assemblée, je serai ton avocate, 

Pendant les campagnes, je serai ton inspiration.
— Hymne à Shulgi
De même, dans le mythe d'Enmerkar et le seigneur d'Aratta, deux rois se disputent les faveurs d'Ishtar et, ainsi, la supériorité politique qui en découle. Voici comment le roi d'Aratta voit les choses : 
Lui (Enmerkar), il demeurera avec Inana près du rempart,

Tandis que moi je coucherai avec elle dans mon splendide palais d'Aratta !

Lui s'allongera près d'elle sur une simple couche conjugale

Tandis que moi je coucherai avec elle dans le doux repos d'un lit précieux !

Lui ne contemplera Inana qu'en rêve

Tandis que moi je parlerai avec elle, à ses pieds, la brillante !
— Enmerkar et le seigneur du pays d'Aratta.
Pour ceux qui considèrent qu'il y avait effectivement des rites de Mariage sacré et qu'il ne s'agissait pas que d'une construction intellectuelle, au cours de celui-ci le roi se déplacerait à Uruk, sur sa barque royale. Revêtu de son habit et de sa perruque de cérémonie, il célébrerait alors, dans la chambre du temple de la déesse représentée par la lukur (en sumérien, « servante du temple », « hiérodule »), son union sacrée avec Inana. Après la période de la troisième dynastie d'Ur, sous la première dynastie d'Isin, ce serait plutôt dans le palais royal de la capitale que le rite avait lieu. Se poserait également la question de savoir si cette cérémonie avait lieu tous les ans ou lors de l'intronisation du roi. Ce n'est plus, là, un rite de fertilité, symbolisé par une relation ponctuelle, mais un lien permanent qui s'établit comme celui du mariage. L'objectif du rituel est surtout de légitimer le roi en lui construisant un lien personnel avec les dieux et, à travers lui, son peuple.
La théorie politique qui avait cours durant la période de la troisième dynastie d'Ur disparaît dans les textes après le début du IIe millénaire av. J.-C. pour être supplantée par une autre : Inana/Ishtar n'est plus l'amante des rois, mais leur protectrice lors des batailles. C'est donc son rôle guerrier qui devient plus valorisé dans l'idéologie politique. Cela se retrouve loin de Mésopotamie, puisque l'Apologie de Hattusili III, texte du XIIIe siècle av. J.-C. relatant l'ascension politique d'un prince hittite devenu roi de ce pays, attribue celle-ci à la bienveillance d'Ishtar (ou Shaushka dans ce pays sous forte influence hourrite) :

« Ishtar, ma Dame, a continué à m’élever échelon après échelon. J’étais prince et je devins Chef de la garde royale. Chef de la garde royale, je devins Roi de Hakpis. Roi de Hakpis, je devins alors Grand Roi. Finalement, Ishtar, Ma Dame, avait mis à ma merci ceux qui (me) jalousaient, (mes) ennemis, et mes opposants à la cour. Certains moururent par l’épée, d’autres moururent leur jour (i.e. le jour prévu par le destin) : tous furent finis. Ishtar, Ma Dame, m’avait donné la royauté sur la pays hittite. »

— Apologie de Hattusili III.
En lien avec cet aspect de la déesse, Inana/Ishtar « absorbe » la déesse nommée Nin-égal, la « Dame du palais » (en akkadien Bēlet ekallim), dont le nom devient une de ses épithètes. Comme son nom l'implique elle joue le rôle de protectrice de la demeure du roi et par là elle est la garante du bien-être du souverain. Elle dispose d'ailleurs d'un sanctuaire dans le palais royal de Mari, où elle reçoit des offrandes régulières et semble plus largement être la protectrice de la famille royale.
La proximité entre Ishtar et des souverains apparaît une dernière fois à l'époque néo-assyrienne (VIIe siècle av. J.-C.), avec les figures d'Ishtar de Ninive et Ishtar d'Arbèles, plusieurs fois présentées comme des protectrices des souverains assyriens, et même comme leurs mères ou nourrices qui les ont choisi pour exercer leur rôle,. La relation entre le roi et la déesse est donc plutôt de type maternel, et non pas nuptial ou sexuel, cet aspect d'Ishtar étant apparemment moins prononcé en Assyrie voire absent. Plusieurs inscriptions royales et traités assyriens, dans leurs sections de malédictions destinées à ceux qui se lèveraient contre la volonté des rois d'Assyrie, confèrent à Ishtar la faculté inverse de défaire les rois, y compris en les transformant en femmes (voir plus bas).
Exaltez, magnifiez la Dame divine de Ninive,

Grandissez, glorifiez la Dame divine d'Arbèles,

Qui n'ont pas d'égales parmi les grands dieux !

[…]

Moi, Assurbanipal, de descendance royale,

Qui abats (?) les rebelles, qui calme le cœur des dieux,

Les grands dieux m'ont encouragé et ont béni mes armes ;

La Dame divine de Ninive, la mère qui m'a enfanté,

A ordonné que mon règne ait une longueur sans égale ;

La Dame divine d'Arbèles a ordonné (qu'il y ait) de bonnes dispositions à mon égard ;

Elles (m')ont fixé pour destins une vie perpétuelle et l'exercice

de la souveraineté sur tous les lieux habités

Dont elles ont soumis les rois à mes pieds.

Que la Dame divine de Ninive, la Dame des chants, exalte (ma) royauté à perpétuité !
— Prière du roi assyrien Assurbanipal à Ishtar de Ninive et Ishtar d'Arbèles, traduction de M.-J. Seux.
En contrepartie, plusieurs inscriptions royales et traités assyriens, dans leurs sections de malédictions destinées à ceux qui se lèveraient contre la volonté des rois d'Assyrie, confèrent à Ishtar la faculté inverse de défaire les rois, dans le cas suivant en provoquant leur perte de virilité et leur faiblesse, parfois en les transformant en femmes (voir plus bas), pour causer finalement leur défaite au combat : 
La déesse Ishtar,

Maîtresse des luttes et batailles,

(Qui) a désigné mon tour de gouverner,

Puisse-t-elle le changer d'homme à femme,

Puisse-t-elle faire diminuer sa virilité !

Qu'elle lui inflige la défaite de son pays !

Qu'il ne puisse faire face à son ennemi ! […]

Qu'elle le livre à ses ennemis !
— Inscription du roi Tukulti-Ninurta Ier.

### Ishtar et la mort

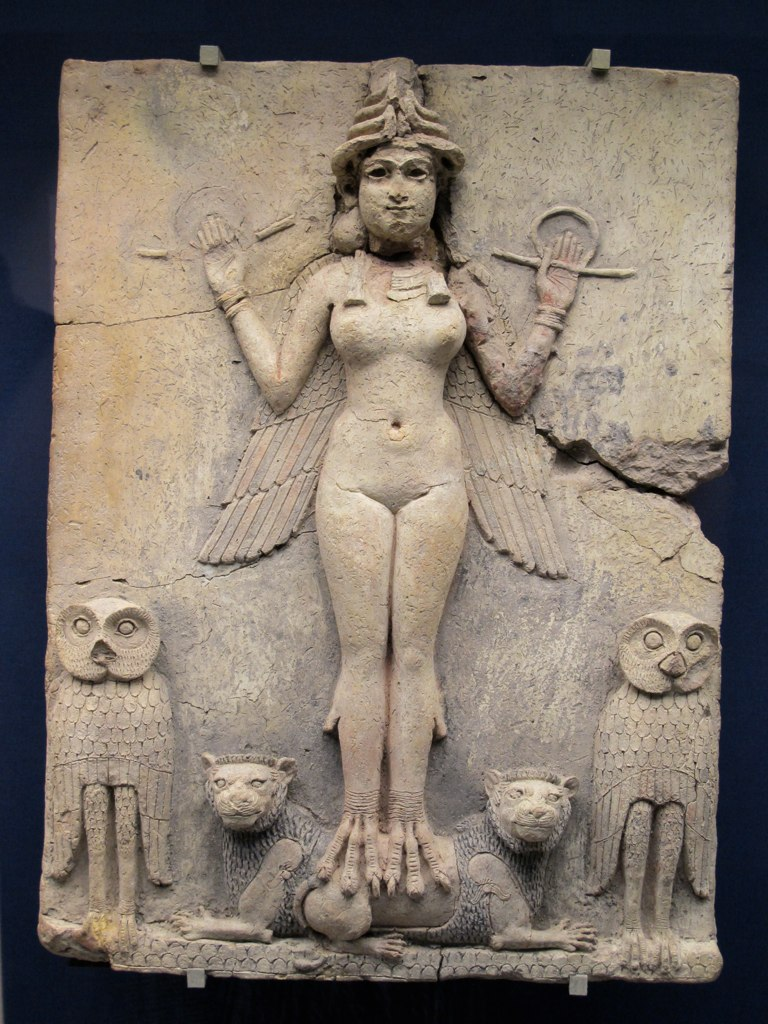
La « plaque Burney », British Museum. Plusieurs spécialistes avancent qu'il s'agit d'une représentation de la déesse Inana/Ishtar, peut-être sous son aspect lié à la mort.

Inana/Ishtar est à plusieurs reprises associés à la sphère de la mort et du monde infernal, en premier lieu dans le mythe de sa « Descente aux Enfers », qui relate aussi sa non moins importante sortie des Enfers. Cela a été rapproché de la disparition et la réapparition de l'étoile Vénus dans le ciel, qui serait interprétée comme indiquant qu'elle est dans le monde infernal lorsqu'elle n'est pas visible (une même croyance existant à propos du dieu-soleil Shamash, qui traverserait le monde souterrain la nuit). D'autres ont avancé que cela pourrait être lié à son rôle de déesse des transitions, ou à son aspect paradoxal qui la verrait réunir en elle la vie et la mort, qui serait selon T. Abusch son pouvoir originel et en ferait initialement une divinité chthonienne qui a fini par présider à la fertilité, la reproduction, l'amour et la sexualité. S. Parpola est allé jusqu'à proposer une interprétation allégorique du mythe de la descente de la déesse aux Enfers renvoie à une croyance en la capacité de la déesse à assurer le salut des âmes et la résurrection et donc la vie éternelle,, ce qui a été considéré par la majorité des assyriologues comme une analyse anachronique transposant des croyances chrétiennes en Mésopotamie ancienne.
Dans le mythe de sa descente, Inana/Ishtar fait une expérience unique de la mort, puisqu'elle choisit de son propre chef de visiter le monde infernal pour en prendre possession, et parvient finalement à en sortir pour retourner chez les vivants, donc à vaincre la mort. L'hymne surnommé Ishtar, Reine du Ciel fait référence à sa capacité à ramener à la vie les morts et en particulier ceux qui la révèrent, tandis que le mythe Inana et Enki liste la capacité à descendre aux Enfers et à monter des Enfers parmi les pouvoirs que dérobe la déesse pour se les approprier. Dans l’Épopée de Gilgamesh, lorsqu'elle demande à son père An de la venger du héros qui l'a repoussée, elle menace de briser les portes des Enfers et de faire en sorte que les morts submergent les vivants. Cet aspect se voit aussi dans des textes de lamentation pour des défunts qui font appel à elle. Les textes faisant référence au rôle de guérisseuse que peut prendre la déesse pourraient être liés à cette sphère, car c'est un pouvoir qui lui permet de maintenir les vivants hors du domaine des morts. Un hymne en sumérien (Inana D) lui prête en tout cas la capacité d'éloigner les fantômes. Dans une prière, elle est invoquée pour servir d'avant-garde à un défunt dont l'âme fait le voyage vers les Enfers,.
C'est peut-être dans ce domaine qu'il faut situer la « plaque Burney », représentation d'une soi-disant « Reine de la nuit » qui pourrait avoir eu un usage rituel. La figure principale de la scène est une déesse nue ailée, dont les jambes se terminent par des serres de rapaces, tenant dans les mains la corde et le bâton symbolisant la royauté, et debout sur deux lions. Le bas du relief comprend une montagne stylisée, et deux chouettes sont situées sur les bords. Cette imagerie renverrait à la mort, ce qui pourrait faire d'une relief une représentation du voyage infernal d'Inana/Ishtar, plus exactement sa remontée vers le monde des vivants, mais il pourrait aussi s'agir de sa sœur Ereshkigal, la reine des Enfers,. Pour appuyer cette interprétation et l'idée que la déesse interviendrait dans le moment décisif de la transition de la vie à la mort, C. Barrett a rapproché l'iconographie de certaines offrandes funéraires à celle de la déesse, notamment des objets en cornaline, de couleur rouge donc (supposément) symbolisant la déesse, des ornements en forme de rosettes, etc..

### Une déesse des paradoxes et de l'altérité
Les aspects divers d'Ishtar, les contradictions entre ses différentes fonctions, ainsi que son caractère perturbateur et bien souvent subversif ont retenu l'attention des chercheurs modernes qui ont tenté de mieux caractériser la façon dont ils coexistent, sans toutefois dégager de vision qui fasse consensus, et cela reste l'aspect le plus discuté de cette déesse. 
Ses deux fonctions principales, amour/sexe et guerre, sont vues comme opposées tout en étant réunies au sein d'une même déesse. Cela les rend en fin de compte proches, notamment parce qu'elles sont déterminées par les passions et reflètent le tempérament exalté de la déesse, que plusieurs mythes et hymnes présentent comme capricieuse (et même « têtue comme une mule » selon l'hymne hourro-hittite cité plus haut), laissant libre cours à ses désirs, ses excès, caractérisée par la pléonexie, ou plus largement une perturbatrice de l'ordre établi, créatrice de conflits et de destructions. En fait, ces deux fonctions peuvent aussi bien être canalisées et bénéfiques à la société, qu'incontrôlables et génératrices de destructions. C'est ce qui ressort pour son aspect guerrier du Poème d'Agushaya, dans lequel la fougue guerrière d'Ishtar est incontrôlable avant d'être contrée par Enki, le dieu sage et ordonnateur par excellence, et dans sa Descente aux Enfers dans laquelle son ambition entraîne la perte dramatique de son époux Dumuzi, malgré l’amour qu’elle lui porte. Il a néanmoins été relevé que les aspects négatifs que lui attribuent certains textes littéraires mythologiques est absent des discours officiels royaux qui donnent une image plus noble de la déesse, sans forcément occulter ses aspects paradoxaux.
L'aspect dual et paradoxal d'Ishtar ressort aussi dans des textes du Ier millénaire av. J.-C. qui la décrivent comme une déesse « barbue », donc masculine, et de son association à la planète Vénus apparaissant et disparaissant dans le ciel. Elle peut par ailleurs être vue comme une déesse de la marginalité, ni valorisée pour son rôle d'épouse ou de mère conforme à l'idéal social mésopotamien et représenté par bien d'autres déesses, mais plutôt associée à la sexualité ou aux conflits. Le culte d'Ishtar semble renvoyer à son anormalité et à la confusion qu'elle jette dans l'ordre établi, ayant un aspect carnavalesque, impliquant des personnages à la sexualité ambiguë (et du reste mal comprise par les chercheurs modernes : ce sont peut-être des travestis, ou bien eunuques, ou des hermaphrodites), une inversion des valeurs. Une autre interprétation serait que ces cérémonies de travestissement soient des rites initiatiques impliquant des jeunes hommes.
Plusieurs textes confèrent quoi qu'il en soit à Ishtar la faculté d'inversion de la destinées des personnes, illustrée à plusieurs reprises par sa capacité à transformer les hommes en femmes et vice-versa, comme ici dans ce passage d'un hymne en sumérien du roi Ishme-Dagan d'Isin (Ishme-Dagan K) :
(Enlil et Ninlil accordèrent à Inana) 

(Le pouvoir) d'illuminer les cœurs dans les demeures fondées par qui la vénère,

mais de ne pas faire régner la bonne humeur dans les maisons bâties par ceux qui l'ignorent,

de transformer les hommes en femmes et les femmes en hommes — (cette) dégradation a été accomplie (?) —,

de faire que les jeunes femmes se revêtent le côté droit à la manière des jeunes hommes

et que les jeunes hommes se revêtent le côté gauche à la manière des jeunes femmes,

... de placer dans la main des [hommes] une quenouille et de donner aux femmes une arme, (...)
— Hymne Ishme-Dagan K, traduction de Pascal Attinger
Ishtar est donc tantôt un facteur d'ordre, tantôt un facteur de désordre, une garante des conventions sociales ou bien une représentante des marges subversives de la société. Pour R. Harris, Ishtar « réunit en elle les polarités et les contraires, et par la suite elle les transcende ». 
Il reste cependant compliqué de dégager une fonction générale à la déesse au-delà de ces fonctions diverses et paradoxales, pour tenter de les réconcilier, si tant est qu'il y ait lieu de le faire. Certains mettent plus en avant le fait que cette déesse soit pensée en tant que femme par les élites masculines de la Mésopotamie antique, et qu'elle reflète donc leur vision (et par bien des aspects leur crainte) de la femme, de la féminité (hors l'aspect maternel) et de la sexualité féminine, d'où sa complexité. Elle serait donc à comprendre sous le prisme de l'altérité. J.-J. Glassner, étudiant la fonction de « maîtresse des inversions » qu'a la déesse Inana/Ishtar, liée à sa féminité, considère qu'Inana/Ishtar est « l'image d'une femme libre, d'un idéal féminin, qui accompagne le parcours de toute une vie, à l'exclusion de la naissance […] dont l'exhibition permet d'expulser la femme totalement libre, égale de l'homme, qui a le parler haut, du champ du social et de la vie réelle ». Z. Bahrani propose une interprétation voisine insistant surtout sur le fait qu’Ishtar en tant que femme est « autre qu’un homme » : dans la société patriarcale mésopotamienne, elle représente l’essence de la féminité, et par là ce qui est vu comme l’altérité par excellence, symbole de tous les excès et de ce qui est hors de contrôle. Elle a la capacité de détruire l’ordre social, mais permet aussi d’en tracer les limites, au moins d’un point de vue rhétorique, en permettant d’identifier ce qui est normal et ce qui est anormal.

## Ishtar et les autres déesses du Proche-Orient antique

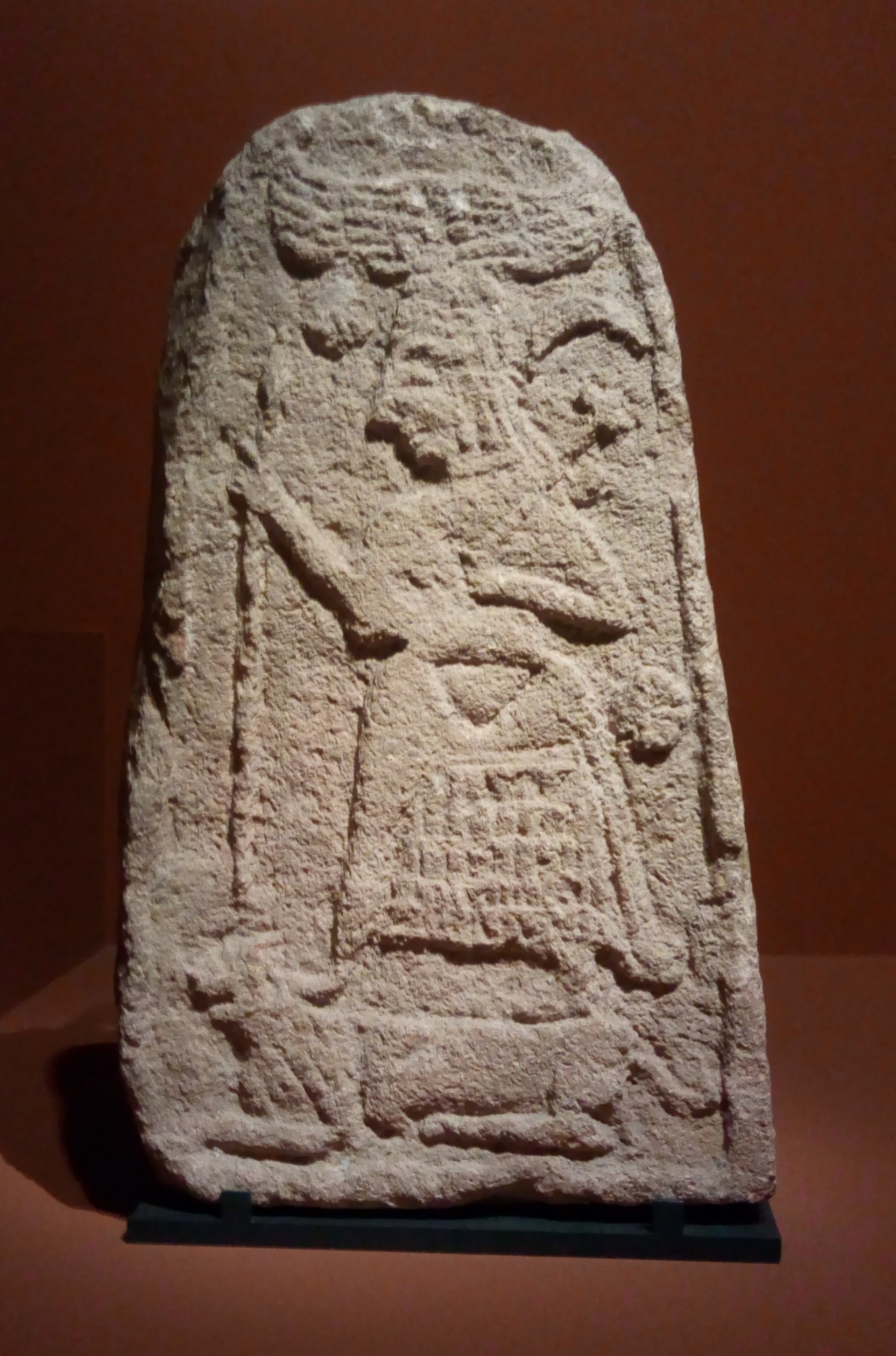
Stèle représentant une déesse, identifiée comme étant Shaushga ou Ishtar, provenant de Syrie du Nord (sphère néo-hittite), Musée du Louvre.

Ishtar partage de nombreux points communs avec d'autres déesses du Proche-Orient ancien, avec lesquelles elle partage parfois des origines communes, ou bien qu'elle a influencées en profitant du rayonnement de la culture mésopotamienne sur les régions voisines.
Les divinités des panthéons sémitiques comme Ashtar à Ebla et surtout Astarté à Ougarit et chez les Phéniciens partagent manifestement une origine commune avec leur quasi-homophone Ishtar, et sont comme elles des manifestations de la planète Vénus, sans doute aussi des divinités ayant un aspect guerrier ou chasseur (elles ont également pour animal-symbole le lion). Ishtar présente également des similarités avec une autre déesse ouest-sémitique, Anat, qui a elle aussi pour épithète « Dame/Reine du Ciel » et est également identifiée comme étant la planète Vénus tout en ayant les caractères de déesse de la fertilité, de l'amour, de la chasse. Le culte de ces déesses ouest-sémitiques est par ailleurs attesté dans la Bible hébraïque, et leur figure ainsi que celle d'Ishtar se retrouve dans celle de la « Reine du Ciel (en) » dont le culte, répandu chez les Judéens du VIe siècle av. J.-C., est dénoncé par le prophète Jérémie,. Elle présente peut-être aussi des similitudes avec la déesse Ashera.
La déesse grecque Aphrodite, qui est également associée à la planète Vénus et la sexualité, est manifestement liée à ces déesses (Astarté en particulier), et peut-être même d'origine proche-orientale. Mais les influences religieuses entre le Proche-Orient et la Grèce restent difficile à étudier, en raison de la diversité des chemins qu'ont pu prendre ces influences (sans doute Chypre, aussi l'Anatolie, la Phénicie). Aphrodite n'est en tout cas pas attestée dans les textes mycéniens, ce qui semble plaider en faveur d'une apparition tardive de cette déesse dans le monde grec et rendrait donc plausible une introduction récente depuis l'Est. Néanmoins il y a également des traits distinctifs entre les deux divinités, qui témoignent de l'intégration d'éléments proprement grecs à cette figure divine lorsqu'elle a été introduite dans ce pays.

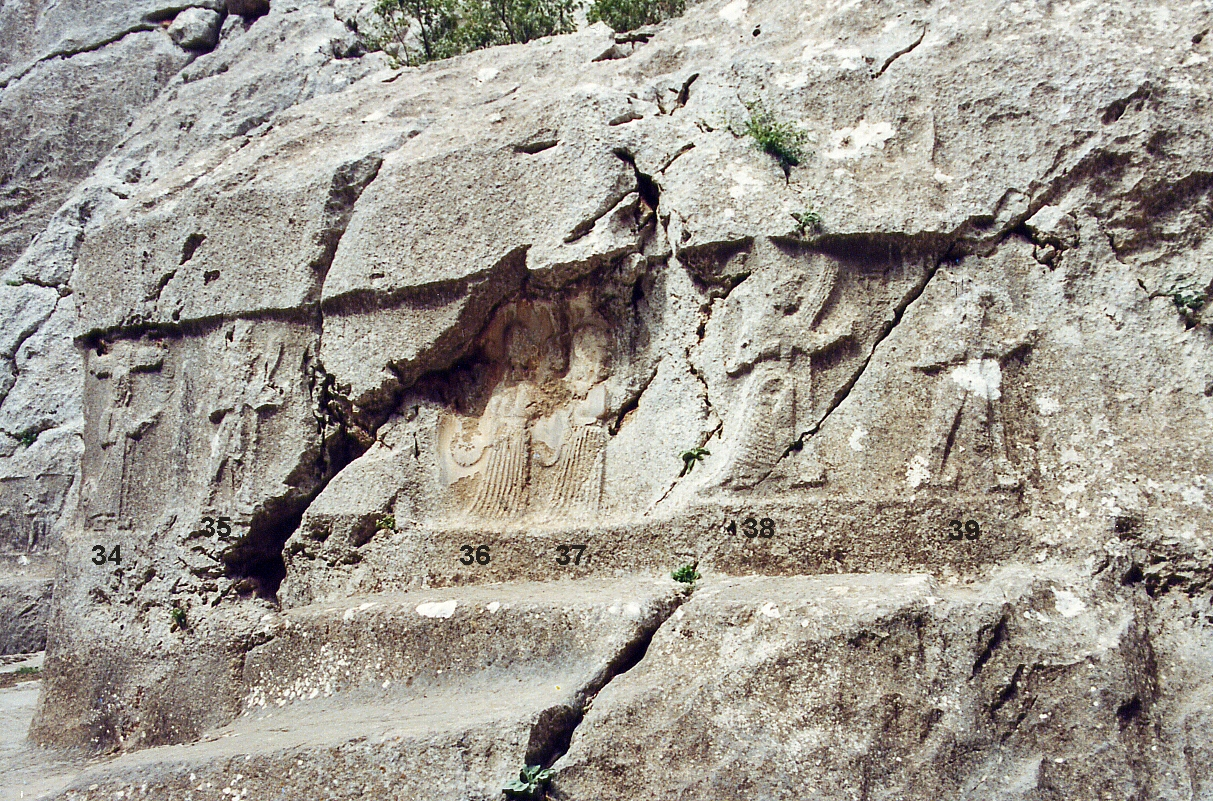
Bas-relief du sanctuaire rupestre hittite de Yazılıkaya représentant la déesse Ishtar/Shaushka (no 38) suivie par ses acolytes Ninatta (no 37) et Kulitta (no 38).

Ishtar dispose d'une contrepartie dans le monde hourrite, Shaushga, qui présente les mêmes attributs qu'elle : il est donc fortement probable que celle-ci ait repris ses caractéristiques lorsque les populations hourrites sont entrées en contact avec la civilisation mésopotamienne. La déesse de Ninive fut du reste aussi bien appelée Ishtar que Shaushga lorsque les Hourrites étaient dominants dans cette ville, notamment à l'époque du royaume du Mittani. Dans le monde hittite qui connut aussi bien une forte influence mésopotamienne que hourrite, cette déesse fut adoptée dans le courant du IIe millénaire av. J.-C. Dans les textes, elle apparaît sous le nom Ishtar, mais il fait peu de doutes qu'il s'agissait également d'une adaptation locale de la déesse Shaushga. Son importance s'affirma notamment à partir du règne de Hattusili III, souverain qui en avait fait sa déesse protectrice, et dont l'épouse Puduhepa était la fille d'un grand prêtre de la déesse dans un de ses principaux lieux de culte anatoliens, Lawazzantiya au Kizzuwatna. Un autre de ses grands sanctuaires anatoliens était à Hattarina. Dans les textes mythologiques et rituels ainsi que les représentations artistiques, la déesse est souvent associée à deux acolytes, les déesses Ninatta et Kulitta,. La « Déesse de la nuit » vénérée en pays hittite semble par ailleurs être un aspect d'Ishtar/Shaushga, celui de l'astre Vénus.
Dans l'espace élamite, il n'y a pas vraiment de divinité d'origine locale qui semble correspondre à Inana/Ishtar (dont le culte était du reste implanté à Suse), même si des liens sont possibles avec Pinikir et Kiririsha, impossibles à confirmer en raison du peu d'informations dont on dispose sur celles-ci. Chez les Perses, il est possible que la figure d'Ishtar ait eu une influence sur la déesse Anahita, associée elle aussi à l'amour et à la fertilité (c'est l'avis de M. Boyce).

## Inana/Ishtar dans les œuvres littéraires
La richesse de la figure d'Inana/Ishtar, et son statut de principale déesse au milieu d'autres figures majeures quasi exclusivement masculines, en ont fait un personnage de prédilection des lettrés mésopotamiens. Selon les mots de J. Bottéro, elle « offrait généreusement à l'imagination mythopoïétique une personnalité débordante ». Elle figure donc comme personnage principal ou secondaire dans plusieurs récits mythologiques et épiques, et également dans des hymnes et des prières qui lui étaient adressées par des fidèles, en premier lieu des rois.

### Littérature mythologique

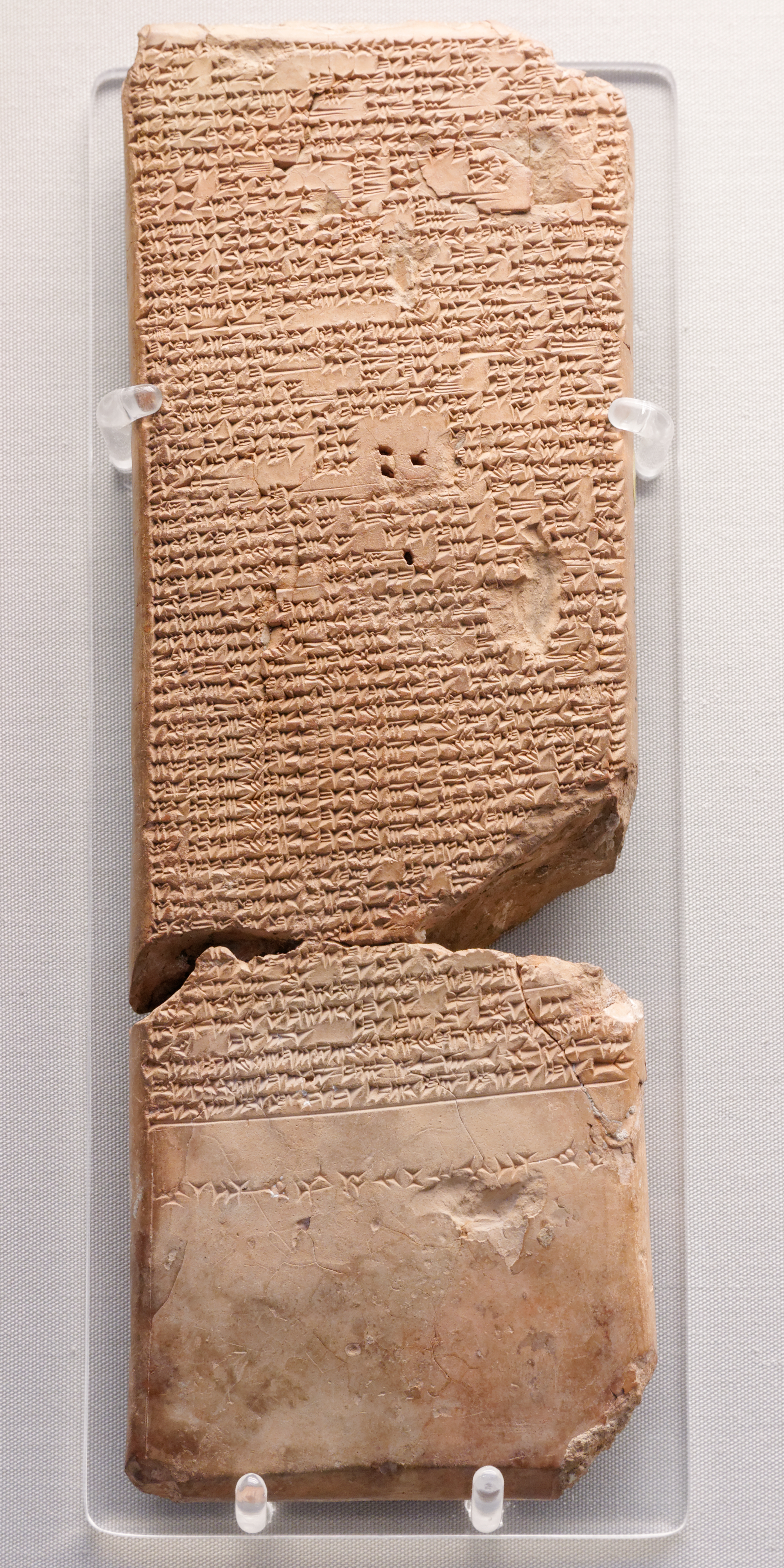
Copie de la version akkadienne de la Descente d'Ishtar aux Enfers, issue de la « Bibliothèque d'Assurbanipal » à Ninive,, British Museum.

La littérature mythologique est constituée par des récits dont les personnages principaux sont les dieux et qui ont en général des thématiques les relations entre monde divin et humain. Ishtar apparaît en tant que protagoniste d'un grand nombre de ces récits.
Le mythe le plus dense concernant la déesse Inana/Ishtar est celui de sa Descente aux Enfers. Il est connu par une version ancienne en sumérien, qui a ensuite été réadaptée en akkadien, avec des modifications importantes de plusieurs passages. Sa trame reste similaire : la déesse décide de devenir souveraine des Enfers, en lieu et place de sa sœur Ereshkigal, et décide donc de se rendre dans le Monde inférieur sous prétexte de se rendre aux funérailles de l'époux de sa sœur. Cette dernière, pressentant la véritable raison de la venue d'Inana, lui fait laisser un vêtement ou un bijou à chaque fois qu'elle franchit une des sept portes la menant aux Enfers, et quand elle arrive auprès de la Reine des Enfers elle est complètement nue. Ereshkigal la fait alors mettre à mort par des divinités infernales. Le vizir d'Inana, Ninshubur, demande de l'aide aux autres grands dieux, et obtient le secours d'Enki/Ea qui confectionne deux êtres pour aller récupérer Inana. Mais Ereshkigal ne consent à la laisser partir qu'à la condition qu'elle trouve un autre dieu pour se substituer à elle. Ce sera finalement Dumuzi son compagnon. La sœur de ce dernier, Geshtinanna, supplie Ereshkigal de le libérer, et obtient qu'il puisse remonter sur Terre une moitié de l'année à condition qu'elle prenne sa place. Ce mythe brasse des thématiques riches, au point qu'il est impossible d'en donner une interprétation unique. On y retrouve : une description du monde infernal tel qu'il était conçu par les anciens Mésopotamiens, l'aspect conquérant d'Inana/Ishtar, la ruse d'Enki/Ea, les interprétations naturalistes retrouvent dans le destin de Dumuzi le thème du « dieu qui meurt » lié au cycle de la nature, à la fertilité et aussi à la royauté, tandis qu'une approche ritualiste veut y déceler l'étiologie d'un culte à mystère lié à la déesse Ishtar, pour l'époque néo-assyrienne,. L'importance de ce mythe est telle qu'il a inspiré d'autres récits et des rituels relatifs au destin de Dumuzi. Les relations entre Inana et Dumuzi n'y sont du reste pas toujours marqués par l'indifférence de la déesse envers le destin de son amant, car elle se lamente souvent sur son sort funeste.
Le récit sumérien Inana et Bilulu, relatif aux amours entre les deux dieux, propose une version alternative de la mort de Dumuzi, preuve que plusieurs traditions ont pu cohabiter. Ici, Inanna se plaint d'être tenue éloignée du dieu, qui est parti faire paître son troupeau dans la steppe. Elle apprend alors sa mort, causée par la vieille dame Bilulu et son fils Jirjire. Elle se venge en les tuant et en les transformant en outres en peau, donc en esprits protecteurs des espaces désertiques. Elle instaure des rites funéraires pour eux. La fin du récit voit Geshtinanna se joindre aux complaintes d'Inanna. Ce mythe renvoie aux relations entre le monde des villes « civilisé » et celui de la steppe « sauvage », à la capacité d'Inanna d'inverser les fonctions (des êtres destructeurs deviennent protecteurs) et contient par ailleurs une étiologie de rites funéraires.
La personnalité expansionniste d'Inana se retrouve dans le mythe sumérien Inana et Enki. La déesse rend visite au dieu Enki, qui dispose des pouvoirs appelés me en sumérien, qui sont en quelque sorte les savoirs caractéristiques de la civilisation, archétypes de tout ce qui existe, et parvient à lui dérober après l'avoir enivré au cours du banquet donné en son honneur.

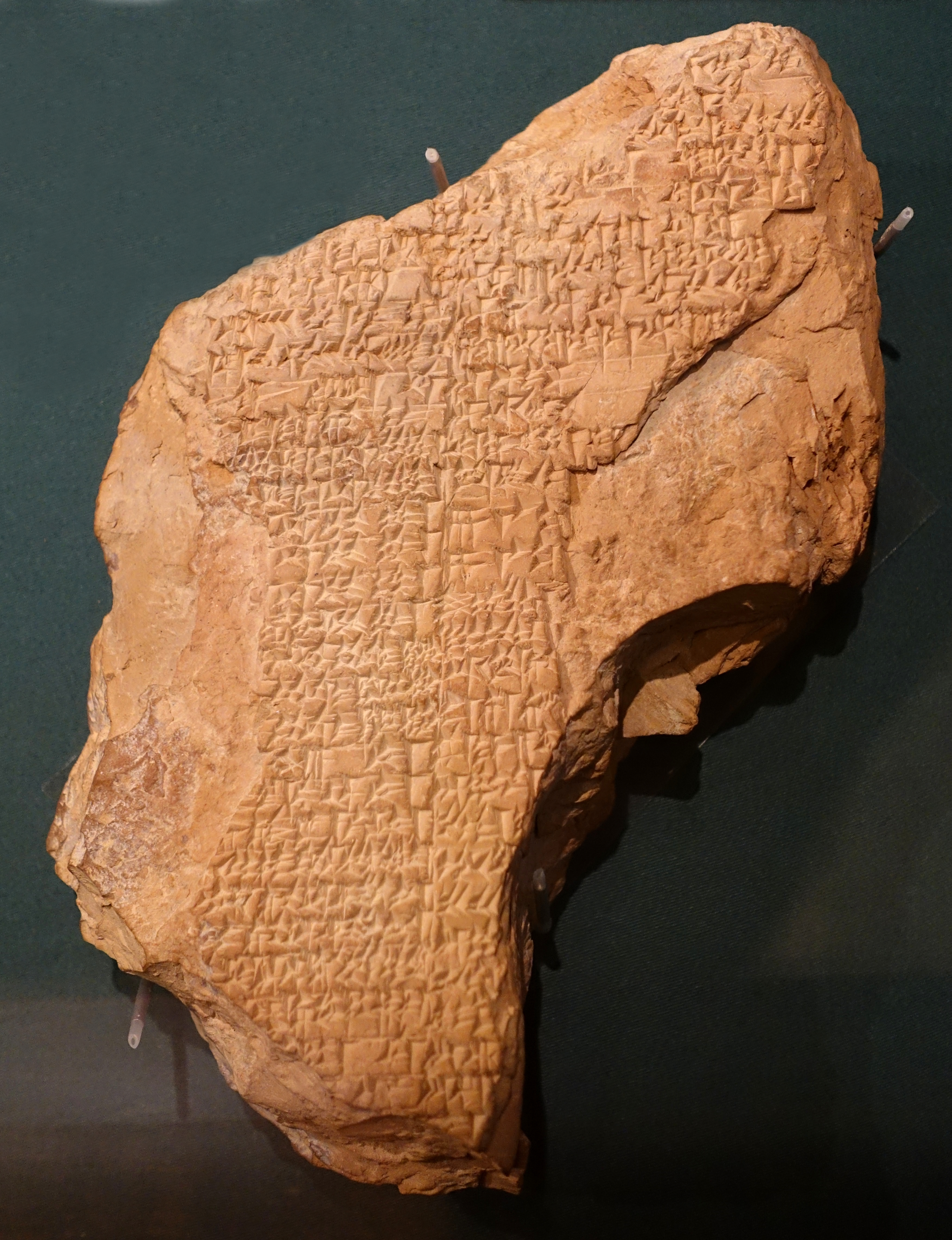
Fragment d'une tablette du mythe Inana et Ebih. Musée de l'Oriental Institute de Chicago.

Deux autres mythes sont à mettre en relation avec l'aspect guerrier d'Inana/Ishtar. Le récit en sumérien Inana et Ebih, peut-être l’œuvre de la princesse akkadienne Enheduana, relate le combat d'Inana contre la montagne divinisée Ebih qui avait refusé de se soumettre aux grands dieux, récit similaire à ceux concernant les exploits du dieu-guerrier Ninurta (Lugal-e). Ces mythes ont un arrière-plan politique, renvoyant aux luttes entre les royaumes du Sud mésopotamien (notamment l'empire d'Akkad) et ceux des montagnes des contreforts du Zagros. Le Poème d'Agushaya évoque le fait que l'aspect combattant et querelleur de la déesse devient incontrôlable. Le dieu Ea, s'inquiétant de son agressivité, suscite contre elle la déesse Ṣaltu, « la Querelleuse », qui représente ce côté agressif. En combattant contre elle, Ishtar parvient à mieux canaliser son énergie martiale. Elle accomplit une danse qui pourrait renvoyer à un rituel accompli dans ses temples.
Inana et Shukaletuda raconte comment Inana, présentée là comme une jeune fille, manifestement vierge, se réfugie dans un verger lors d'une tempête de sable, et est violée par Shukaletuda, le fils du jardinier responsable du lieu, alors qu'elle est endormie. Devinant ce qui s'est passé dès son réveil, la déesse fait s'abattre des calamités sur le monde terrestre, substituant le sang à l'eau. Elle poursuit le fauteur et finit par le rattraper après des péripéties, et le récit semble se terminer sur la promesse de sa mort par la déesse. On retrouve dans ce texte d'interprétation difficile plusieurs aspects de la déesse : attrait sexuel, destructions liées à une transgression (le viol). Il pourrait par ailleurs renvoyer à l'aspect astral de la déesse, ses mouvements lors de la poursuite correspondant peut-être à ceux de la planète Vénus dans le ciel.
Ishtar a également été la protagoniste d'autres récits mythologiques qui ont disparu ou bien n'ont jamais été couchés par écrit : le passage de l’Épopée de Gilgamesh (sixième tablette) dans lequel le héros repousse les avances de la déesse énumère plusieurs de ses amants maudits, parmi lesquels Tammuz qui est bien connu, un jardinier nommé Ishullanu dont l'histoire rappelle celle de Shukaletuda bien qu'elle semble être différente, ou encore un étalon, qui est également mentionné par des allusions dans d'autres textes, qui semblent indiquer l'existence d'une tradition sur les amours entre la déesse et un cheval ; en revanche ses relations avec un oiseau et un lion mentionnés dans le même passage sont sans parallèle connu.

### Littérature épique
La littérature épique mésopotamienne est constituée par un ensemble de récits mettant en scène des héros humains, dans lesquels les dieux interviennent souvent, mais en tant que personnages secondaires à divers moments de l'intrigue. Inana/Ishtar était présente dans plusieurs de ces récits.
En tant que déesse principale d'Uruk, Inana apparaît dans deux textes appartenant à la geste d'un des rois semi-légendaires de cette cité, Enmerkar, intitulés Enmerkar et le seigneur d'Aratta et Enmerkar et En-suhgir-ana et tournant autour de la rivalité entre la cité d'Uruk et celle d'Aratta, située dans les montagnes iraniennes (l'emplacement exact n'a pas été retrouvé si tant est que cette cité ait effectivement existé). Cette opposition tourne dans les deux cas autour de la déesse, qui disposait d'un temple dans les deux cités, ce qui faisait que les deux rois se disputaient sa préférence, et le choix de la déesse déciderait duquel des deux aurait la primauté sur l'autre. Dans le premier, Enmerkar décide de restaurer le grand temple de sa « sœur » Inana et demande pour financer cette entreprise que le roi d'Aratta lui envoie un tribut, qui indiquerait sa soumission. Le roi d'Uruk triomphe après une série d'épreuves qui montrent qu'il a été choisi par la déesse. Le second récit suit une trame similaire, s'achevant par la victoire symbolique d'Enmerkar sur En-suhgir-ana d'Aratta, qui reconnaît le choix de la déesse à la fin : « Tu es le seigneur bien-aimé d'Inana, toi seul est exalté. Inana t'a assurément choisi pour son giron sacré, tu es son bien-aimé. Depuis l'ouest jusqu'à l'est, tu est le grand seigneur, je suis seulement ton second. » Ces récits, composés probablement sous la dynastie d'Ur III (elle-même originaire d'Uruk), s'inscrivent dans la théologie politique de l'époque faisant des rois les aimés d'Inana, qui garantissait la prospérité à leur royaume et leur triomphe sur leurs adversaires.
Cette idéologie se retrouve dans un autre texte écrit vers la même époque, ayant pour héros un des plus grands souverains de l'histoire mésopotamienne passé au statut de personnage semi-légendaire, Sargon d'Akkad. Ce récit, dont le nom moderne est Sargon et Ur-Zababa, décrit l'ascension de Sargon, qui renverse le roi Ur-Zababa de Kish avant de fonder son empire. Son destin lui est annoncé au début du texte par une apparition de la déesse Inana dans un de ses rêves : « Sargon se coucha non pas pour dormir, mais il se coucha pour rêver. Dans le rêve, la divine Inana noyait Ur-Zababa dans une rivière de sang. » Les différentes tentatives entreprises par Ur-Zababa pour contrer ce présage se révèlent, comme toujours dans ce genre de récit, infructueuses en raison du soutien indéfectible d'Inana, et l'élu des dieux finit par triompher.
Le plus célèbre récit épique mésopotamien, l’Épopée de Gilgamesh, comprend également un passage où intervient Ishtar, qui est à l'origine du retournement de l'intrigue de l'épopée. Ces épisodes sont contenus dans la tablette VI de la version standard du récit. Après le triomphe de Gilgamesh et de son acolyte Enkidu face au démon Humbaba, la déesse, séduite par le héros, lui propose de s'unir à elle en lui promettant monts et merveilles, en dernier lieu la domination du Monde. Gilgamesh rejette violemment ses avances en évoquant le destin funeste des amants passés de la déesse : 
Pas un de tes amours 

que tu aurais aimé toujours ! 

Pas un de tes favoris 

qui aurait échappé à tes pièges ! 

Viens là, que je te récite 

le triste sort de tes amoureux : 

Tammuz, le chéri de ton jeune âge, 

tu lui as assigné une déploration funèbre annuelle ! 

Le Rollier polychrome, tu l'as aimé : 

puis, tout à coup, tu l'as frappé 

et le voilà réfugié dans les bois 

et qui piaille : « mes ailes ! » (etc.)
— Épopée de Gilgamesh, traduction de J. Bottéro
C'est donc l'aspect négatif et destructeur de la déesse de l'amour qui apparaît ici. Humiliée par cet affront, la déesse demande à son père le grand dieu Anu d'envoyer le Taureau céleste contre Gilgamesh, mais celui-ci le terrasse avec l'aide d'Enkidu, qui à l'issue du combat adresse une dernière provocation à la déesse.

### Hymnes et prières

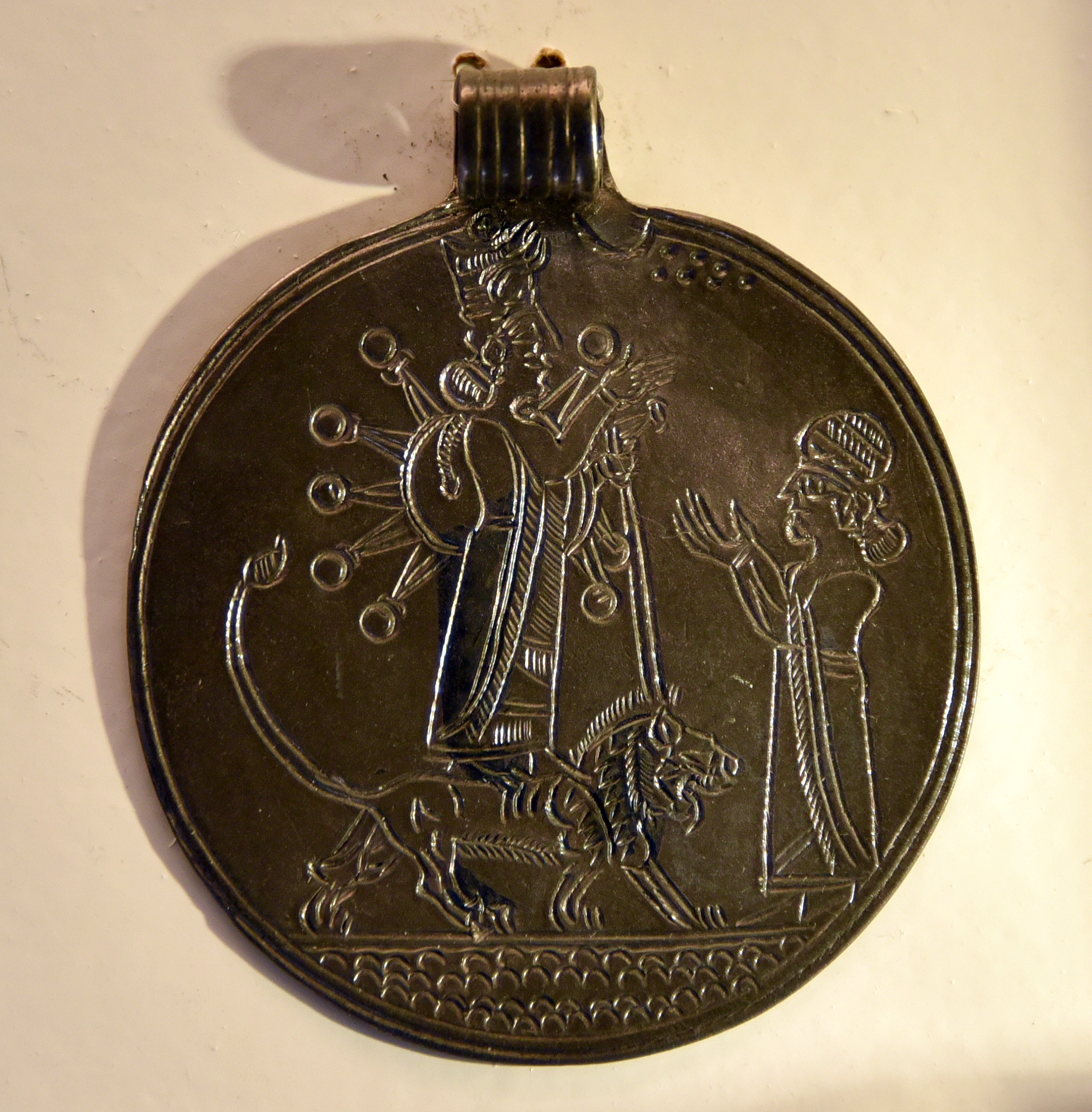
Pendentif en argent représentant Ishtar sur son lion, face à un dévot. Zincirli (Turquie), Pergamon Museum.

Inana/Ishtar a fait l'objet de nombreux hymnes et prières mis par écrit, visant à s'attirer ses faveurs ou bien apaiser son cœur quand il était considéré qu'elle était à l'origine d'un mal frappant une personne.

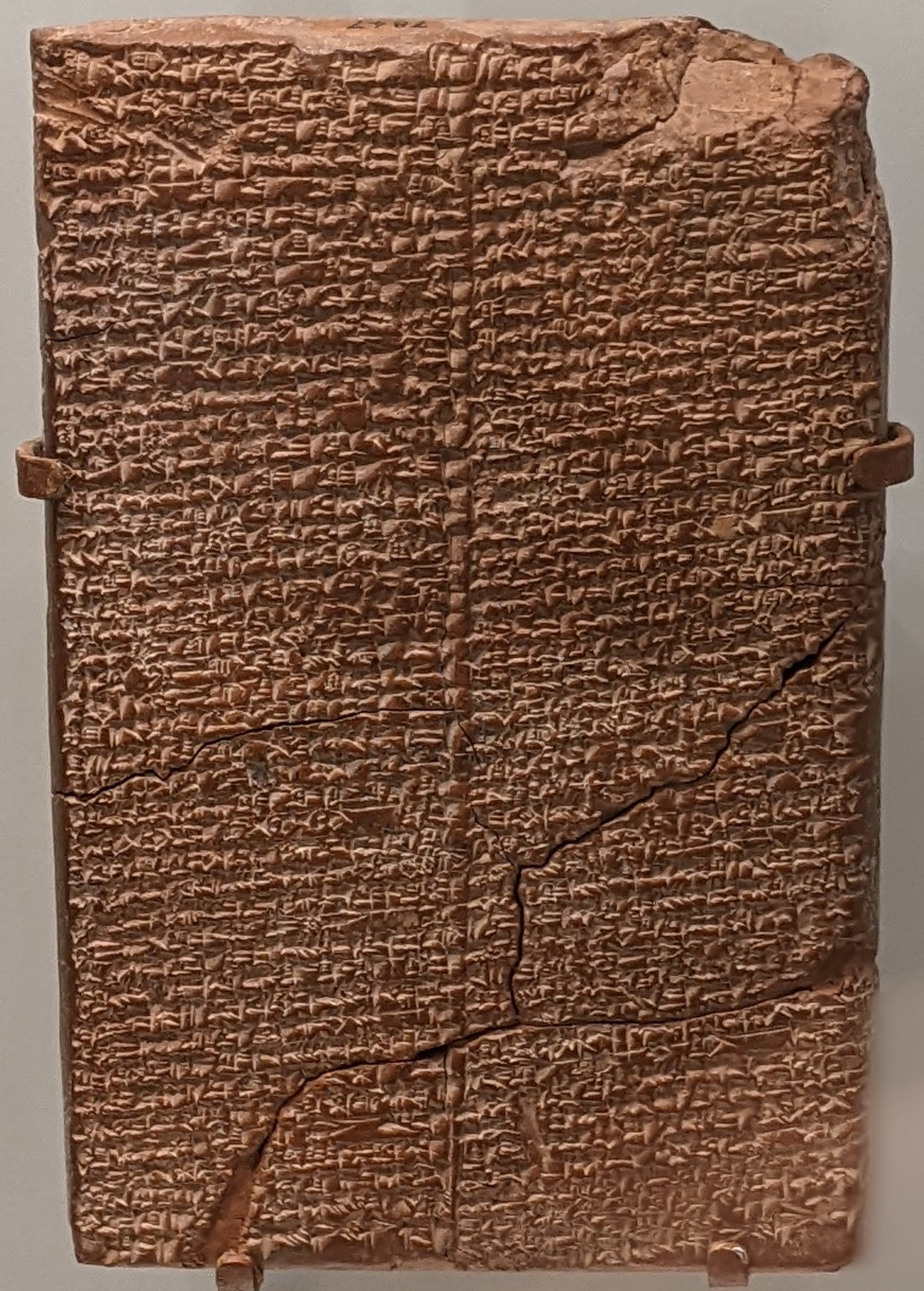
Exaltation d'Inana/Nin-me-sara, attribué à Enheduana, copie d'époque paléo-babylonienne (v. 1900-1600 av. J.-C.) provenant de Nippur. Penn Museum.

Ces textes sont souvent le produit de l'entourage d'un roi visant à interpeller la déesse pour le bien de celui-ci et de son royaume. Par exemple, la tradition mésopotamienne attribue à Enheduana, fille de Sargon d'Akkad et prêtresse du dieu-lune Nanna à Ur, plusieurs hymnes en sumérien dédiés à Inana, notamment celui que les historiens désignent comme l’Exaltation d'Inana, connu dans l'Antiquité par son incipit, Nin-me-sara, « Reine de tous les me ». Ce texte commence par la description des pouvoirs divins (me) détenus par la déesse, puis évoque son aspect impétueux et violent, avant d'invoquer les dieux pour qu'ils viennent en aide à Enheduanna en intercédant en sa faveur auprès d'Inana. Plusieurs autres hymnes sumériens des périodes d'Ur III et d'Isin-Larsa sont consacrés à la déesse, notamment en rapport avec ses amours heureux et malheureux avec Dumuzi. 
La popularité de la déesse auprès des souverains ne se tarit pas par la suite. Un des plus beaux hymnes en akkadien de la période paléo-babylonienne est celui dédié par le roi Ammi-ditana de Babylone à la déesse qui chante les bienfaits dont celle-ci l'a gratifié. De la fin du IIe millénaire av. J.-C. est daté un autre hymne remarquable bilingue suméro-akkadien, l’Exaltation d'Ishtar, connu seulement par deux chants alors qu'il en comptait à l'origine cinq ou six, relatant comment la déesse est élevée à son rang supérieur par les autres grands dieux. Un autre bel hymne de la même période est celui dédié par le roi assyrien Assurnasirpal Ier à la déesse. À la fin de la période néo-assyrienne, des inscriptions de fondation des rois Assarhaddon et Assurbanipal commémorant la restauration du temple de la déesse à Uruk, l'Eanna, contiennent également des courtes prières invoquant Ishtar d'Uruk. Assurbanipal fait rédiger deux hymnes plus longs, un dédié à Ishtar de Ninive et un autre dédié à celle-ci conjointement à Ishtar d'Arbèles, mettant en avant ses relations privilégiées avec ses deux déesses protectrices.
Plusieurs prières pénitentielles et conjuratoires anonymes, témoignant d'une piété plus privée, étaient dédiées à Ishtar. Certaines d'entre elles accompagnaient des offrandes, ou bien s'inscrivaient dans le cadre d'un rituel d'exorcisme visant à repousser le mal. C'est le cas de l'une des mieux conservées, connue par des manuscrits en akkadien mais aussi une version fragmentaire en hittite, dont l'introduction d'une des versions décrit le déroulement du rituel durant lequel elle devait être prononcée : 

« En un endroit où l'on n'est pas allé, tu balaieras le toit ; tu aspergeras d'eau pure ; tu disposeras quatre briques (entre lesquelles) tu entasseras des copeaux de peuplier ; tu y mettras le feu ; tu y verseras des aromates, de la fine farine, du cyprès ; tu feras une libation, sans te prosterner. Tu réciteras trois fois cette incantation ; face à (l'étoile d')Ishtar, tu te prosterneras ; puis tu partiras sans regarder derrière toi. »

— Prière à Ishtar, traduction de R. Labat.
Après avoir loué la grandeur de la déesse, le texte de la prière en question contient une série de suppliques visant à ce que la déesse, qui s'est détournée du fidèle et l'a affligé d'un mal, soit à nouveau favorable envers celui-ci :
Accueille avec plaisir ma prosternation, écoute mes prières,

regarde-moi avec confiance, reçois mes supplications !

Jusques quand, ô ma Dame, seras-tu courroucée, et, détourné, ton visage ?

Jusques quand, ô ma Dame, seras-tu irritée, et, furieuse, ton âme ?

Tourne ta nuque, que par indifférence à mon égard tu tenais détournée, et consens à une parole favorable !

Comme la partie dormante de l'eau d'une rivière, que ton âme, pour moi, s'apaise,

pour que je puisse piétiner, comme le sol, ceux qui me sont arrogants !

Et ceux qui me manifestent leur colère, soumets-les moi et fais-les moi fouler sous mes pieds !
— Prière à Ishtar, traduction de R. Labat.

## Les manifestations locales d'Inana/Ishtar et leurs cultes
De par son importance, Inana/Ishtar est une déesse qui dispose de nombreux lieux de culte dans différentes cités de Mésopotamie. En tout, une bonne centaine de cultes locaux d'Ishtar ont été identifiés. Ces déclinaisons de la déesse sont distinguées par une épithète divine (épiclèse), renvoyant généralement à son lieu de culte spécifique, suivant la forme « Ishtar de (lieu géographique) ». Parmi les plus notables, on peut mentionner : en Basse Mésopotamie, Uruk, Kish, Babylone, Akkad, Zabalam, ou encore Nippur ; en Haute Mésopotamie, Assur, Ninive et Arbèles. Elle a pour plusieurs villes le statut de déesse protectrice, qui s'accompagne en plusieurs endroits de dénominations sur le modèle de « Dame/Maîtresse (Bēlet) de (telle ville) » : « Dame d'Akkad », « Dame de Ninive », « Dame de Lagaba » (ou Lagabitum, la « Lagabéenne »), etc. Ce phénomène se retrouve en Anatolie, les textes hittites attestant de l'existance de 25 variantes locales d'Ishtar (ou de sa contrepartie hourrite, Shaushka), avec une épithète renvoyant à une ville ou une montagne, certaines comme Ishtar de Samuha pouvant d'ailleurs être plus spécifiquement des hypostases locales d'Ishtar de Ninive. D'autres surnoms renvoient à une qualité ou un pouvoir précis de la déesse : « Ishtar des étoiles » (Ištar-kakkabī) pour l'aspect astral, « Ishtar de la bataille » pour la guerre, la « Reine flamboyante(?) » (Šarrat nipḫi), en Assyrie récente.
G. Beckman considère que ces variantes identifiées par une épithète sont des « hypostases » ou des « avatars » d'un « archétype divin unique » appelé Ishtar (ou Inana, ou Shaushka), sur le modèle de ce qui se rencontre dans le polythéisme grec, par exemple avec Zeus, ou avec la Vierge Marie dans le Christianisme. Selon la formule de M. Hundley, ces variations d'Ishtar constituent une sorte de « constellation » divine. La caractéristique de la déesse dans le panthéon mésopotamien est le fait que cette dispersion est marquée par la présence de nombreuses variantes locales pouvant avoir au moins dans certaines circonstances une identité affirmée, au point qu'elles puissent être considérées comme des divinités semi-indépendantes. Il reste néanmoins probable que les personnes qui leur rendent un culte voient bien derrière chacune d'entre elles la déesse unique de la mythologie, la planète Vénus, avec ses qualités de déesse de l'amour et de la guerre : « Ishtar d'Arbèles, Ishtar de Ninive et Ishtar la planète Vénus sont toutes Ishtar, mais dans des contextes différents elles sont traitées comme des Ishtars différentes. »  Les autres grandes divinités mésopotamiennes ne sont normalement pas fragmentées, ou du moins pas autant. Cette situation, résultat de la popularité de la déesse, pourrait avoir affaibli le statut d'Ishtar par rapport à d'autres divinités ayant un lieu de culte principal incontesté, notamment les dieux nationaux Assur et Marduk.
Ce phénomène mêlant pluralité et unité autour d'une même figure divine est courant dans les polythéismes antiques, et pose plus particulièrement la question de savoir si la présence d'une variante locale d'Ishtar à un endroit est le résultat de l'assimilation d'une déesse locale indépendante à la figure globale d'Inana/Ishtar, ou à l'inverse l'implantation du culte de cette dernière ex nihilo dans la cité, pour prendre progressivement une coloration locale. Le premier cas semble plus plausible là où la variante locale d'Ishtar préserve une identité plus affirmée. C'est en particulier le cas du duo Ishtar d'Arbèles-Ishtar de Ninive en Assyrie, qui semblent bien vues dans des hymnes royaux néo-assyriens comme étant des divinités indépendantes, invoquées par leur nom et leur épithète, jouant chacune des rôles différents auprès des rois. S. Allen considère que les Ishtars assyriennes (en incluant Ishtar d'Assur) sont une « classe » spécifique de divinités, dans laquelle on pourrait inclure, au moins dans certaines localités (Ninive) et circonstances, des divinités plus anciennes assimilées à Ishtar telles que Mullissu. Elles auraient été à l'origine des divinités locales, ayant pris à un moment donné le nom de la figure englobante d'Ishtar, tout en conservant une part d'identité qui fait que leur assimilation est incomplète, ce qu'illustre le fait qu'elles ne sont pas appelées Ishtar tout court. En revanche il n'est pas possible d'identifier une iconographie spécifique ne serait-ce que pour certaines de ces variantes, car elles semblent toutes pouvoir être représentées de la même manière.
Les Ishtars locales entretiennent également des rapports spécifiques avec les autres divinités des panthéons locaux. Dans beaucoup de cas la théologie ne laisse pas voir de différence claire, mais le culte de certaines hypostases locales présente dans quelques sources une forme d'identité plus affirmée. L'aspect guerrier est plus prononcé chez Ishtar d'Arbèles et Ishtar d'Akkad. Leur étude permet en tout cas d'approcher plus concrètement le déroulement de son culte et son lien avec les souverains des différents royaumes mésopotamiens.

### Uruk

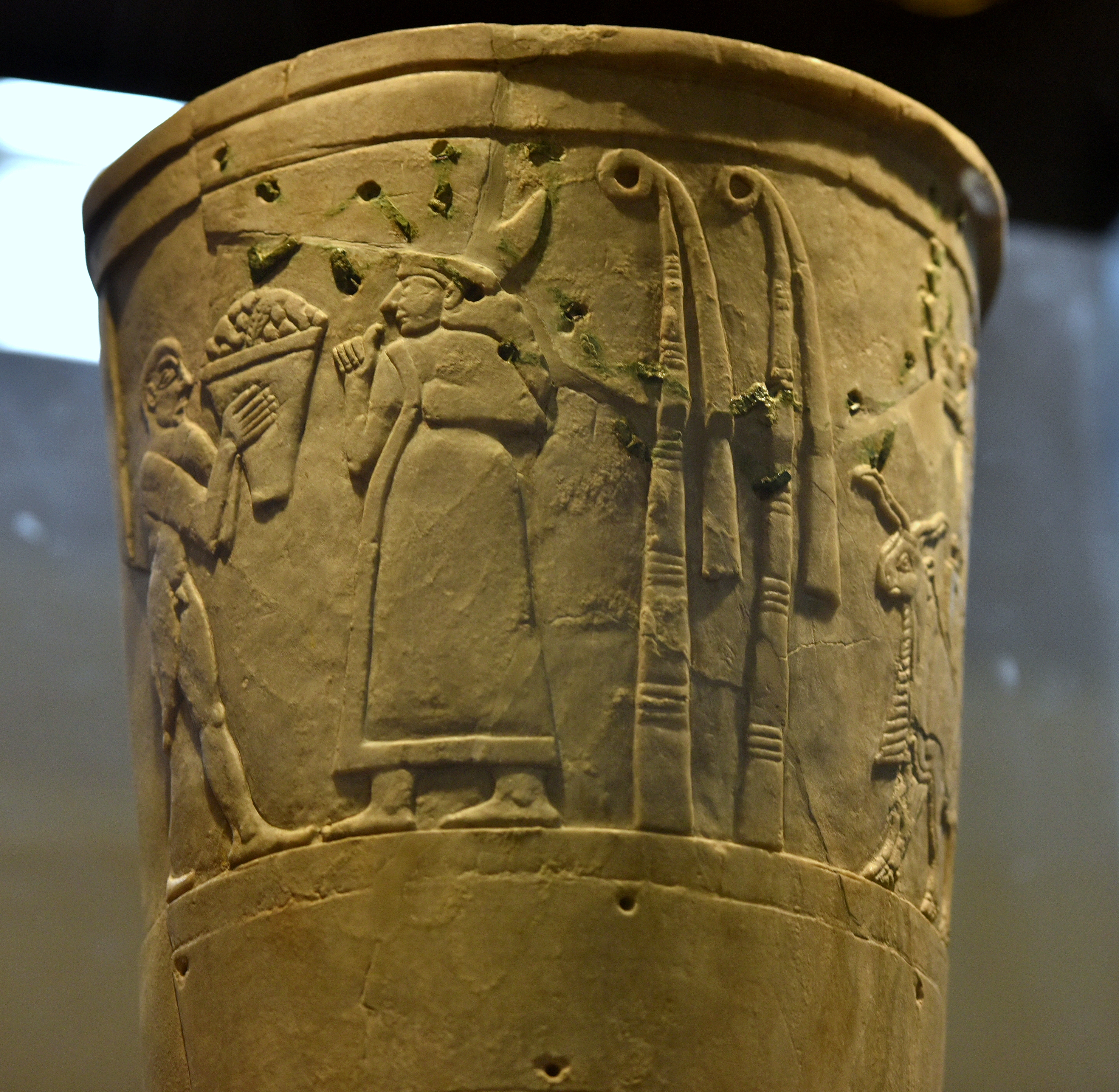
La déesse Inana, à côté de ses étendards (deux hampes bouclées en roseau), se voit présenter des offrandes. Registre supérieur du vase d'Uruk, Uruk III (c. 3200-3000 av. J.-C.). Musée national d'Irak.

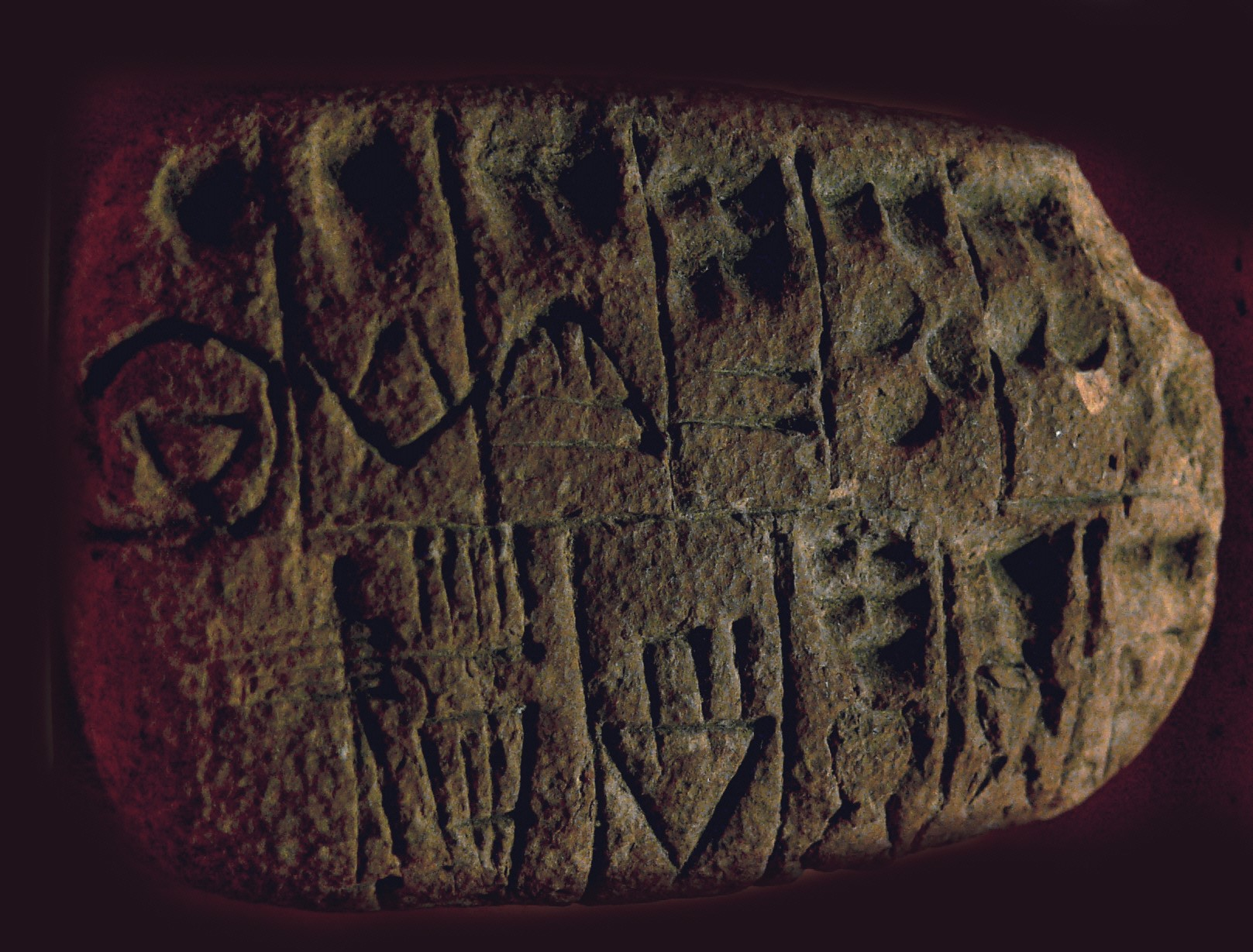
Tablette de comptabilité d'Uruk, Uruk III (c. 3200--3000) : enregistrement d'une livraison de produits céréaliers pour une fête de la déesse Inana. Musée de Pergame.

Uruk est le lieu de culte le plus durablement associé à Inana/Ishtar, puisque son culte y est attesté dès la fin du IVe millénaire av. J.-C., parmi les plus anciens documents écrits. La déesse, vénérée sous différentes formes (« Inana du matin » et « Inanna du soir », deux formes liés à son aspect astral, « Inanna des Enfers » et Inanna-NUN), et disposant apparemment de plusieurs temples (le « temple d'Inana », èš-inana, peut-être déjà le « temple du Ciel », é-an) est mentionné dans plusieurs textes de distributions d'offrandes. Inana d'Uruk est dès ces époques une divinité majeure de Sumer, sans doute parce qu'Uruk est alors la plus puissante cité de ce pays. L'autre divinité principale d'Uruk aux périodes postérieures, le dieu céleste An, n'est pas attesté avec assurance pour cette période, mais l'est assurément pour la suivante. Il est possible qu'Inana joue à ces époques un rôle unificateur dans les cultes et relations entre cités de Basse Mésopotamie : les sceaux de cités retrouvés sur plusieurs sites (Uruk, Djemdet Nasr, Tell Uqair) renvoient selon plusieurs interprétations à un culte collectif voué à la déesse et pris en charge par un collectif de cités, peut-être des voyages cultuels de la statue de la déesse,. Inana est alors symbolisée par un étendard qui a la forme d'une hampe bouclée en roseau, qui apparaît dans les représentations artistiques, comme le grand vase d'Uruk, qui représente une longue procession dirigée par un personnage humain, sans doute le dirigeant d'Uruk (alors appelé en), apportant des offrandes à la déesse, peut-être une commémoration de la consécration de son temple, d'un mariage sacré et/ou bien d'un rituel de la nouvelle année. L'iconographie de la déesse renvoie donc à l'abondance et à la fertilité des plantes et des animaux. Le site de l'É-anna, qui a fait l'objet de nombreuses fouilles, présente en tout cas une séquence archéologique remarquable, puisque ses niveaux les plus anciens, de la seconde moitié du IVe millénaire av. J.-C., forment un groupe monumental sans équivalent pour cette période (niveaux V et IV). La fonction des édifices n'est cependant pas assurée, et il est probable qu'on y trouvait aussi bien des lieux profanes que sacrés. Le site devient assurément un lieu essentiellement cultuel au début du IIIe millénaire av. J.-C., s'il ne l'est pas déjà dès la fin du précédent (niveau III).

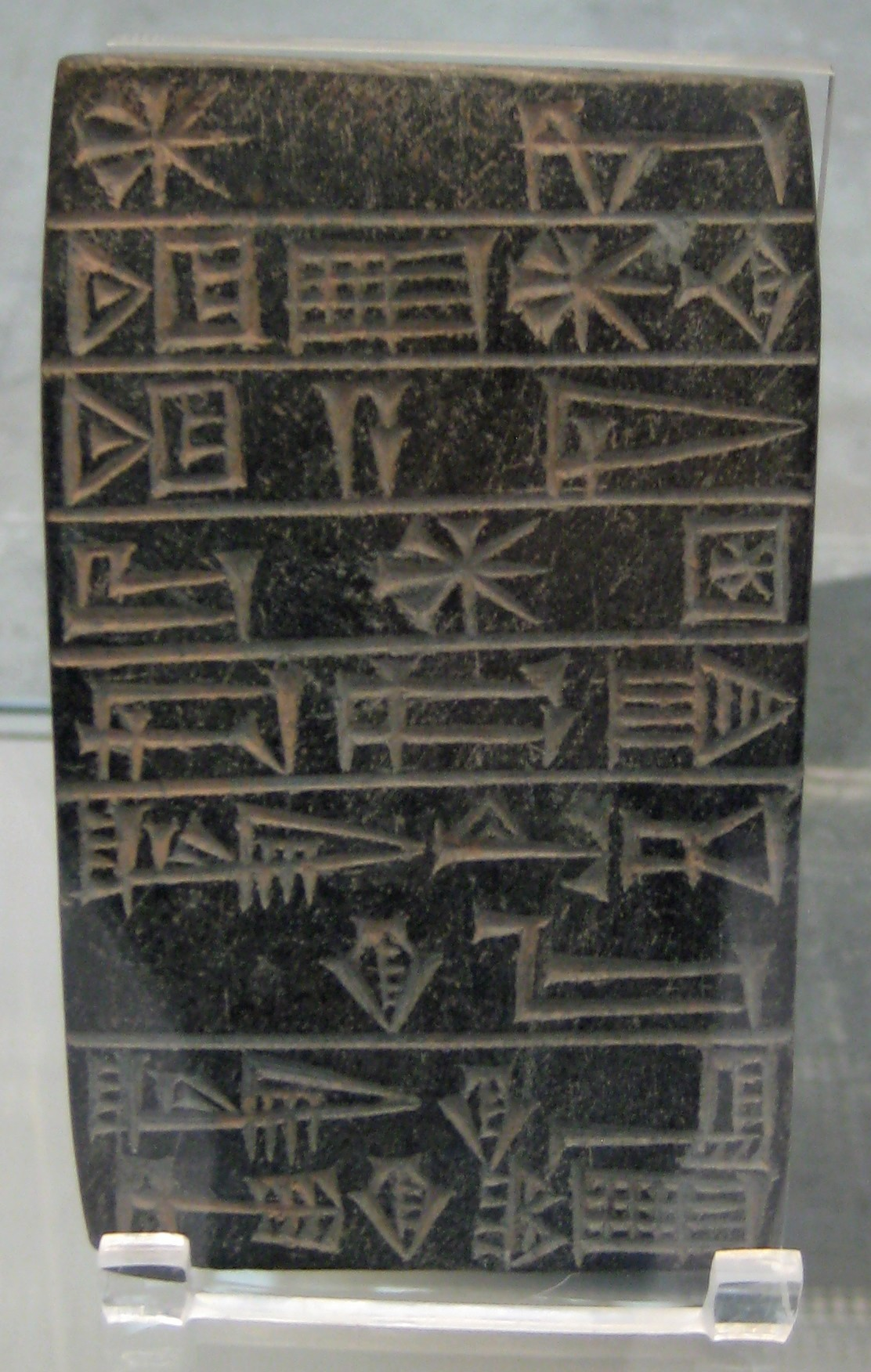
Inscription d'Ur-Nammu commémorant la reconstruction de l'Eanna. Texte : « Pour la déesse Inana, Dame de l'Eanna, sa dame, Ur-Nammu, mâle puissant, roi d'Ur, roi des pays de Sumer et d'Akkad, a construit et restauré son temple pour elle. »

Les sources du IIIe millénaire av. J.-C. sont plus explicites sur le culte d'Inana d'Uruk et son importance. Son temple a dès lors le nom qu'il aura durant la majeure partie de son histoire, « Maison/Temple du Ciel », É-anna. Plusieurs récits sumériens, notamment les hymnes d'Enheduanna, évoquent comment la déesse aurait été introduite dans ce sanctuaire : une tradition veut qu'elle ait supplanté An et pris sa place dans le temple qui était auparavant le sien ; une autre qu'elle ait été amenée depuis le Ciel par un être mythologique (apkallu). Le mythe Inana et Enki relate comment elle dupe le dieu Enki pour lui dérober les me, pouvoirs divins, et les apporter à Uruk. Elle revêt alors le rôle de déesse civilisatrice. 
En tout cas, l'Eanna est l'un des temples mésopotamiens les plus estimés, et il est régulièrement restauré par les souverains qui placent Uruk sous leur coupe, qui ont laissé de nombreuses inscriptions relatant ces travaux. Architecturalement, est construite autour de 3000 av. J.-C. une haute terrasse caractéristique des lieux de culte de cette période, surplombée plus tard par un temple. Le sanctuaire est remanié par le roi Ur-Namma d'Ur III vers 2100 av. J.-C., pour être notamment doté de sa ziggurat, entourée par une enceinte imposante comprenant probablement la cella de la divinité. Cette organisation reste en plus durant le millénaire suivant, même si le lieu de culte est délaissé lors de l'abandon d'Uruk (et de plusieurs grandes villes de l'extrême-sud mésopotamien) entre le XVIIe et le XIVe siècle av. J.-C. Le culte ne reprend que progressivement après cela, comme l'atteste la construction d'un petit temple par le roi kassite Kara-indash au remarquable décor à briques moulées.

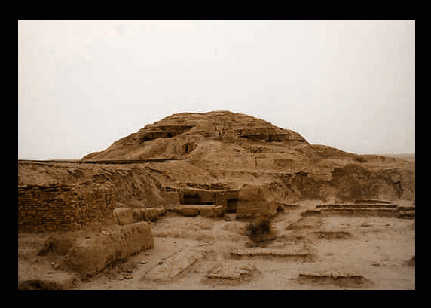
Ruines de l'Eanna, dominées par la ziggurat d'Ishtar.

Un projet de remaniement ambitieux est entrepris à la fin du VIIe siècle av. J.-C. par le roi assyrien Sargon II et poursuivi par son ennemi Merodach-Baladan II quand il domine temporairement Uruk. De nouveaux murs sont construits, entourant plusieurs cours, et deux chapelles dédiées à Ishtar et Nanaya sont érigées aux pieds de la ziggurat. L'organisation du complexe architectural reste identique durant la période néo-babylonienne et le début de la période achéménide (VIe – Ve siècle av. J.-C.). Pour le VIe et le début du Ve siècle av. J.-C., l'activité du temple est documentée par de nombreuses tablettes, relatives notamment à sa richesse économique : plus de 10 000 hectares de terres arables, plus de 100 000 ovins, aussi une grande quantité de dépendants, notamment les « oblats » (širku), sortes de serfs, marqués de l'étoile d'Ishtar symbolisant le fait qu'ils avaient été voués à la déesse. Le sanctuaire périclite néanmoins à l'époque achéménide, au début du Ve siècle av. J.-C.. À cette période ou juste après au début de l'ère des Séleucides, se produit un bouleversement dans le panthéon d'Uruk, puisqu'Anu reprend la place prééminente et se voit doté d'un nouveau temple qui devient le sanctuaire principal de la ville, dont dépend celui d'Ishtar, également nouveau et appelé Irigal, qu'elle partage avec Nanaya.
Le culte de l'É-anna tel qu'il ressort des nombreuses tablettes exhumées à Uruk pour les périodes néo-babylonienne et achéménide présente les aspects classiques d'un culte divin mésopotamien. Ishtar d'Uruk est la déesse majeure, mais elle est entourée de plusieurs acolytes, redoublant du reste des aspects de sa personnalité, en premier lieu Nanaya. Ishtar et ces déesses reçoivent de nombreuses offrandes alimentaires quotidiennes lors de repas pris le matin et le soir, qui sont aussi bien abondantes que diverses (des céréales, des fruits, notamment des dates, de la viande, du poisson, du lait, des gâteaux, etc.), vêtements et ornements luxueux pour sa statue de culte, mis en valeur notamment lors de cérémonies d'habillement. Les fêtes venant scander le calendrier cultuel de la ville sont rarement associées directement à Ishtar, même s'il est probable que plusieurs lui étaient au moins en partie consacrées. Le culte d'Uruk comprenait alors de nombreuses fêtes comme dans les autres grands sanctuaires mésopotamiens : néoménie (eššešu), fête de la veille nocturne (bayātu), fête de la préparation des timbales (rikis lilissi), voyages divins (ṣidītu). À la fin du IIIe millénaire av. J.-C. est attestée une fête relevant de ce dernier type, comprenant manifestement des processions, la fête du bateau du Ciel (sumérien ezem-má-anna), qui fait référence à l'embarcation utilisée par Inana pour se rendre à Eridu dans le mythe Inana et Enki ; elle dure au moins cinq jours pendant lesquels la déesse reçoit de nombreuses offrandes. Une fête attestée par une description d'époque hellénistique commence dans le temple d'Ishtar, où sont réunies d'autres (statues de) déesses, puis une procession part en direction du temple de la fête akitu où s'achève le rituel.

### Nippur
Nippur est l'un des principaux centres religieux de la Basse Mésopotamie, dont les divinités principales sont Enlil, le roi des dieux aux époques anciennes, et son fils Ninurta. Inana/Ishtar comprend un important lieu de culte dans cette cité, situé au sud du sanctuaire d'Enlil, dont le nom cérémoniel le plus attesté est Ebaradurgara « Maison, podium du Trône ». La séquence stratigraphique qu'il présente étant l'une des plus longues de la région, avec au moins une vingtaine d'édifices se succédant entre le milieu du IVe millénaire av. J.-C. et les débuts de notre ère, mais tous ne sont pas des lieux de culte. Le premier édifice de grande taille identifiable avec certitude comme un temple remonte au dynastique archaïque I (v. 2900-2700, niveau IX), sa salle de culte principale disposant d'un autel aux pieds duquel se trouve une petite conduite pour récupérer les liquides des libations. L'édifice est arasé et rebâti suivant un nouveau plan vers 2700, prenant la forme d'un édifice en longueur de forme irrégulière (niveau VIII), et les niveaux suivants sont des extensions suivant le même plan, affirmant le plan irrégulier de l'édifice. Ce temple dispose de deux cellae qui en font un sanctuaire dual, précédées par une avant-cour à colonnes, à son maximum d'extension il s'étire sur environ 85 mètres, comprend une quarantaine de salles, et n'est pas couvert sur une grande partie de sa surface. Après une rupture de la stratigraphie pour le dernier quart du millénaire, l'édifice est reconstruit suivant un nouveau plan dans la première moitié du XXIe siècle av. J.-C. par Shulgi, roi de la troisième dynastie d'Ur (Ur III, niveau IV). C'est un bâtiment de forme rectangulaire, d'une longueur d'une centaine de mètres. La ou les cella(e) ont néanmoins été arasées lors de la reconstruction de l'édifice à l'époque parthe, qui a en même temps enlevé les traces des niveaux intermédiaires. Le temple de cette phase (SB, niveau II) a des dimensions plus vastes que le précédent, et comprend deux cellae, comme durant l'époque archaïque, ce qui laisse supposer que les phases antérieures disparues en avaient autant. Le dernier édifice (niveau I) a quasiment disparu en raison de l'érosion de la surface du site.
Le temple d'Inana/Ishtar de Nippur a livré un important matériel archéologique, certes inégalement réparti dans le temps. Pour les époques archaïques (surtout niveau VII), il a livré de nombreuses offrandes caractéristiques des dépôts votifs de cette période y ont été trouvées, enfouies dans le sol, notamment quelques statuettes et plaques ornées de bas-reliefs, des vases en pierre portant des inscriptions votives, ainsi que des plaques de nacre gravées incrustées à l'origine dans des objets qui ont disparu,. 

Objets votifs mis au jour dans le niveau VII du temple d'Inana de Nippur, v. 2600-2500 av. J.-C. Metropolitan Museum of Art.
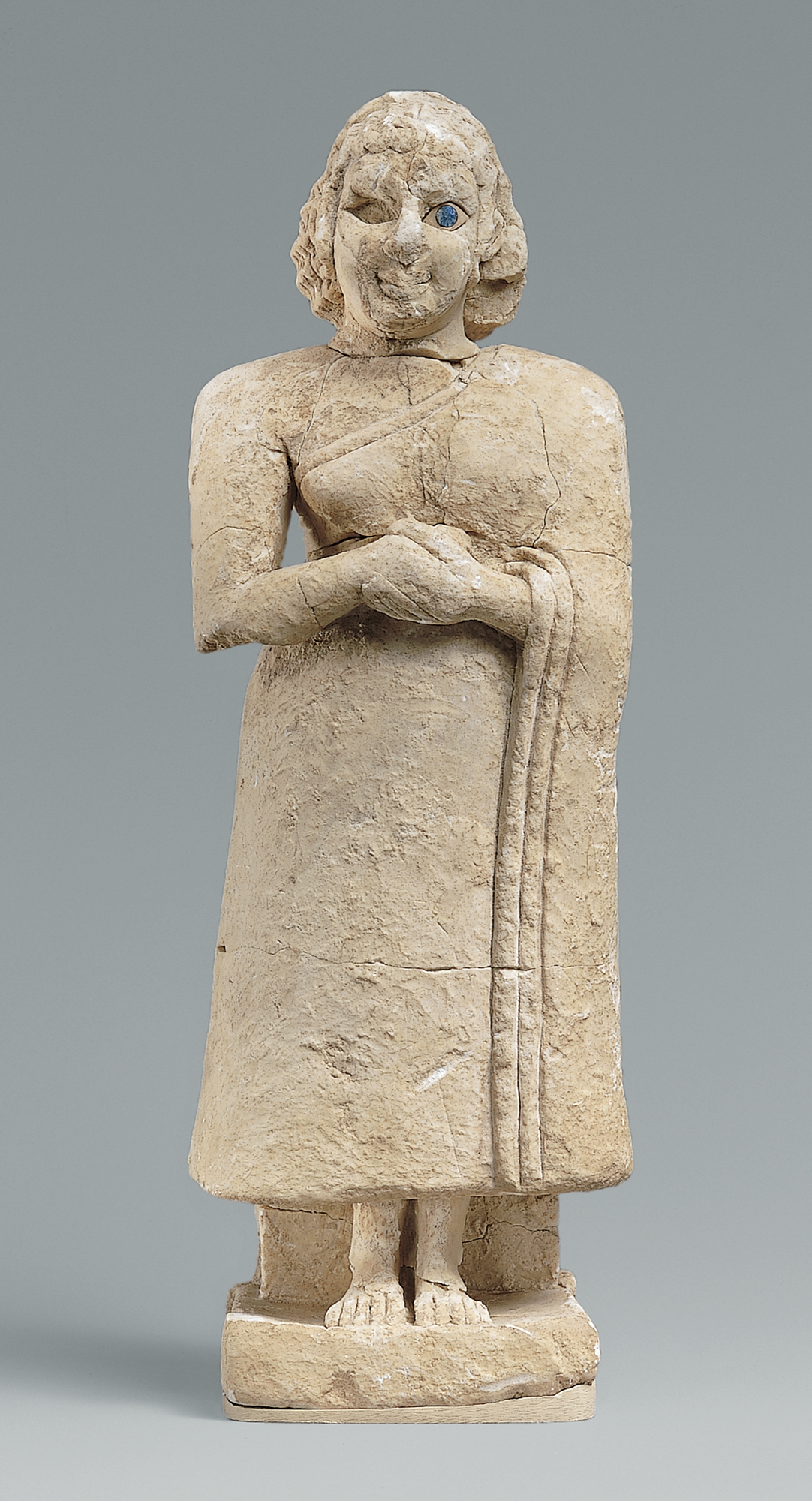
Statue d'orante, en calcaire, yeux en nacre et lapis-lazuli.
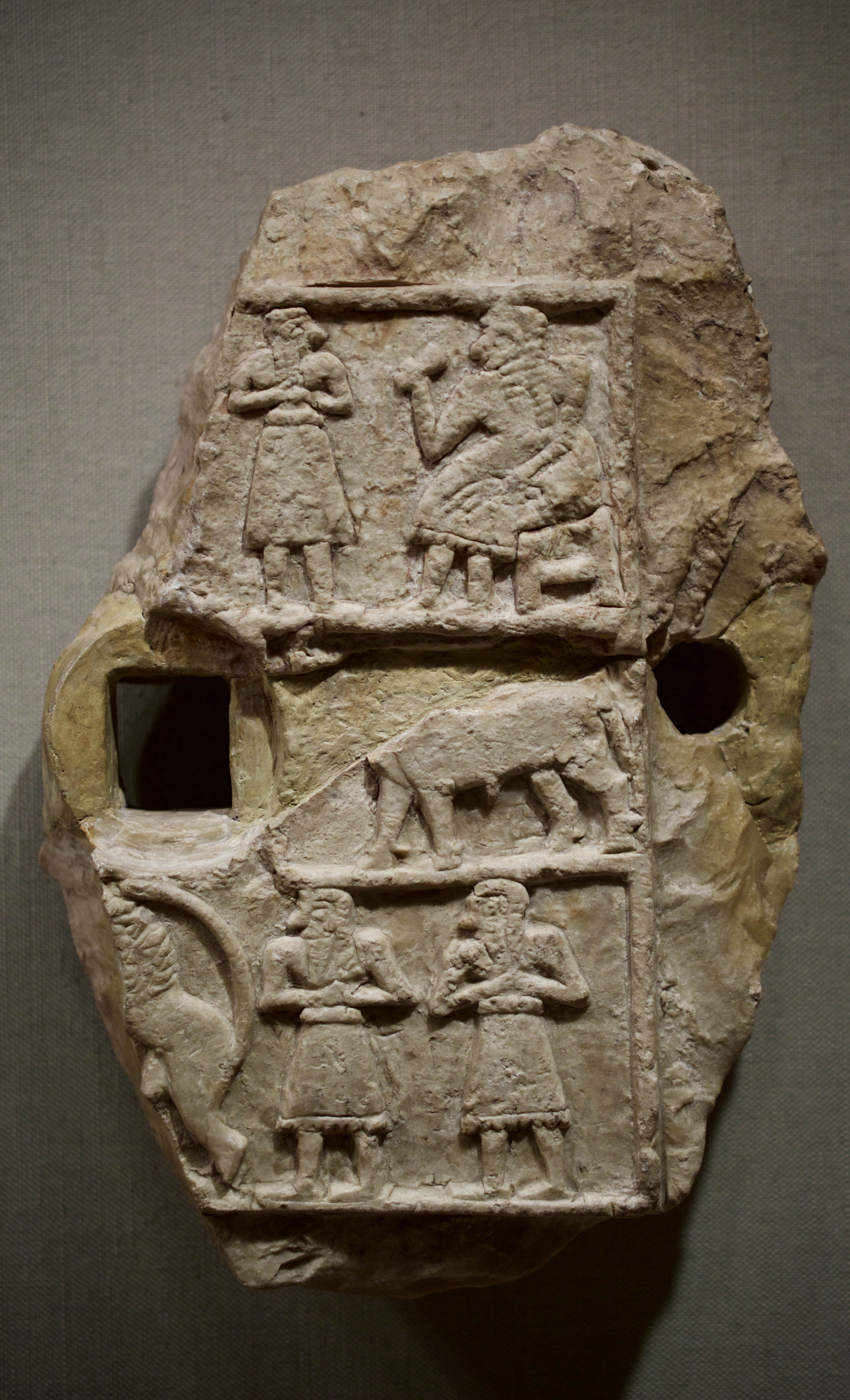
Plaque votive perforée représentant une scène de banquet.
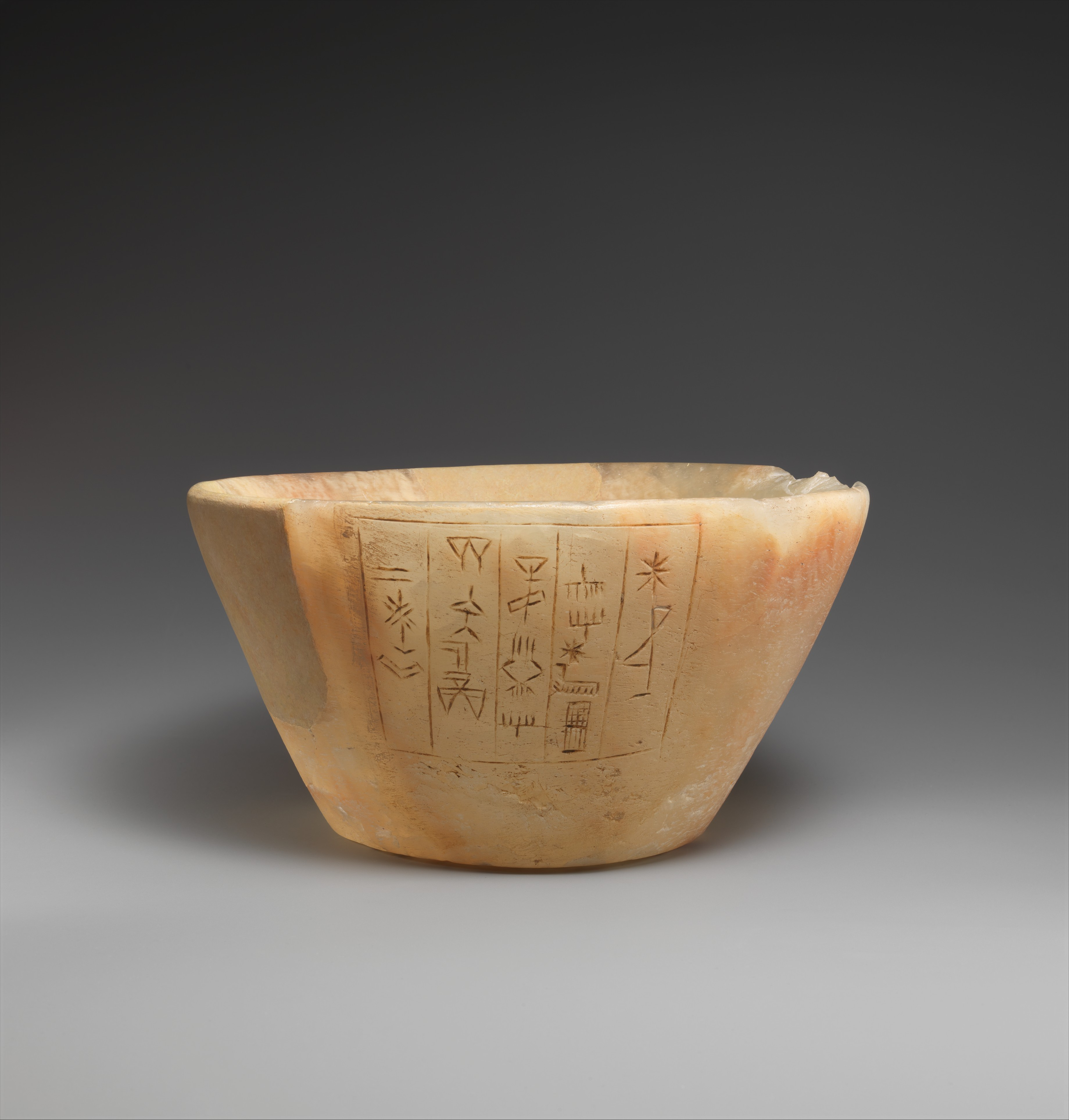
Vase en pierre inscrit voué par Aka-Enlil, chef des marchands.
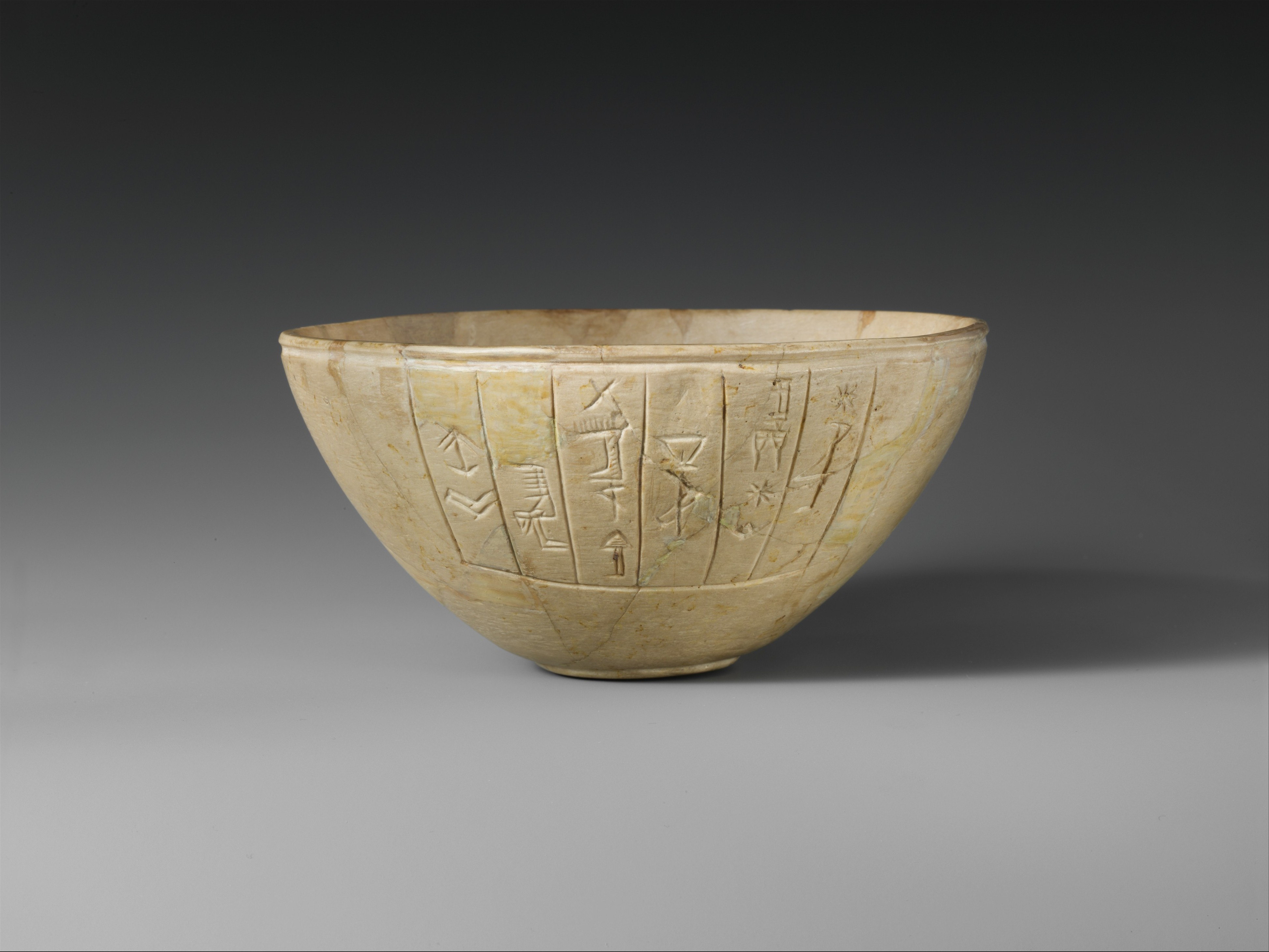
Vase en pierre inscrit voué par He-Utu.
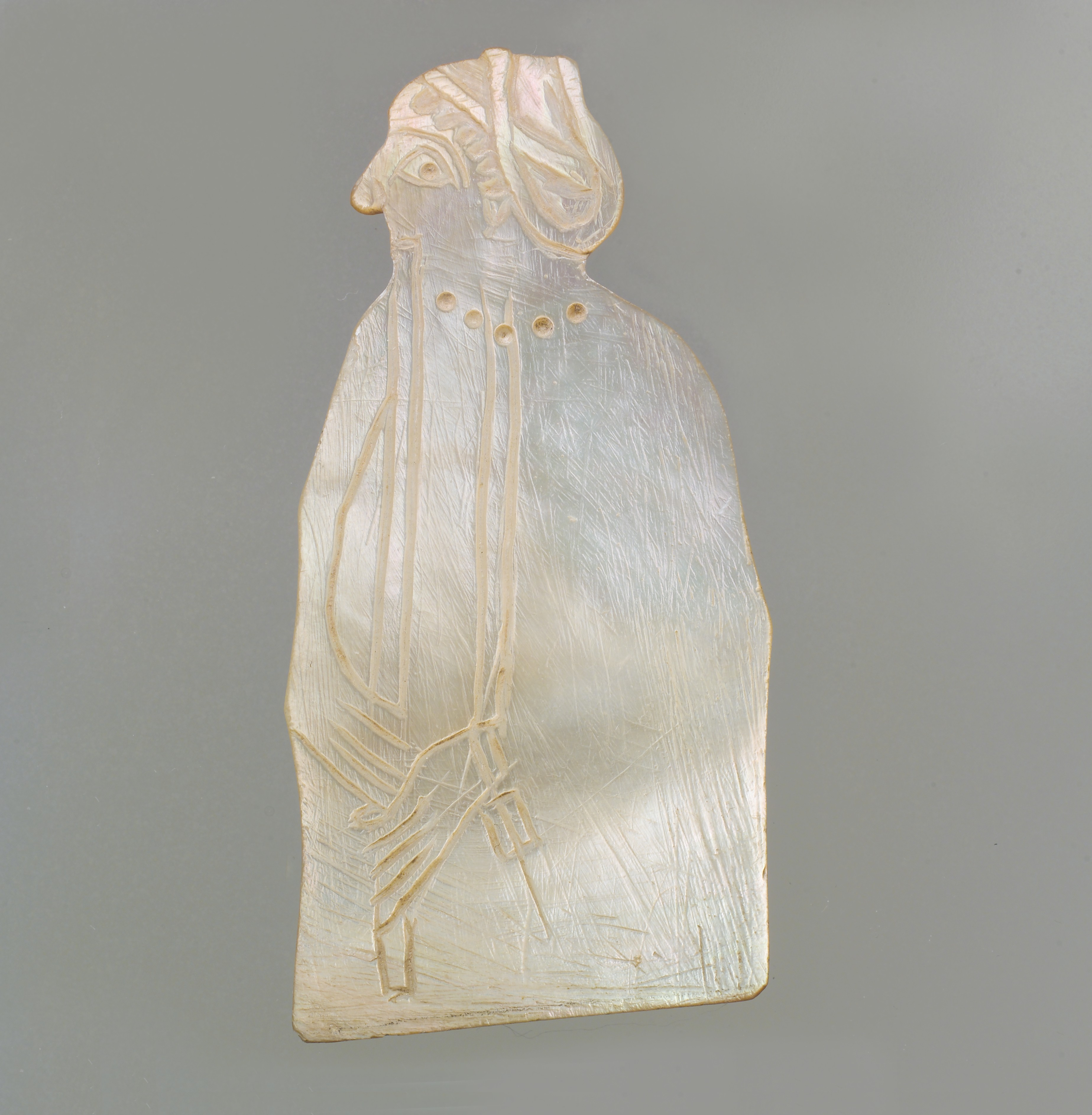
Élément en nacre gravé représentant une femme portant une flûte et un pendentif en forme de sceau-cylindre.
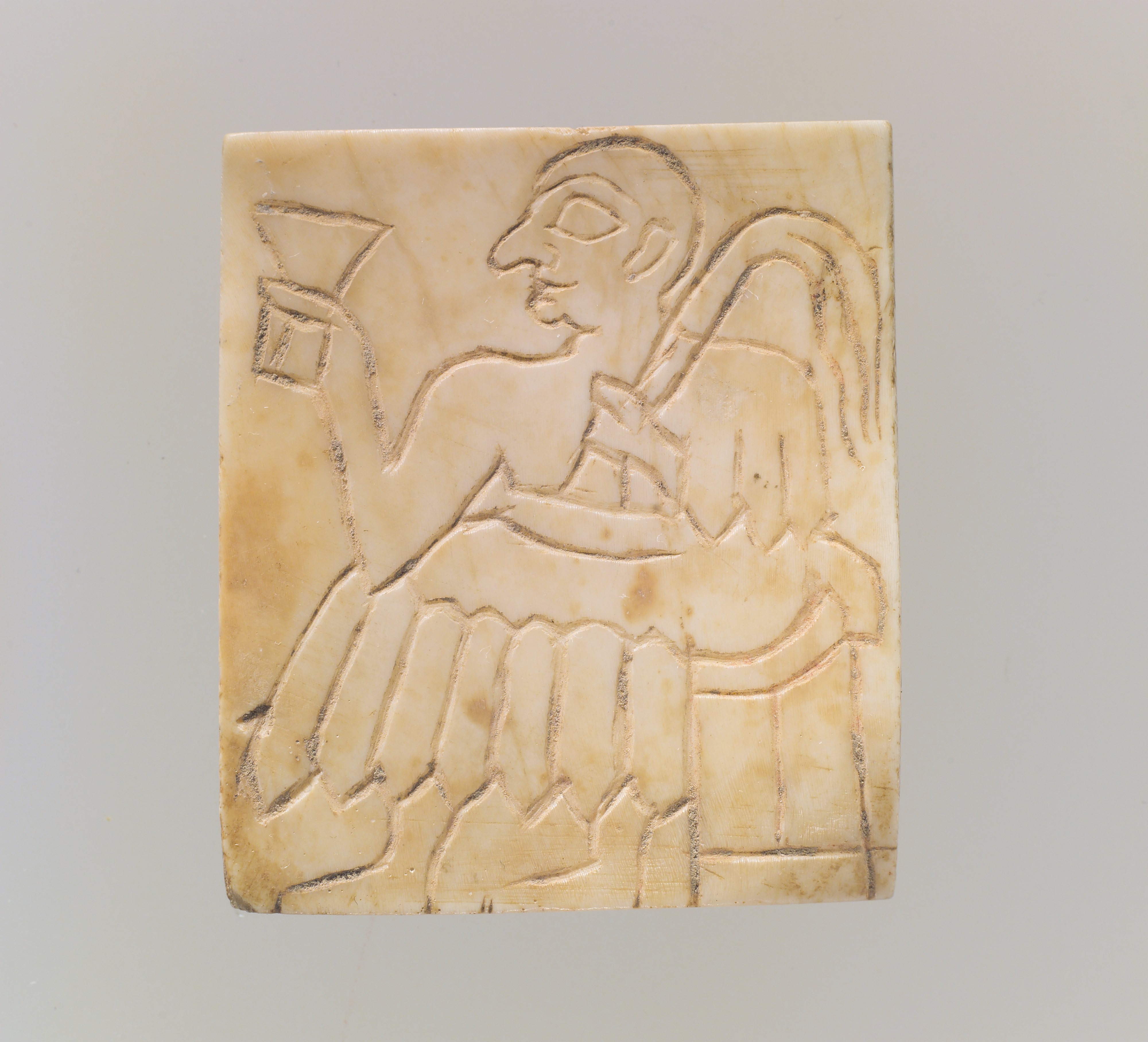
Élément en nacre gravé représentant un homme assis à un banquet.
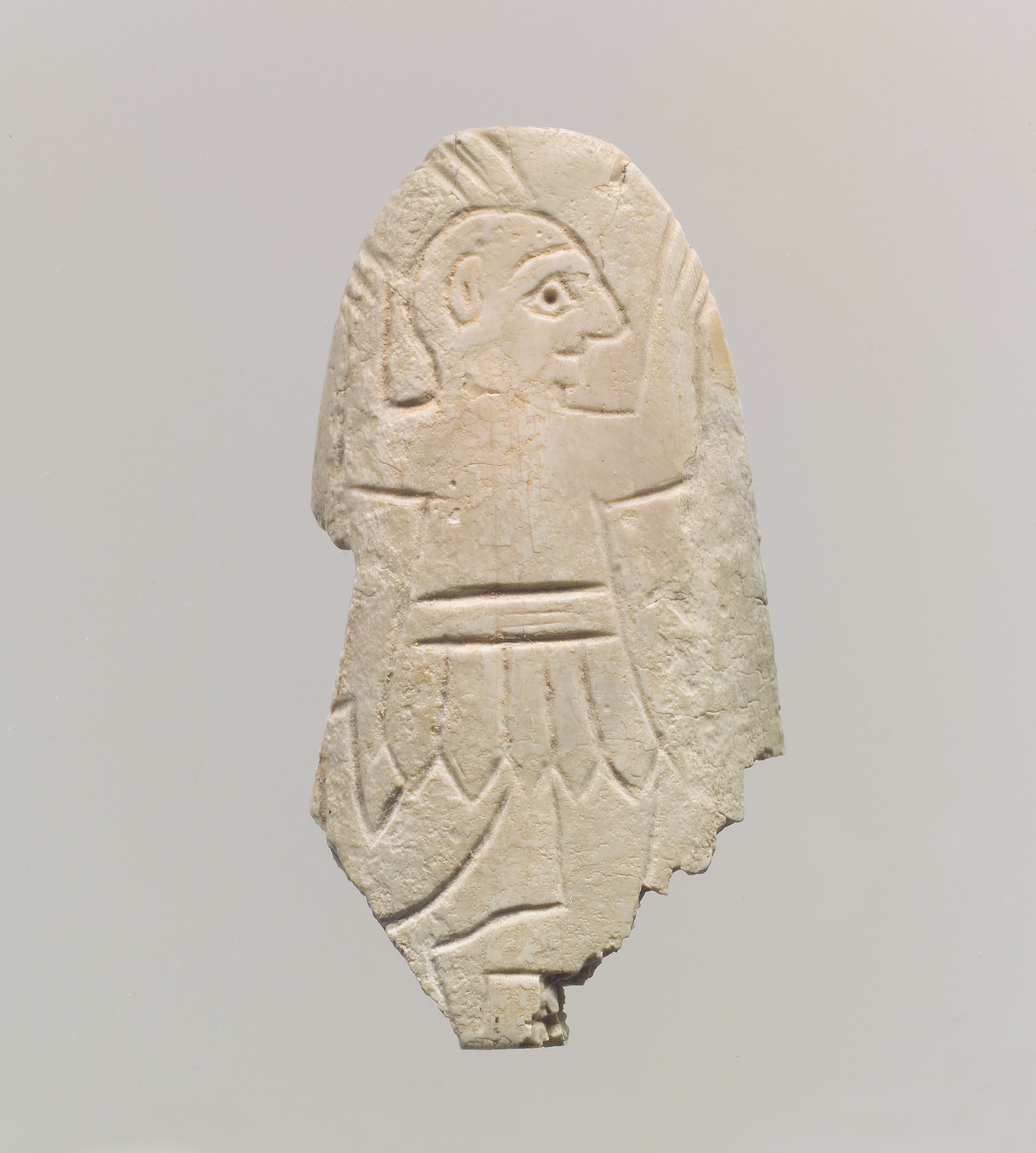
Élément en nacre gravé représentant un homme dansant.

Les archives les plus importantes datent de l'époque d'Ur III (niveau IV). Il est dirigé par des administrateurs faisant partie d'une des deux branches principales de la famille des descendants d'Ur-meme, l'autre dirigeant l'administration de la ville. Le sanctuaire dispose d'un patrimoine important : des domaines fonciers, des troupeaux, un personnel nombreux, des magasins stockant ses ressources, employant des marchands et des artisans, les mouvements de biens étant enregistrés sur les tablettes administratives. Cette documentation (notamment des listes d'offrandes) fournit aussi des informations sur le déroulement de la grande fête d'Inana de Nippur, qui a lieu durant le sixième mois de l'année, qui porte le nom de la déesse et de sa fête (kin-Inana). Le cycle de festivités s'étend sur la majeure partie du mois. Les premiers jours sont marqués par des visites de la (statue de la) déesse aux (temples des) dieux Enlil et Sîn. Une fois qu'elle est revenue dans son temple, s'ouvre une période de rituels dans ce lieu, sur au moins une quinzaine de jours. Certains textes associent aussi à cette fête le dieu-fleuve Ilurugu associé aux ordalies fluviales, et les festivités pourraient être marquées par des oracles de la déesse. Les tablettes de distributions de nourriture qui ont lieu à cette période indiquent que le temple reçoit la visite de membres du clergé et d'administrateurs, générant une activité importante, ce qui fait de cette période un moment important de la vie sociale locale.
Ishtar de Nippur est l'objet d'un long hymne en akkadien qui lui est adressé sous la dénomination de « Reine de Nippur » (Šarrat-Nippuri). C'est une œuvre composite reprenant des parties de trois ou quatre hymnes de l'époque paléo-babylonienne (seconde moitié du IIe millénaire av. J.-C.), connue seulement par des copies du Ier millénaire av. J.-C. (provenant surtout de Ninive), mais qui pourrait dater de la seconde moitié du IIe millénaire av. J.-C.. Il célèbre la déesse, ses différents aspects (elle comprend une section sur différents noms de la déesse), son lien avec le domaine astral, et son lien avec la cité de Nippur.

### Mari
Inana/Ishtar (ou, dans le dialecte local, Eshtar) est une déesse majeure de la région de Mari, située sur le Moyen-Euphrate à la jonction des sphères culturelle mésopotamienne et syrienne (actuellement en Syrie près de la frontière avec l'Irak).
Pendant la seconde phase d'existence de la cité, l'époque que les archéologues ont surnommé « Ville II », qui va d'environ 2550 à 2250 av. J.-C., la déesse dispose de plusieurs lieux de culte dans la ville, vénérant des aspects différents de sa personnalité. Deux sont situés dans le centre cultuel de la cité : le temple de Ninni-ZAZA et celui d'Ishtarat. À l'écart du centre se trouve un troisième temple, dédié à Ishtar « virile », représentant l'aspect mâle et guerrier de la déesse. Il comprend en fait deux chapelles, peut-être parce qu'une est dédiée à son identité masculine et une autre à sa féminine. C'est dans cet édifice qu'ont eu lieu les premières fouilles du site, et l'édifice a livré un abondant matériel cultuel, notamment des statues représentant des dédicants en position de prière (orants ; le plus fameux est Ebih-Il, sans doute un officier militaire), avec des inscriptions brèves permettant de les identifier, ainsi que le nom de la déesse (d'autres statuettes ont été mises au jour dans les deux autres temples de la déesse). Le matériel comprend aussi des récipients cultuels (notamment ceux en forme de barcasse), des clous de fondation en cuivre, des éléments de parure et de décors incrustés en coquilles, qui témoignent de l'importance des réseaux d'échanges à cette période, captés en partie pour obtenir les faveurs de la déesse.

Objets du temple d'Ishtar de la Ville II. Musée du Louvre.
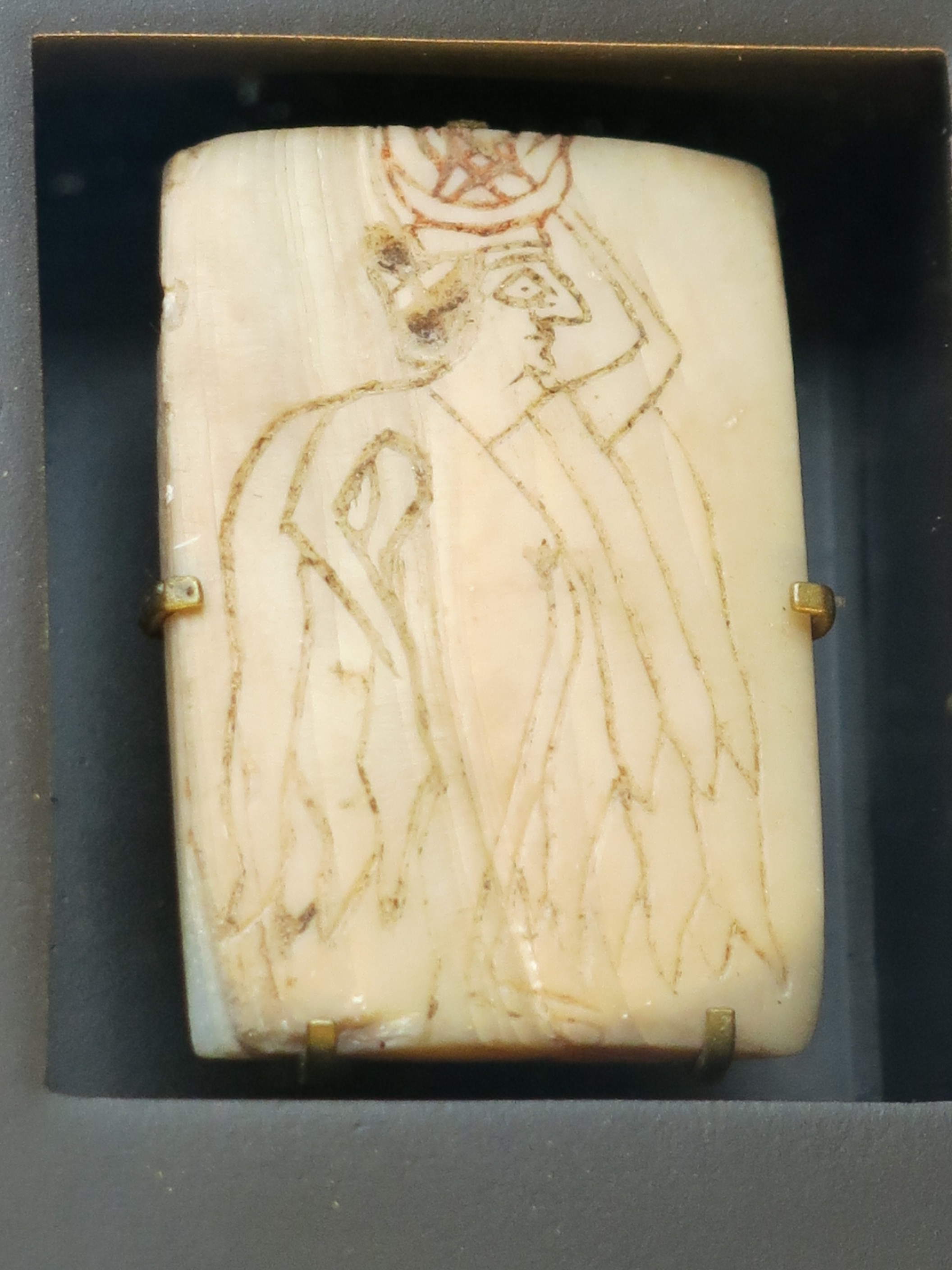
Incrustation de meuble avec la gravure de la déesse Ishtar. La déesse dévoile son corps et tient sur sa tête une étoile bercée par un croissant de lune.
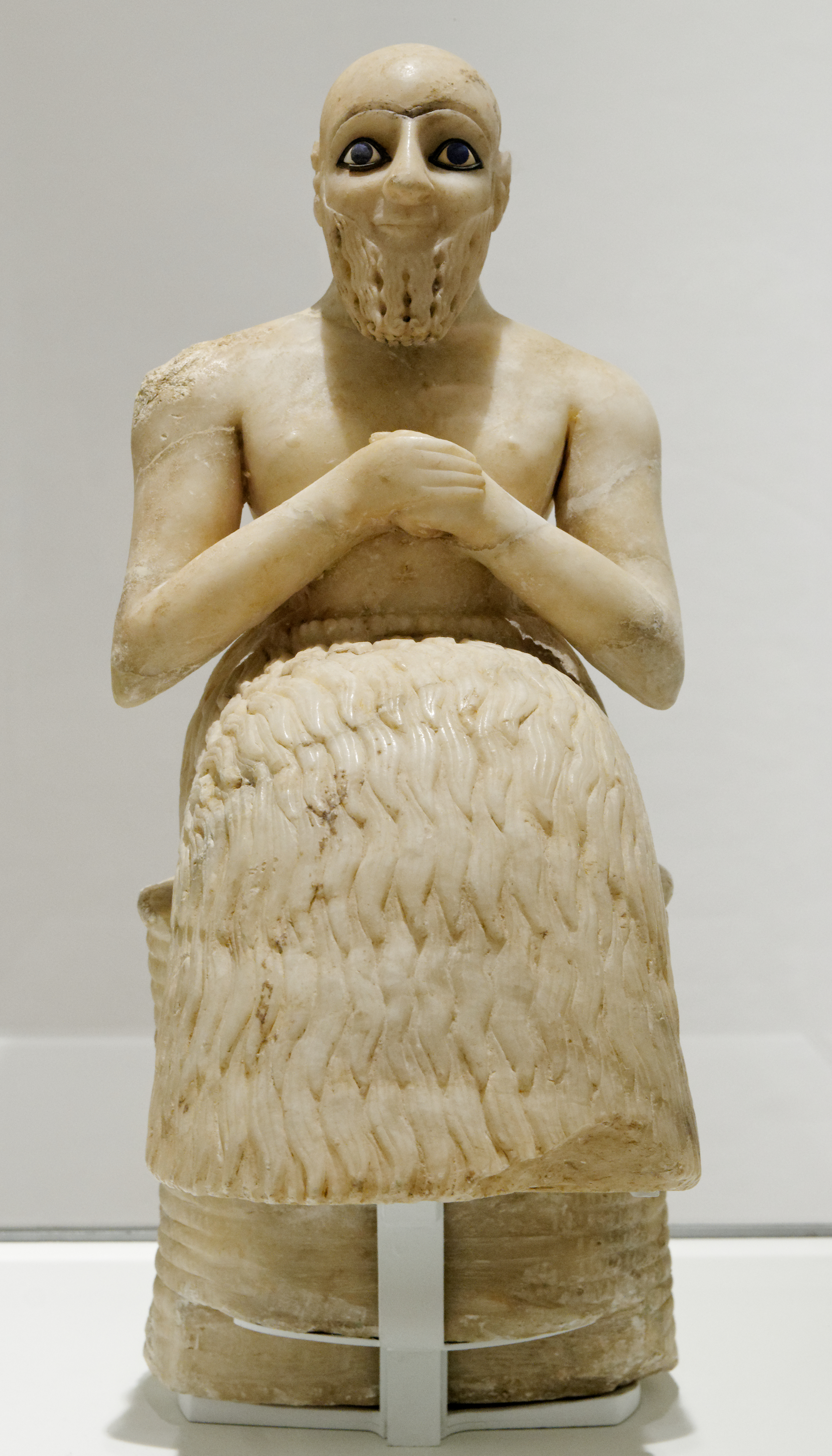
Statue du nu-banda Ebih-Il.
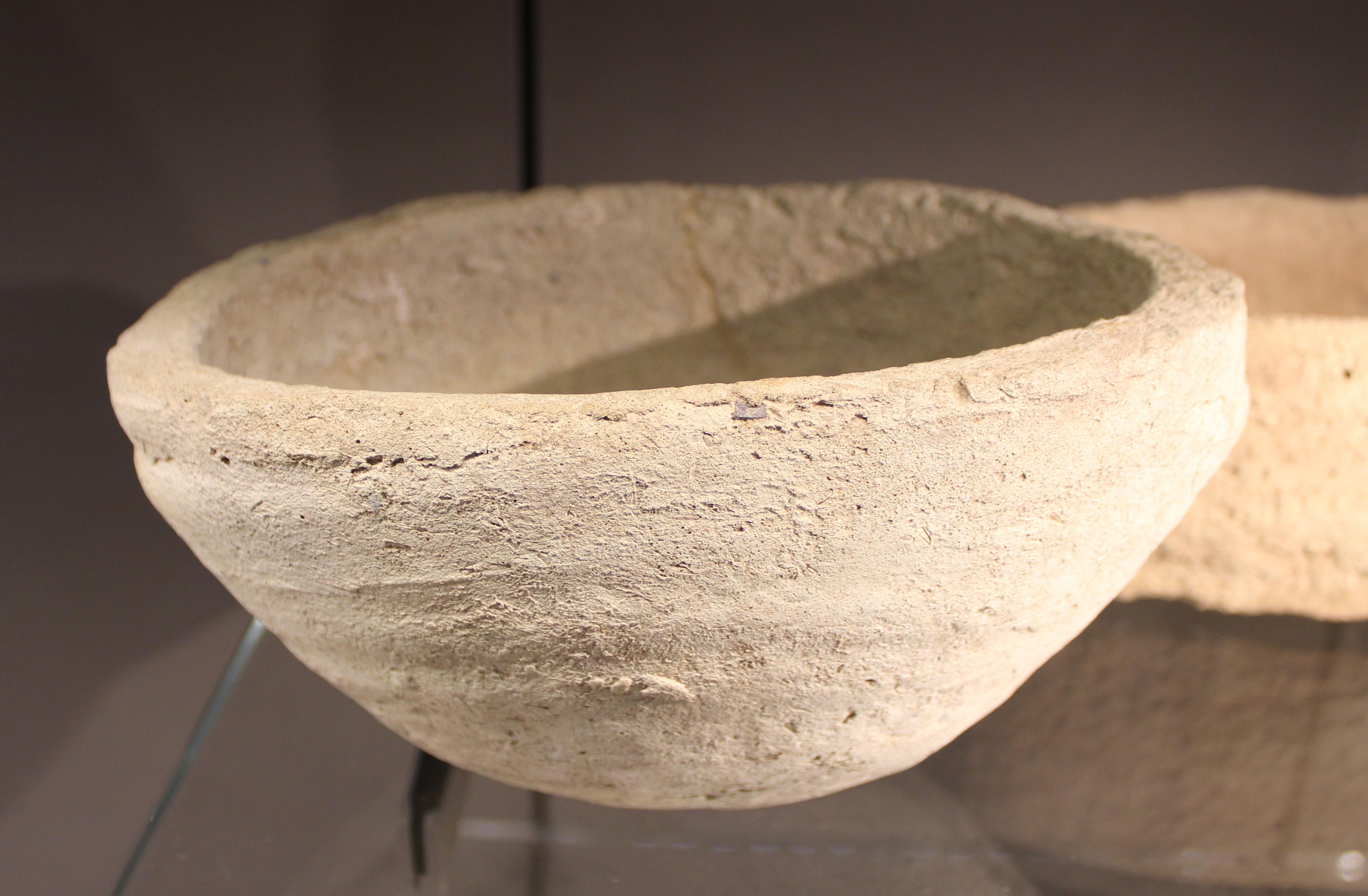
« Barcasse » à fond rond provenant du temple d'Ishtar.
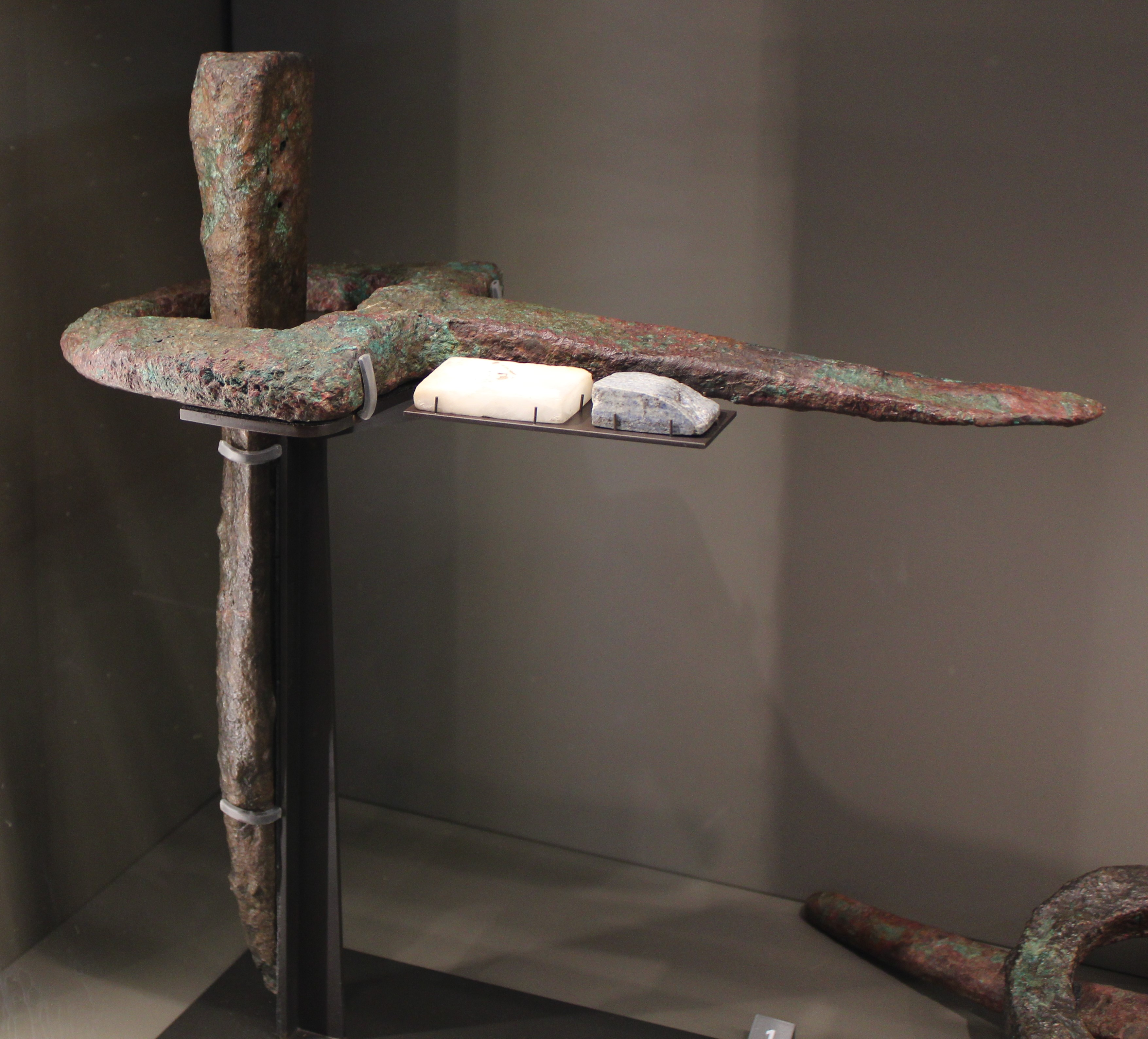
Dépôt de fondation.
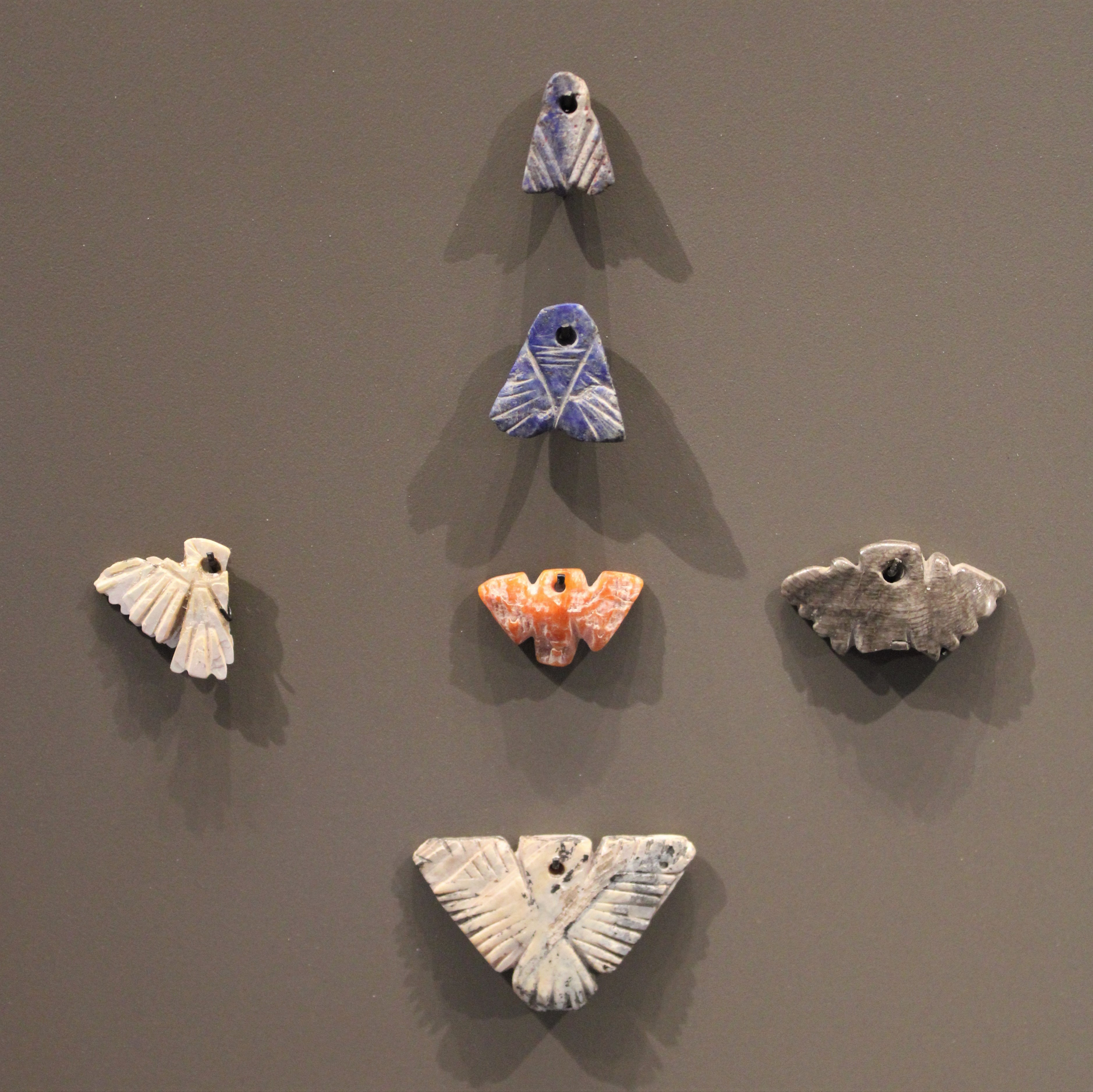
Pendeloques amulettes en forme de "mouche" et d'aigle aux ailes déployées. Lapis lazuli, coquille.
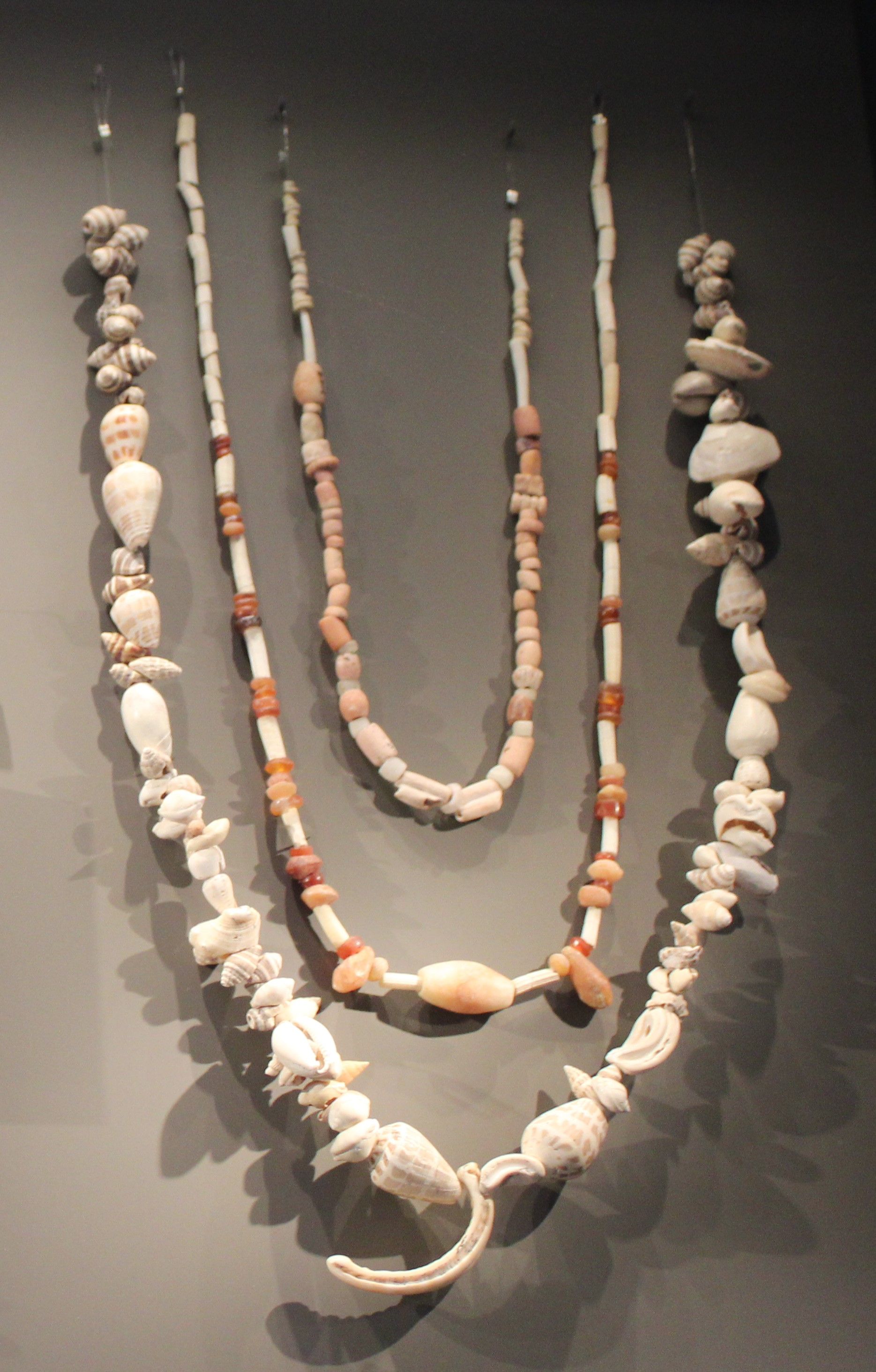
Perles en coquillages, cornaline, cristal de roche, fritte, remontées en colliers.

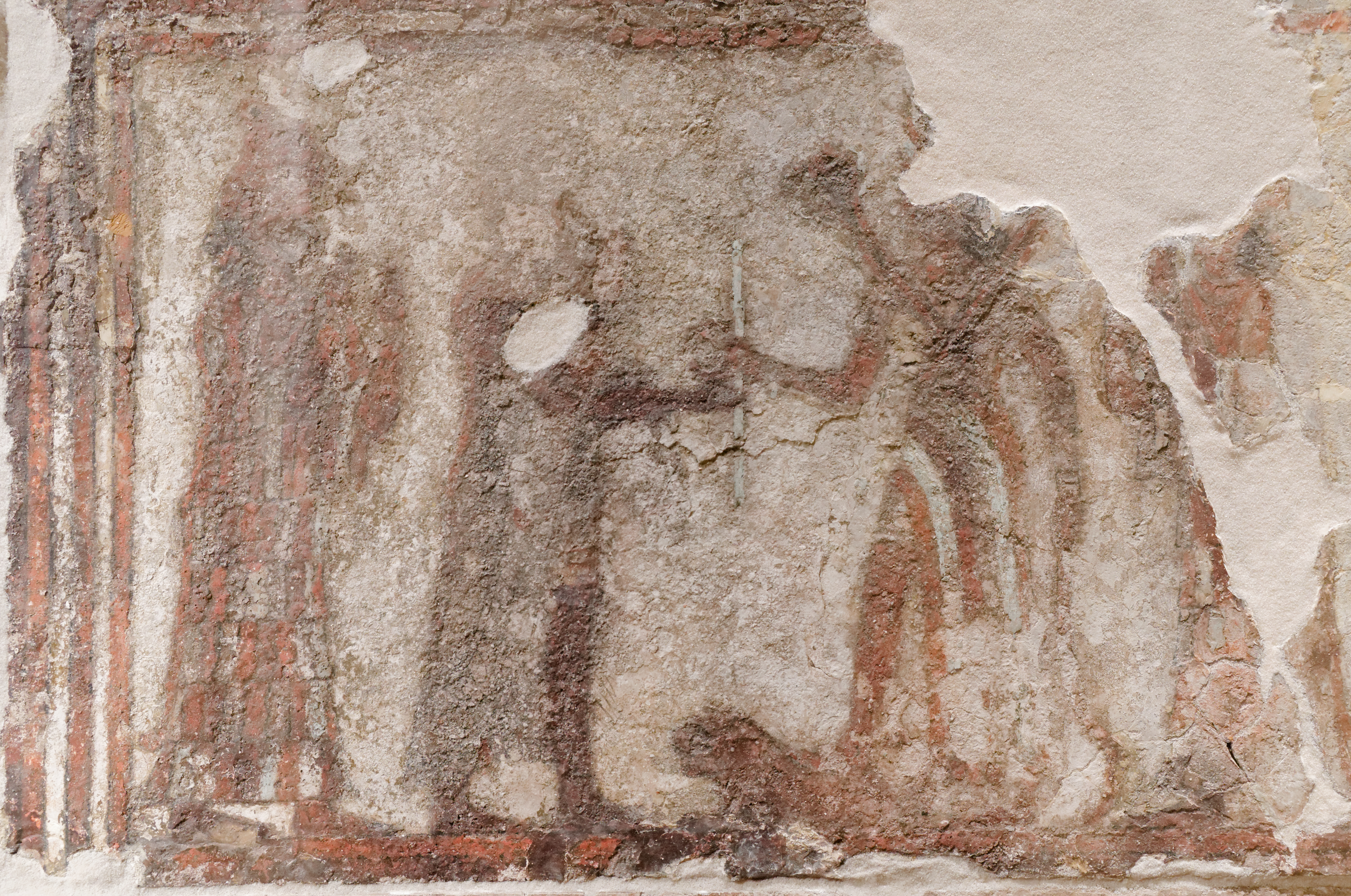
La Peinture de l'Investiture du palais royal de Mari, détail du panneau central : la déesse Ishtar remet au roi l'anneau et le bâton, symboles de la royauté. Musée du Louvre.

La seconde période de l'histoire de Mari pour laquelle le culte local d'Ishtar est bien documenté est celle qui précède sa destruction, la fin de la Ville III, ou période amorrite, vers 1810-1765 av. J.-C. Les archives royales provenant du palais royal de Mari fournissent de nombreuses informations. Dans ce contexte, la déesse y apparaît avant tout dans sa fonction de soutien de la royauté, avec des aspects politiques et belliqueux prononcés. Le grand palais royal de Mari a livré une peinture représentant l'investiture du roi par la déesse, qui lui tend les insignes de la royauté, le cercle et l'anneau (Peinture de l'Investiture). Une liste divine place en premier les déesses Ishtar et Ishtar de Der (aussi surnommée Diritum), une autre donne le noms de ces mêmes déesses et d'autres variantes telles qu'« Ishtar du palais » et la « Dame d'Akkad ». Sous le règne du dernier souverain de Mari, Zimri-Lim, la déesse Ishtar de Der/Diritum est une des principales divinités protectrices de la dynastie royale. Sa grande fête, qui a lieu au début de l'hiver, commémore les ancêtres du roi, et ses vassaux le rejoignent en signe d'hommage. Le roi fait la procession de Mari jusqu'à Der en compagnie d'une statue de la déesse, et fait une entrée en majesté dans la ville. L'autre grand cycle festif lié à la déesse est dédié à Ishtar de Mari et a lieu un peu plus tôt dans l'année. La statue de la déesse se rend alors dans le palais royal, où elle rejoint la chapelle de la « Dame du Palais » (Belet-ekallim, qui y a un lieu de culte permanent) et les célébrations sont marquées par des sacrifices et des banquets se déroulent sur plusieurs jours, notamment dans le verger royal et un rituel du char du dieu Nergal. Deux textes fournissent également les protocoles de rituels dédiés à des aspects de la déesse. Le premier concerne peut-être Ishtar de Mari, le second concerne Ishtar d'Irradan, une figure importée localement alors que la ville était sous domination d'une dynastie venue de l'est. Une lettre indique par ailleurs que des sacrifices à Ishtar requièrent la présence de bétyles, représentations aniconiques des divinités qui sont apparemment liées aux traditions religieuses nomades,.

### Akkad

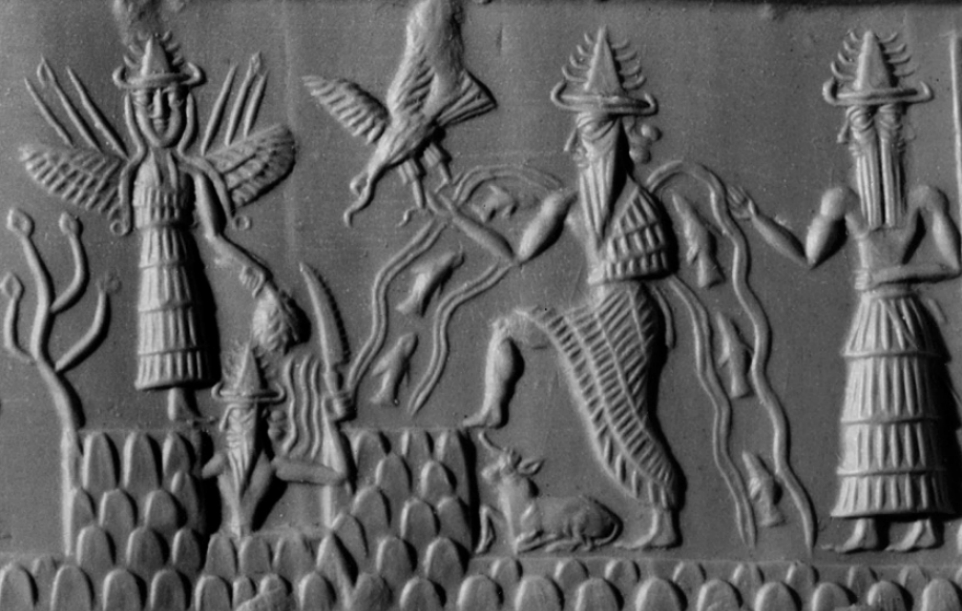
Empreinte de sceau-cylindre de la période d'Akkad représentant Ishtar ailée et armée (à gauche), aux côtés des dieux le dieu Shamash, Ea et Ushmu.

Ishtar est la divinité principale de la ville d'Akkad/Agadé, dont les ruines n'ont pas été identifiées, n'étant donc connue que par des textes. Son temple, l’é-ulmaš, était un des principaux lieux de culte de la déesse en Basse-Mésopotamie. Il est à l'origine d'une épithète de la déesse, Ulmashitum. Il aurait été érigé à l'époque des souverains de l'empire d'Akkad (v. 2340-2190 av. J.-C.), qui avaient une relation privilégiée avec la déesse, au point que leur période a été considérée par la suite comme le « règne d'Ishtar ». Comme évoqué plus haut, c'est à elle que la tradition postérieure attribuait l'élévation de Sargon d'Akkad, le fondateur de la dynastie, au rang de roi, dans le récit Sargon et Ur-Zababa. L'autre grand souverain de cette lignée, Naram-Sîn, plaçait dans ses inscriptions la déesse Ishtar au premier rang, et se présentait comme son bien-aimé. Certaines des représentations du souverain (notamment sur sa Stèle de la victoire) comme un personnage attirant, au corps érotisé, pourrait renvoyer à cette volonté de plaire à la déesse, tout en reliant l'exercice du pouvoir à l'attrait sexuel. Sur une stèle, la déesse présente au souverain des cordes retenant les pays qu'il avait soumis, symbolisant le fait que ces triomphes étaient voulus par elle.
L'aspect guerrier de la déesse, « Ishtar de la bataille » (Annunītum) est mis en avant à cette période. Cela se retrouve dans les inscriptions de Naram-Sîn, ainsi que dans les écrits d'Enheduanna, sa tante, grande-prêtresse du dieu-lune Nanna à Ur, qui préfère néanmoins se tourner vers Ishtar lorsque sa dynastie est menacée par une rébellion (Exaltation d'Inana). Dans un autre texte qui est peut-être de sa main, Inana et Ebih, l'aspect conquérant de la déesse est également glorifié. Dans cette logique, les scènes gravées sur les sceaux-cylindres de la période représentent la déesse sous sa forme ailée et armée.
Cet aspect guerrier de la déesse se retrouve au VIe siècle av. J.-C. dans les inscriptions du roi babylonien Nabonide célébrant la reconstruction du temple d'Ishtar d'Akkad : 

« C'est pourquoi, Ishtar d'Akkad, déesse du combat, regarde joyeusement cette maison (son temple), la demeure que tu aimes, et ordonne que je vive ! Parle chaque jour en présence de Marduk, le roi des dieux, du prolongement de mes jours et de l'accroissement de mes années ; va à mon côté là où il y aura mêlée et bataille, pour que je tue mes adversaires et que j'abatte mes ennemis ! »

— Prière de Nabonide de Babylone à Ishtar d'Akkad, à l'issue de la reconstruction de son temple, traduction de M.-J. Seux.

### Ninive
La déesse de Ninive est durant plusieurs siècles l'une des principales divinités de la Mésopotamie du Nord. Elle apparaît dans la documentation écrite sous la dynastie d'Ur III, au XXIe siècle av. J.-C., sous le nom Šauša, qui est manifestement une variante ancienne du nom de la déesse en hourrite employé au IIe millénaire av. J.-C., Shaushka. Ninive est en effet restée durant la majeure partie de cette période dominée par une population hourrite. Les souverains amorrites qui dominèrent la ville épisodiquement assimilèrent cette déesse à Ishtar, à l'image de Samsî-Addu d'Ekallâtum et Hammurabi de Babylone au XVIIIe siècle av. J.-C. et il en fut de même pour toutes les populations sémitiques de la région par la suite. La déesse de Ninive connut une popularité croissante à l'époque du royaume hourrite du Mittani (XVe – XIVe siècle av. J.-C.), dont elle était la principale divinité au côté du dieu de l'orage Teshub, son frère suivant la théologie locale. Les lettres du roi mitannien Tushratta retrouvées à tell el-Amarna en Égypte indiquent qu'il a envoyé la statue de la déesse en Égypte. Vers cette même époque, son culte est introduit en pays hittite, par le biais de l'influence hourrite, même si la prépondérance de la culture lettrée mésopotamienne (donc de la langue akkadienne) fait qu'on y écrivait aussi bien son nom par le logogramme IŠ-TAR emprunté à l'akkadien, que phonétiquement Shaushga. En tout état de cause la différence de nature entre les deux déesses était ténue. De toutes les variantes locales d'Ishtar/Shaushga attestées dans les textes hittites, celle de Ninive (souvent appelée « reine de Ninive ») est la plus courante aux côtés de celle de Samuha (qui selon certains pourrait être une hypostase d'Ishtar de Ninive), et elle dispose de lieux de culte dans des villes hittites, notamment la capitale Hattusa. À la fin de l'empire hittite, Ishtar/Shaushga prend une place majeure, puisqu'elle est la divinité protectrice du roi Hattusili III et devient sous son fils Tudhaliya IV la principale déesse du panthéon officiel après la Déesse-soleil d'Arinna/Hebat. Ishtar de Ninive est par ailleurs invoquée dans de nombreux rituels magiques hittites pour guérir des maladies, mais en revanche elle ne présente par les aspects astraux et martiaux traditionnels d'Ishtar, qui semblent plutôt réservés à sa variante de Samuha. Dans le cycle de Kumarbi, principal groupe de textes mythologiques hourrites qui nous soit parvenu, Shaushga/Ishtar est présente à plusieurs reprises, et y est mentionnée explicitement comme la « reine de Ninive », jouant un rôle de séductrice (en usant de ses charmes et de ses talents de chanteuse et musicienne) pour aider son frère Teshub à vaincre ses ennemis, avec des succès divers : si elle réussit à charmer le serpent Hedammu, en revanche ses attraits ne sont d'aucun secours pour lutter contre le géant Ullikummi, qui est sourd et aveugle.

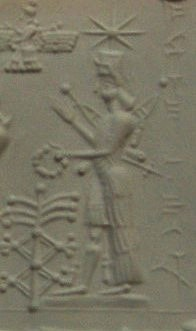
Ishtar armée, sous le symbole de l'étoile, détail d'une impression d'un sceau-cylindre d'époque néo-assyrienne (vers -800). Cabinet des médailles.

Quand Ninive est intégrée dans l'empire assyrien à partir du XIVe siècle av. J.-C., la déesse locale devient appelée Ishtar (ou Issar). Elle conserve sa place de divinité de premier plan, son temple étant l'un des plus importants du royaume, et expliquant sans doute en grande partie le prestige de Ninive en Assyrie, alors qu'elle ne devient capitale qu'à la fin de l'histoire de ce pays, vers 700 av. J.-C.. Mais elle doit de plus en plus partager sa position avec Ishtar d'Arbèles. Le temple d'Ishtar de Ninive, situé sur le tell principal de Ninive, Kuyunjik, était appelé en sumérien é-maš-maš ou é-meš-meš (sens inconnu) fut restauré à de nombreuses reprises durant l'histoire assyrienne, à partir d'un plan antérieur issu des travaux d'aménagement de Samsî-Addu vers 1800 av. J.-C. C'est un temple rectangulaire d'environ 106 × 55 mètres d'orientation sud-ouest/nord-est, dont la cella n'a pas été dégagée. Y était associée une ziggurat dont les ruines avaient disparu au moment des fouilles. Ishtar de Ninive disposait par ailleurs d'un temple consacré à la fête akitu, ayant lieu au Nouvel An dans les principales villes mésopotamiennes, qui se trouvait également sur le tell de Kuyunjik et d'un autre dans les faubourgs de la cité.

### Arbèles

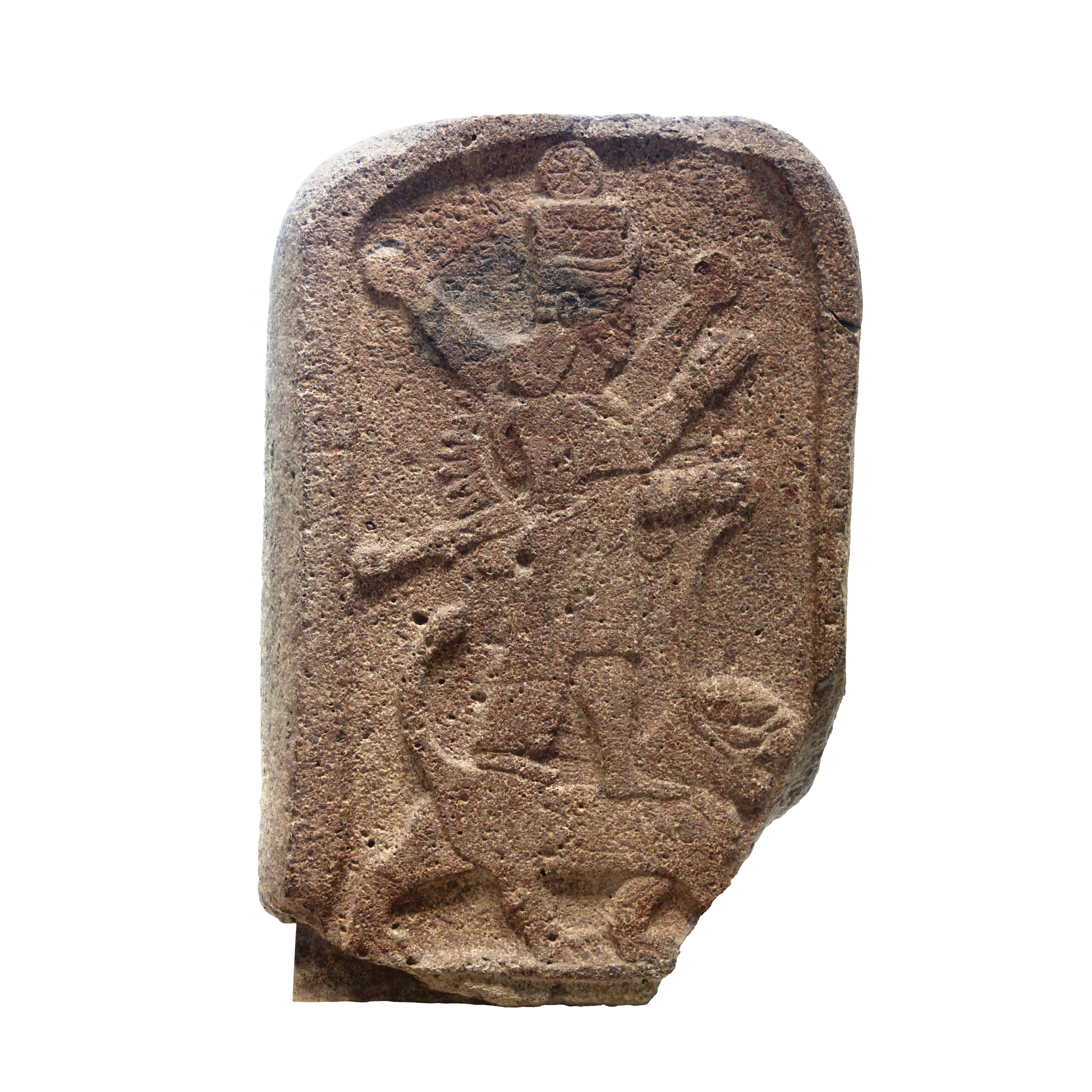
Stèle représentant Ishtar d'Arbèles, Tell Ahmar, Musée du Louvre.

L'autre grande déesse assyrienne était Ishtar d'Arbèles, ville correspondant à l'actuelle Erbil, située dans le Kurdistan irakien. C'est l'une des principales divinités du pays à l'époque néo-assyrienne. Le grand temple de l'Ishtar locale était appelé « Maison de la Dame du Pays » (é-gašan-kalamma) et disposait d'une ziggurat. Les inscriptions de plusieurs rois assyriens mentionnent la restauration du sanctuaire, qui n'est connu que par les textes dans la mesure où le site ne peut être fouillé car recouvert par la ville moderne. La déesse disposait également d'un temple destiné à la fête akitu qui se déroulait en son honneur, dans une localité voisine de la ville appelée Milqia, où la déesse est vénérée sous une forme spécifique, appelée Shatru. Le clergé du sanctuaire joue un rôle important, il comprend notamment des érudits, et le personnel est constitué par de nombreux oblats et oblates (kezru/kezretu, šēlūtu) qui peuvent être employés pour diverses fonctions liées au fonctionnement économique et cultuel du temple. Ishtar d'Arbèles est surtout mentionnée dans les textes en tant que soutien des souverains néo-assyriens de la première moitié du VIIe siècle av. J.-C., Assarhaddon et Assurbanipal, notamment en lien avec leurs victoires militaires car la déesse semble avoir un aspect guerrier très prononcé. Ces deux rois restaurent son sanctuaire. Ils y célébrèrent des rituels de triomphe, qui s'étendent aussi à Milqia, appelés « entrée dans la ville » (ērab āli) lors de leurs plus éclatantes victoires, notamment celles contre l’Égypte et l'Élam. Plusieurs tablettes documentent comment la déesse communiquait avec eux pour leur manifester leur soutien, par le biais de deux variantes de divination : le prophétisme et l'oniromancie,.
Le clergé des différents temples d'Ishtar existant en Assyrie comprenait des prophètes et prophétesses (raggimu et raggintu) qui étaient régulièrement « possédés » par la déesse qui transmettait un message adressé au souverain par leur intermédiaire, suivant une tradition bien implantée dans le Nord mésopotamien durant l'Antiquité. Ceux du temple d'Ishtar d'Arbèles sont les mieux documentés, et semblent avoir eu une importance particulière. Ils transmettaient régulièrement des messages garantissant le soutien de la déesse au souverain, celle-ci étant alors considérée comme une des principales divinités protectrices des rois aux côtés du grand dieu national Assur et d'Ishtar de Ninive, garantissant avant tout leurs triomphes militaires. Les prophéties étaient donc rapportées au roi et plusieurs tablettes ont ainsi conservé leur contenu, ainsi celle-ci destinée à Assarhaddon :

« Assarhaddon, roi des pays, ne crains rien ! Le vent qui soufflait contre toi, n'ai-je point brisé ses ailes ? Tes ennemis, partout, rouleront devant tes pieds comme des pommes (mûres) du mois de Siwan (au printemps). Je suis la Grand Dame, je suis Ishtar d'Arbèles, qui, devant tes pieds, détruira tes ennemis ! Quelles sont les paroles que je t'ai dites et auxquelles tu n'as pu te fier ? Je suis Ishtar d'Arbèles ! Je surveille tes ennemis et te les livrerai ! Moi, Ishtar d'Arbèles, je marche devant toi et derrière toi ! Ne crains rien ! Toi, tu seras dans la joie, moi, je serai dans les peines. Je vais de l'avant. Reste là !
De la bouche du (prophète) Ishtar-la-tashiat, d'Arbèles. »

— Prophétie inspirée par la déesse Ishtar d'Arbèles, garantissant sa protection au roi Assarhaddon.
Par ailleurs plusieurs textes du règne d'Assurbanipal évoquent comment Ishtar d'Arbèles prenait contact avec lui en suscitant des rêves chez des « voyants » (šabrû), qui jouaient de fait un rôle similaire à celui des prophètes. Ainsi, une de ses inscriptions relate que, la veille d'une bataille cruciale contre l'Élam, il pria la déesse de lui accorder son secours, et elle apparaît en rêve à un de ses voyants, qui lui décrit sa vision à son réveil :

« La Déesse Ishtar qui réside à Arbèles entra. Des carquois pendaient à sa droite et à sa gauche, elle tenait dans sa main un arc, et elle avait dégainé une épée acérée afin de combattre. Tu te tenais devant elle, pendant qu'elle te parlait comme une mère à un enfant. Ishtar, la divinité la plus élevée, t'appela et te donna l'ordre suivant : « Tu prévois de faire la guerre - J'irai où tu souhaites aller ! » […] Elle t'abrita de sa douce embrassade, protégeant tout ton corps. Du feu illuminait son visage, et elle partit furieusement et impétueusement pour défaire son ennemi, se dirigeant vers Teumman, le roi d'Élam, qui l'avait mise dans une colère noire. »

— Inscription d'Assurbanipal.

### Babylone

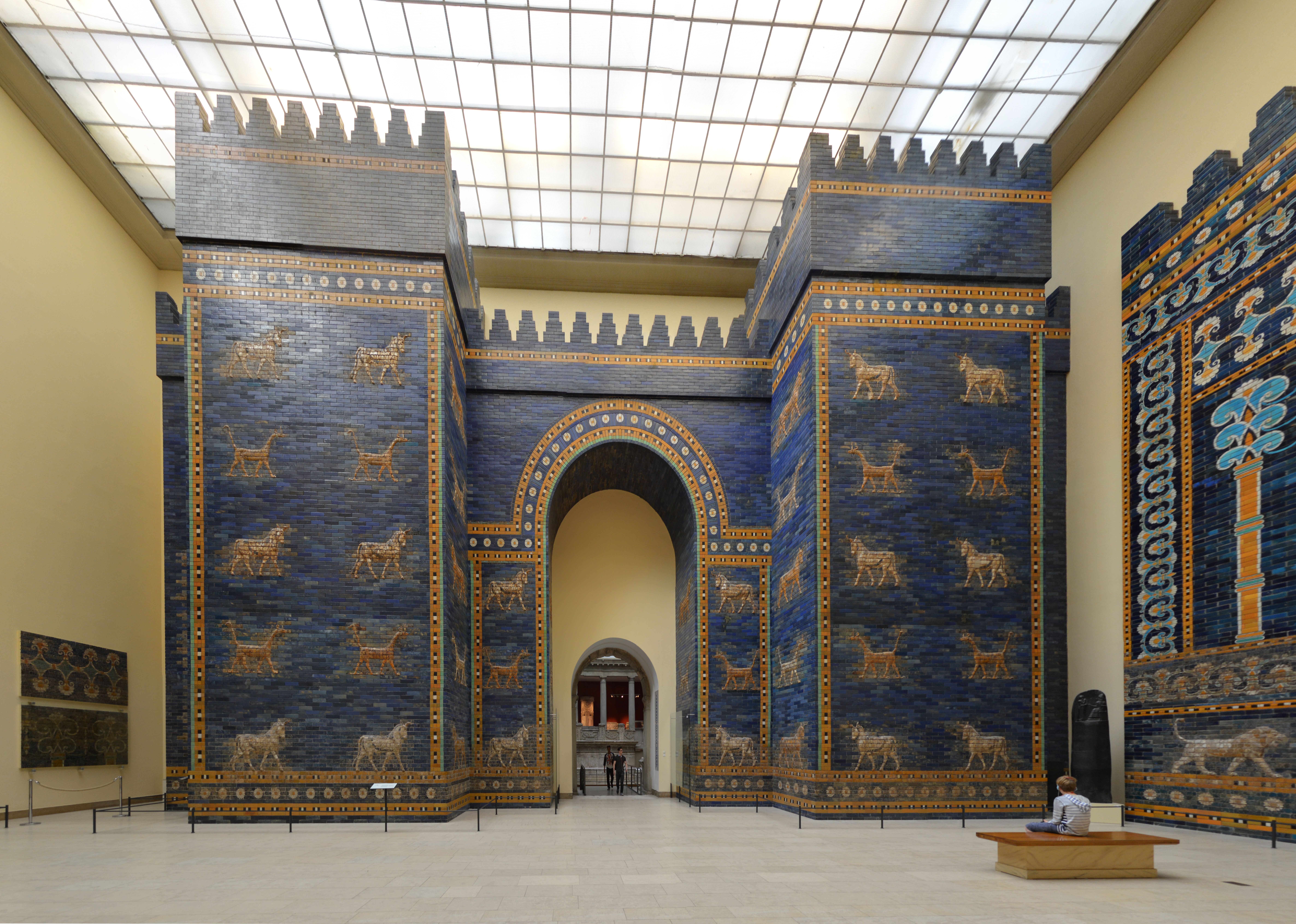
La porte d'Ishtar de Babylone reconstituée au musée de Pergame de Berlin.

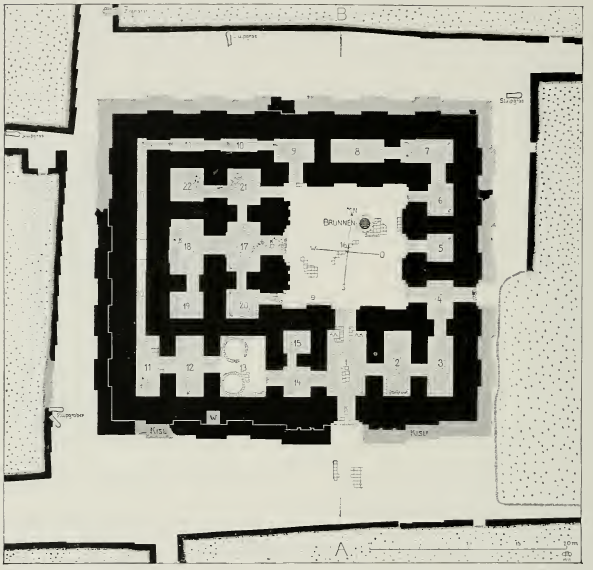
Plan du temple d'Ishtar d'Akkad à Babylone.

Une hypostase d'Ishtar était vénérée à Babylone, où elle était connue sous le nom de « Dame de Babylone » (Bēlet Bābili). Son temple, dont le nom cérémoniel était « Maison-Enclos du Pays » (é-tur-kalamma) n'a pas été mis au jour lors des fouilles, mais selon les indications des textes il pourrait faire partie du complexe de l'Esagil, le sanctuaire du dieu Marduk. Il est attesté depuis le début du IIe millénaire av. J.-C. et est restauré à plusieurs reprises durant l'histoire de la ville. La liste des temples de Babylone contenue dans le texte Tintir, une topographie sacrée de la ville, indique que d'autres hypostases d'Ishtar avaient des temples dans la cité : un temple à la Dame d'Akkad (sans doute le temple d'Ishtar d'Akkad fouillé dans le secteur du Merkès), un autre à la Dame de Ninive, deux à la Dame de l'É-anna, Ishtar d'Uruk, et un autre à Ishtar des étoiles, ainsi qu'un grand nombre de petits sanctuaires en plein air (ibratu, peut-être des sortes de niches ; 180 selon le texte). 
Ishtar de Babylone jouait également un rôle de gardienne des portes de la cité, et lui avait été dédiée une des portes principales de la ville, la porte d'Ishtar, dont le nom sacré était « Ishtar terrasse son assaillant », située sur la voie processionnelle principale de la ville ouvrant l'accès aux secteurs des palais et des temples, elle-même nommée selon Tintir « Ishtar est l'ange gardien (lamassu) de ses troupes ». Son décor est constitué de briques recouvertes de glaçure bleue ou vertes portant des représentations de taureaux et de dragons, tandis que les lions symbolisant Ishtar figurent sur les murs de la voie processionnelle. Elle est actuellement exposée au musée de Pergame à Berlin où elle a été transportée à l'issue des fouilles allemandes du site de Babylone.
Plusieurs rituels dédiés à Ishtar de Babylone sont connus par des tablettes, en état très fragmentaire et provenant en bonne partie de sites assyriens. Les plus étudiés sont ceux contenus dans le corpus intitulé « Love Lyrics » lors de sa première publication, qui en fait n'a rien de chants d'amour : de ce que l'on saisit de ces textes fragmentaires, ils renvoient à un rituel décrivant un triangle amoureux entre Marduk, le grand dieu de Babylone, sa parèdre Sarpanitu, et Ishtar de Babylone qui y joue le rôle de la séductrice menaçant le couple. L'épouse jalouse poursuit la tentatrice, le rituel se déroulant dans le temple de l'Ishtar babylonienne et les rues alentour. Selon W. Lambert, comme elle ne pouvait être l'épouse du grand dieu local comme cela se fait souvent dans les autres cités, puisque la place était déjà occupée, Ishtar, en tant que déesse de l'amour, devint à Babylone sa concubine. Plusieurs passages sont des complaintes de l'épouse légitime envers la maîtresse, qu'elle maudit de façon qu'elle ne puisse s'unir à son époux : dans un passage, elle lui souhaite de tomber du toit du temple où elle rencontre Marduk une fois la nuit tombée ; dans d'autres, plus explicites sur la nature physique des relations amoureuses entre le dieu et Ishtar et littéralement pornographiques, elle souhaite qu'Ishtar ne puisse obtenir des tissus pour laver ses parties génitales (« à présent qu'on dise aux femmes de Babylone : « Les femmes ne vont pas donner de chiffon, pour essuyer sa vulve, essuyer son vagin. » ») puis qu'un chien vienne en bloquer l'accès (« Dans tes parties génitales dans lesquelles tu as tant confiance, je ferai rentrer un chien et il en interdira fermement l'entrée »). Il s'agit donc de rituels au caractère sexuel très prononcé, mettant en scène Ishtar sous son aspect séducteur, tentatrice qui parvient à ses fins, mais insistant plus sur la jalousie et la colère qu'éprouve envers elle l'épouse trompée, sans manifestement impliquer la responsabilité de l'époux infidèle. Leur lien avec les rites de mariage sacré n'est pas évident à déterminer mais ne paraît pas inexistant pour autant, pour certains spécialistes ils avaient peut-être pour but de lutter contre une rivale en amour, ou s'inscriraient dans un contexte de rites proprement féminins. Le rituel implique des assinnu et kurgarrû et pourrait donc s'accompagner de rites de travestissement. Les tablettes mentionnent aussi d'autres personnages, notamment un jardinier qui doit donner une plante à Sarpanitu (pour un élixir amoureux ?). Un passage de ces textes contient une louage plus flatteuse pour Ishtar : « Tu es la mère, Ishtar de Babylone, la belle, la reine des Babyloniens. Tu es la mère, une paume de cornaline, la belle, qui est tout à fait agréable, la dame exceptionnelle, dont la silhouette est belle à l'extrême. »
Un fragment de tablette d'époque tardive (hellénistique ou parthe) décrit ainsi une fête dédiée à la déesse, qui avait lieu sur plusieurs jours au mois de Simanu (mai-juin). Il était marqué par la récitation de poèmes et l'exécution de rituels dans différents lieux de la ville. Ainsi, le neuvième jour du mois au matin, un prêtre de son clergé spécialisé dans la récitation d'hymnes (kurgarrû) se rend aux abords de la cella du temple de Nanaya dans lequel il jette des fruits, puis l'après-midi des membres du clergé féminin du temple d'Ishtar de Babylone y font de même. Ces fruits symbolisant des aphrodisiaques, ce rituel est lié au rôle de divinités de la sexualité qu'ont les deux déesses. Des rites du sanctuaire d'Ishtar de Babylone également connus pour l'époque tardive comprennent des prières et récitations visant à calmer la déesse quand elle est courroucée.

## Postérité et réceptions

### Antiquité
Les dernières attestations de l'existence de fidèles d'Ishtar semblent se trouver dans des inscriptions du IIe siècle de notre ère trouvées à  Hatra, en Mésopotamie du Nord, où le nom de la déesse se trouve dans l'onomastique locale et qui mentionnent peut-être aussi la déesse Ishtar d'Arbèles.
En fait, ce sont d'autres déesses qui lui sont similaires dont le culte a mieux résisté dans les périodes antérieures à la christianisation puis à l'islamisation du Moyen-Orient : dans le nord mésopotamien (Hatra et Assur) on retrouve une déesse qui évoluait auparavant dans l'ombre d'Ishtar, Nanaya (de plus en plus appelée simplement Nana) qui connaît même une remarquable expansion dans le monde iranien et jusqu'en Asie centrale, tandis que le culte d'Astarté et surtout d'Atargatis (la « Déesse syrienne » évoquée en particulier par Lucien de Samosate) reste ancré dans l'espace syro-levantin. La figure d'Inana/Ishtar persiste donc d'une certaine manière dans ces déesses qui lui sont proches et qu'elle a influencé, ainsi que dans d'autres (Anahita, Aphrodite, Vénus). Et comme les autres déesses astrales sémitiques qualifiées de « Reine du Ciel » (Anat, Astarté), son culte a influencé celui de la Vierge Marie dans le christianisme naissant (en particulier dans la secte des Collyridiens) et jusqu'à nos jours.
Le nom de la déesse Ishtar réapparaît dans des incantations inscrites en araméen sur des bols d'incantations mandéens exhumés dans le Sud mésopotamien et datés des alentours des Ve – VIe siècle, parmi les démons que l'on cherchait à combattre (aux côtés de la démone Lilith), ce qui indique que son statut a évolué avec le développement des nouvelles religions. Le terme pourrait plutôt renvoyer à son sens secondaire, celui de « déesse ». On trouve dans un bol la mention d'une « Istar d'Akat », qui semble être la dernière attestation d'Ishtar d'Akkad.

### Période contemporaine
Depuis la redécouverte de la civilisation mésopotamienne et de l'importance qu'avait Inana/Ishtar dans l'univers religieux de celle-ci, en particulier dans la mythologie, cette déesse, comme bien d'autres déesses antiques liées (en particulier orientales), a exercé une évidente fascination aussi bien dans le milieu de la recherche scientifique qu'auprès d'autres audiences. Cette fascination est en particulier liée à son rôle de déesse de la sexualité et à des pratiques manifestement fantasmées comme la pratique de la prostitution sacrée, ainsi que d'autres traits attribués à la femme orientale dans l'imaginaire occidental. Du reste cela suscitait déjà de telles réactions chez les auteurs de l'Antiquité classique, par exemple Hérodote (Histoires, I, 199) pour qui toute femme babylonienne est susceptible de s'adonner à la prostitution en l'honneur de la déesse.
Dans l'Irak contemporain, la figure d'Ishtar a parfois été utilisée à des fins politiques. Son symbole, l'étoile à huit branches, figure ainsi sur le drapeau et l'emblème du pays sous le régime du général Abdel Karim Kassem (1959-1963), représentant la minorité assyrienne du pays.
La déesse se retrouve dans plusieurs œuvres de la culture contemporaine, alors que les divinités mésopotamiennes y sont largement ignorées. Y sont surtout retenues de la mythologie antique deux aspects de la déesse : sa beauté et sa personnalité farouche.
Ainsi, dans le domaine de la musique symphonique, le compositeur Vincent d'Indy (1851-1931) a composé en 1896 un poème symphonique intitulé Istar, variations symphoniques, et Michael Nyman a composé en 1992 le Self-laudatory hymn of Inanna and her omnipotence pour le consort de violes Fretwork et le contre-ténor James Bowman (cette œuvre sera reprise en 2015 par le contre-ténor Paulin Bündgen et l'ensemble Céladon). Le poète irakien Badr Shakir al-Sayyab (1926-1964) s'inspira dans certaines de ses compositions du thème mythologique des amours d'Inanna et de Dumuzi. Autre hommage moderne, Ishtar est une des 1 038 femmes représentées dans l'œuvre contemporaine The Dinner Party de Judy Chicago, aujourd'hui exposée au Brooklyn Museum. Cette œuvre se présente sous la forme d'une table triangulaire de 39 convives (13 par côté). Chaque convive étant une femme, figure historique ou mythique. Les noms des 999 autres femmes figurent sur le socle de l'œuvre. La déesse Ishtar est la troisième convive de l'aile I de la table.
Les astronomes ont par ailleurs nommé en l'honneur de la déesse un des deux continents qu'ils ont découvert sur la planète Vénus à laquelle elle était associée, appelé Ishtar Terra,.
La déesse se retrouve également dans des œuvres littéraires comme le roman graphique Sandman de Neil Gaiman, des séries télévisées (Hercule, Stargate SG-1, aussi des références possibles dans Buffy contre les vampires), des jeux vidéo (Fate/Grand Order, décliné en anime).

### Sources
- René Labat, « Les grands textes de la pensée babylonienne », dans René Labat, André Caquot, Maurice Sznycer et Maurice Vieyra, Les religions du Proche-Orient asiatique, Textes babyloniens, ougaritiques, hittites, Paris, Fayard, 1970, p. 1-349.
- Jean Bottéro et Samuel N. Kramer, Lorsque les dieux faisaient l'Homme, Paris, Gallimard, coll. « NRF », 1989.
- Marie-Joseph Seux, Hymnes et prières aux dieux de Babylonie et d'Assyrie, Paris, Le Cerf, coll. « Littératures anciennes du Proche-Orient », 1976.
- (en) Jeremy Black, Graham Cunningham, Eleanor Robson et Gábor Zólyomi, Literature of Ancient Sumer, Oxford, Oxford University Press, 2004.
- (en) Benjamin R. Foster, Before the Muses: an Anthology of Akkadian Literature, Bethesda, CDL Press, 2005

### Inana/Ishtar
- (de) Claus Wilcke, « Inana/Ištar (Mesopotamien) », dans Reallexikon der Assyriologie und vorderasiatischen Archäologie, vol. V, Berlin, De Gruyter, 1976-80, p. 74-78.
- Francis Joannès, « Ištar », dans Francis Joannès (dir.), Dictionnaire de la civilisation mésopotamienne, Paris, Robert Laffont, coll. « Bouquins », 2001, p. 421-424.
- (en) Tzvi Abusch, « Ishtar », dans Karel van der Toorn, Bob Becking et Pieter W. van der Horst (dir.), Dictionary of Deities and Demons in the Bible, Leyde, Boston et Cologne, Brill, 1999, p. 848-852.
- (en) Joan Goodnick Westenholz, « Inanna and Ishtar in the Babylonian World », dans Gwendolyn Leick (dir.), The Babylonian World, New York, 2007, p. 332-347.
- (en) Yaǧmur Effron, « Inana/Ištar (goddess) », sur Ancient Mesopotamian Gods and Goddesses, Oracc and the UK Higher Education Academy, 2013 (consulté le 25 novembre 2014).
- (en) Gebhard J. Selz, « Five Divine Ladies: Thoughts on Inana(k), Ištar, In(n)in(a), Annunītum, and Anat, and the Origin of the Title "Queen of Heaven" », NIN, Journal of Gender Studies in Antiquity, vol. 1,‎ 2000, p. 29-62.
- (en) Louise Pryke, Ishtar, Londres et New York, Routledge, 2017.
- (en) Annette Zgoll, « Inanna—City Goddess of Uruk », dans Nicola Crüsemann, Margarete van Ess, Beate Salje et Markus Hilgert (dir.), Uruk: First City of the Ancient World, Los Angeles, J. Paul Getty Museum, 2019, p. 51-59
- (en) Renate Marian van Dijk-Coombes, « “Lady of battle, his beloved spouse”: The relationship between the body of Inana/Ištar and her spheres of war and love from the Jemdet Nasr to the old Babylonian period », Die Welt des Orients, vol. 50, no 1,‎ 2020, p. 146-176 (JSTOR 26977757)

### Autres études sur la religion mésopotamienne
- (en) Jeremy Black et Anthony Green, Gods, Demons and Symbols of Ancient Mesopotamia, Londres, British Museum Press, 1998.
- (en) Thorkild Jacobsen, The Treasures of Darkness: A History of Mesopotamian Religion, New Haven, Yale University Press, 1976.
- (en) Paul-Alain Beaulieu, The Pantheon of Uruk during the Neo-Babylonian Period, Leyde et Boston, Brill - Styx, 2003.
- (de) Brigitte Groneberg, Die Götter des Zweistromlandes : Kulte, Mythen, Epen, Düsseldorf, Artemis & Winkler, 2004
- (en) Julia M. Asher-Greve et Joan Goodnick Westenholz, Goddesses in Context : On Divine Powers, Roles, Relationships and Gender in Mesopotamian Textual and Visual Sources, Fribourg / Göttingen, Academic Press / Vandenhoeck Ruprecht, 2013 (lire en ligne)
- (en) Douglas R. Frayne et Johanna H. Stuckey, A handbook of gods and goddesses of the ancient Near East : Three thousand deities of Anatolia, Syria, Israel, Sumer, Babylonia, Assyria, and Elam, University Park, Eisenbrauns, The Pennsylvania State University, 2021